# Soroca
Soroca este un oraș cu statut de municipiu din nord-estul Republicii Moldova, situat pe malul drept al râului Nistru, la frontieră cu Ucraina. Este centrul administrativ al raionului omonim.
Cu peste 37 de mii locuitori (2016), Soroca este al optulea oraș ca mărime din Moldova, dar și al doilea ca mărime și ca importanță din Regiunea de Nord (fiind surclasat doar de Bălți). La Soroca funcționează un muzeu de istorie și etnografie care include și Cetatea Sorocii, ridicată în piatră de Ștefan cel Mare în 1499 și renovată în forma actuală de Petru Rareș.

## Geografie
Conform datelor Biroului Național de Statistică, suprafața orașului constituie 191,97 ha, dintre care, teren în proprietatea statului – 135,08 ha, teren în proprietatea autorității publice locale – 585,59 ha, teren în proprietatea privată – 551,3 ha, terenurile fondului silvic - 105,3 ha, terenuri destinate industriei, transporturilor și altor destinații – 157,38 ha și teren arabil 56,42 ha. Pentru înregistrarea fenomenelor hidrometeorologice la Soroca funcționează o stație specializată fondată în 1890.
Natura adiacentă

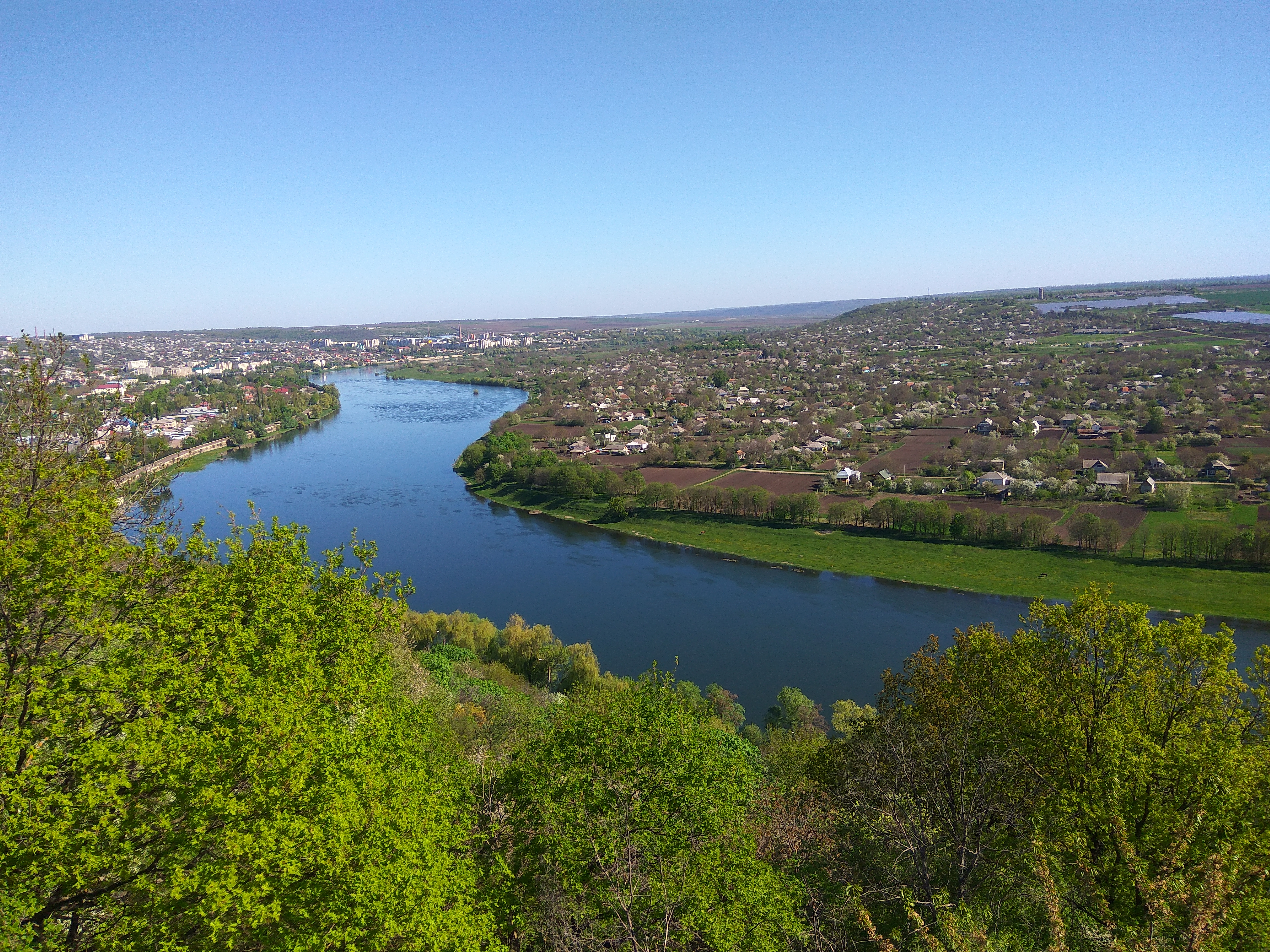
Nistrul de la „Lumânarea Recunoștinței”. În fotografie, Soroca și satul ucrainean Țechinovca.
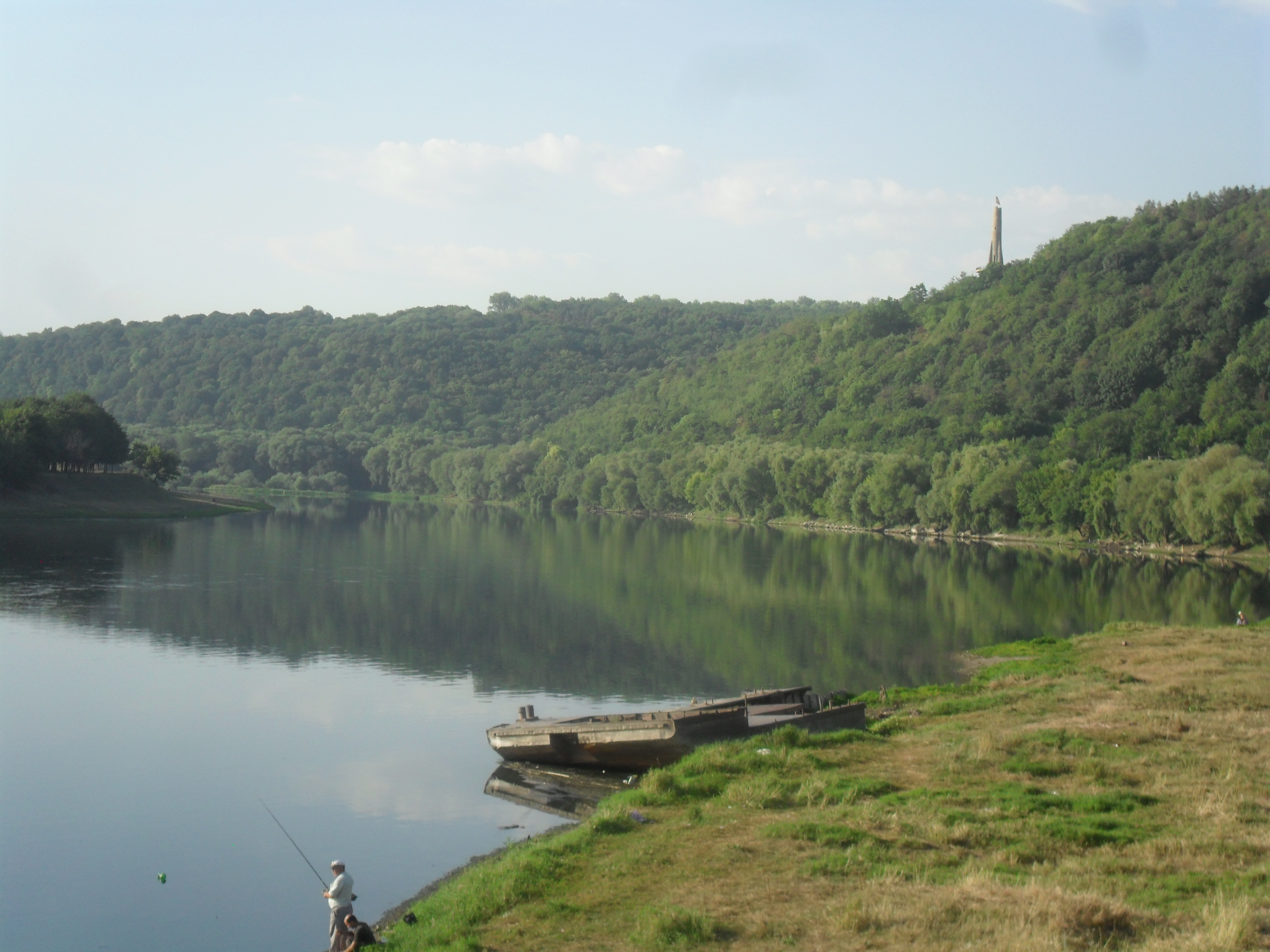
Relieful în apropierea orașului este unul preponderent deluros, acoperit de păduri de-a lungul Nistrului.
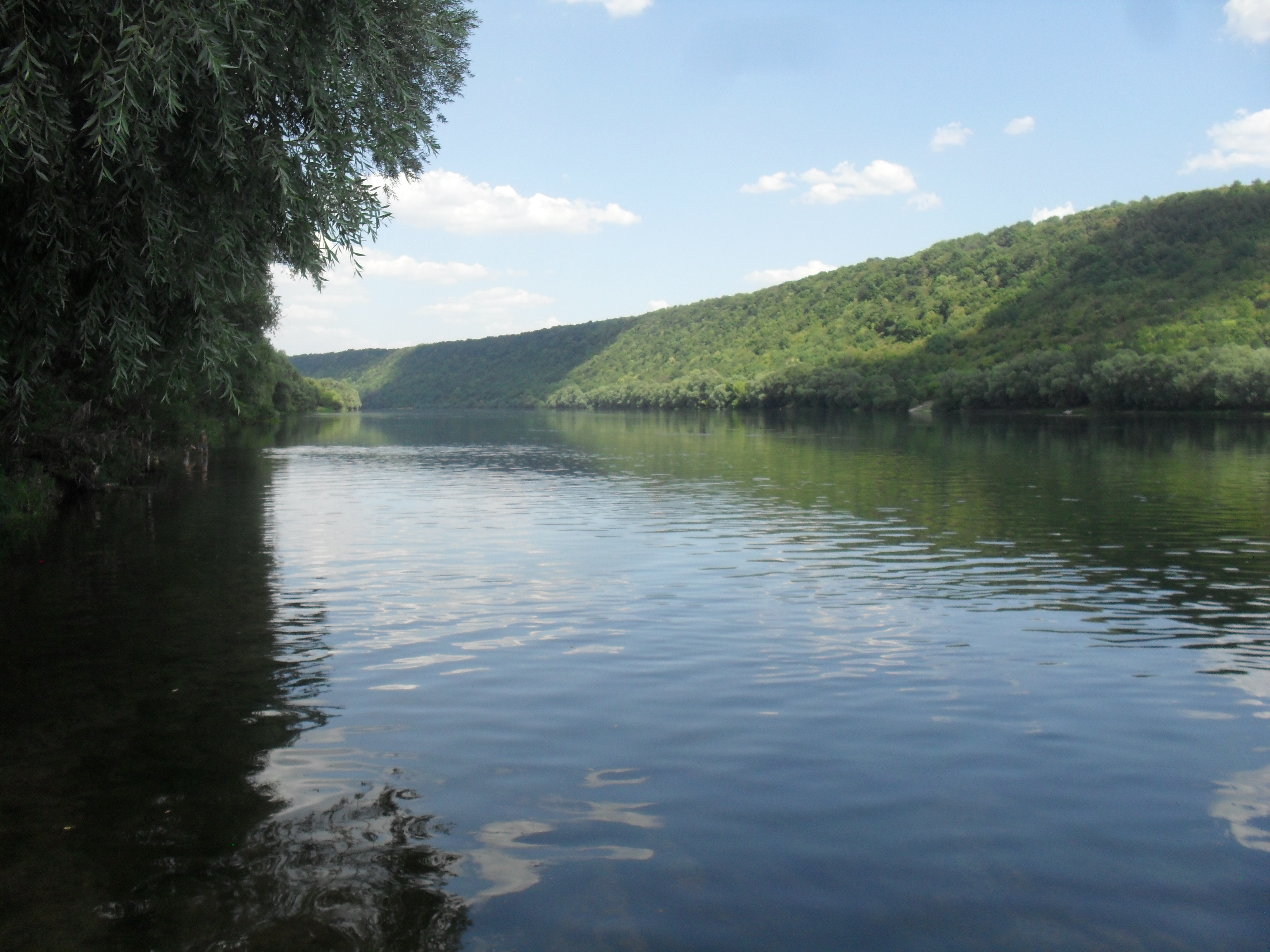
Nistrul în preajma cartierului Soroca Nouă
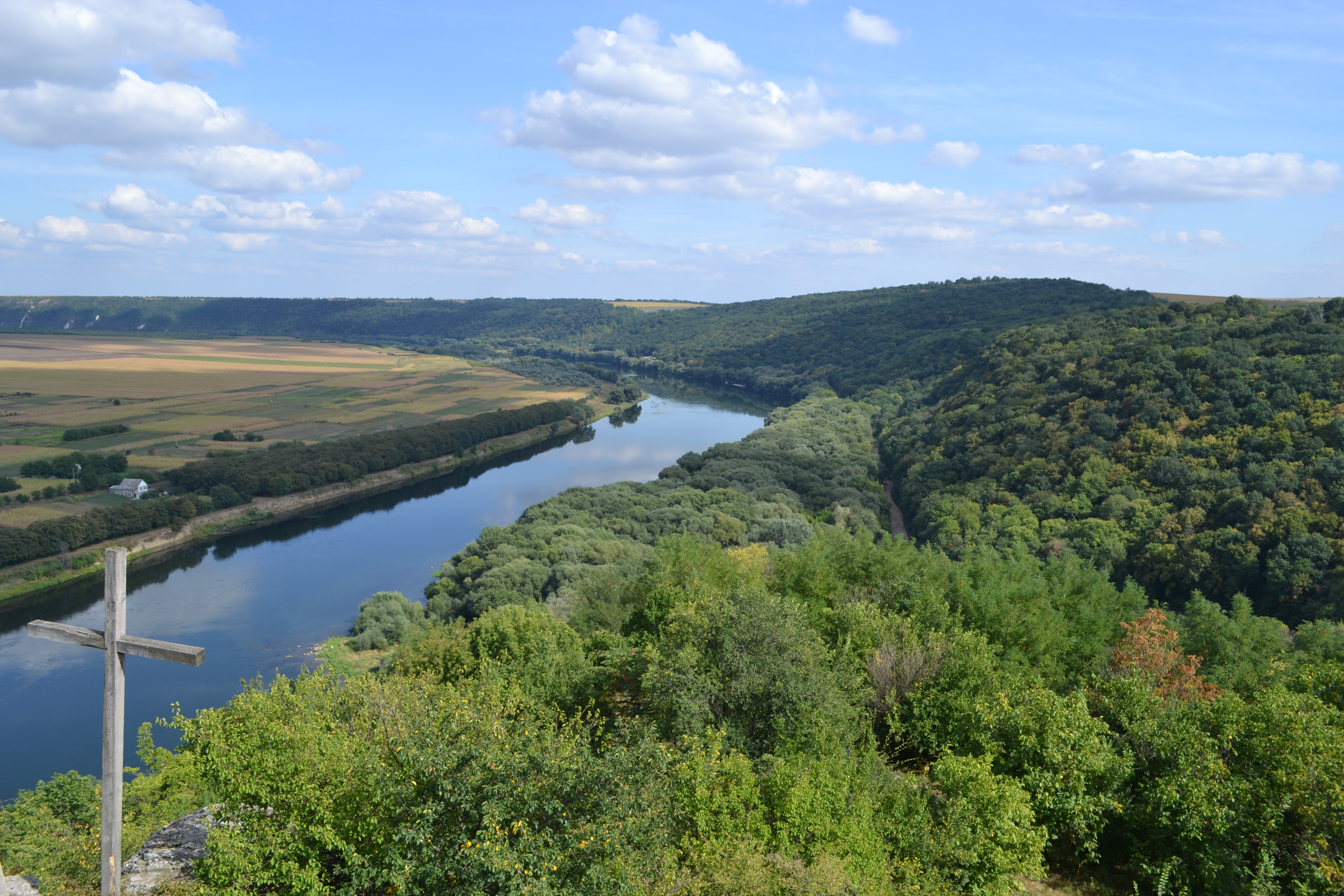
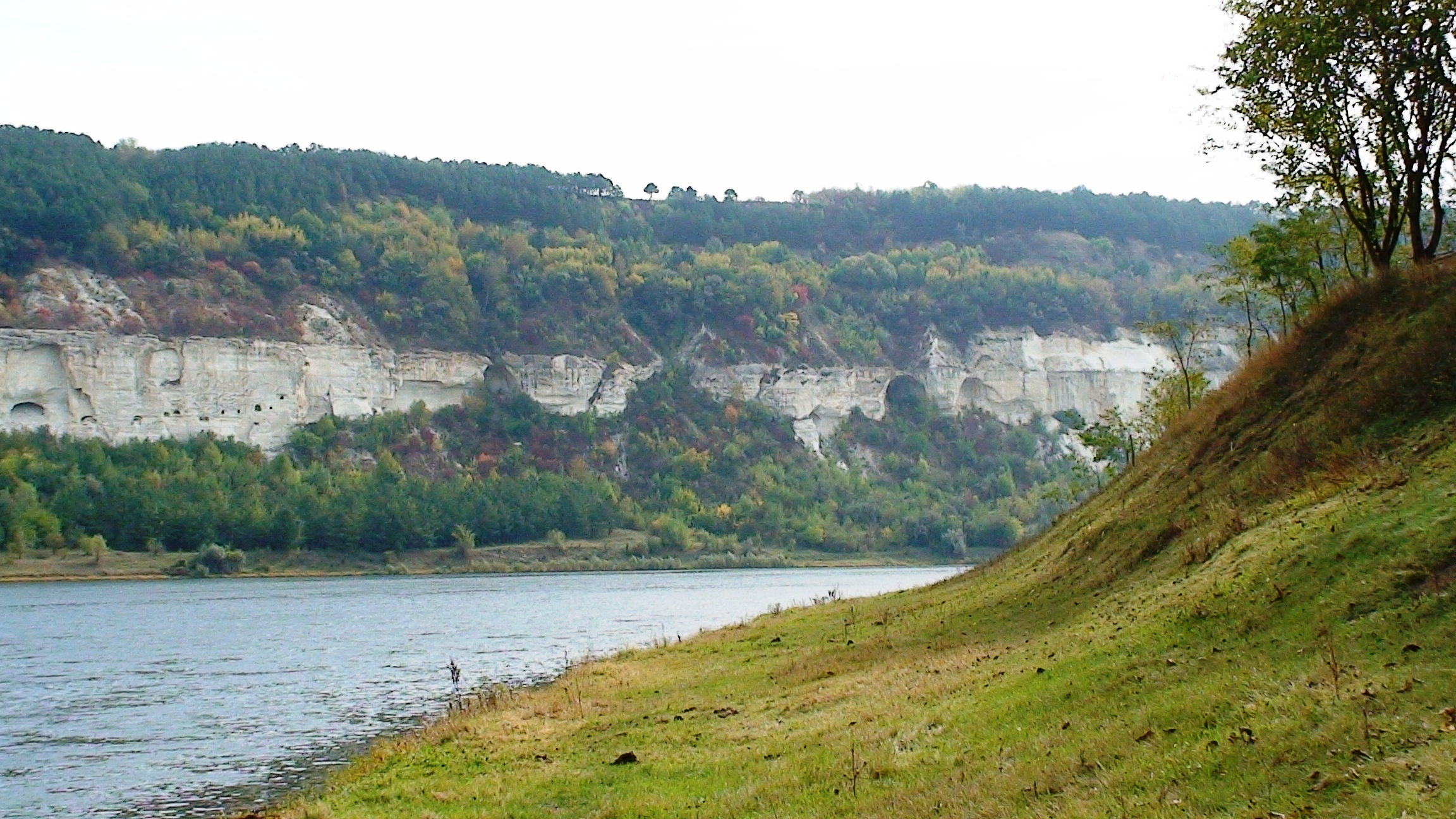

### Clima
Numărul zilelor cu polei variază între 10-13 zile, uneori poate ajunge și la 18 zile. Chiciura este mai frecventă în lunile decembrie și ianuarie, în media 9-10 zile/lună.. Amplasarea orașului pe un relief depresionar, favorizează stagnarea aerului rece. Cele mai mici temperaturi au fost înregistrate în 1963 și 1996, termometrele indicând -34,9 °C și, respectiv, -30,0 °C.

### Hidrografie

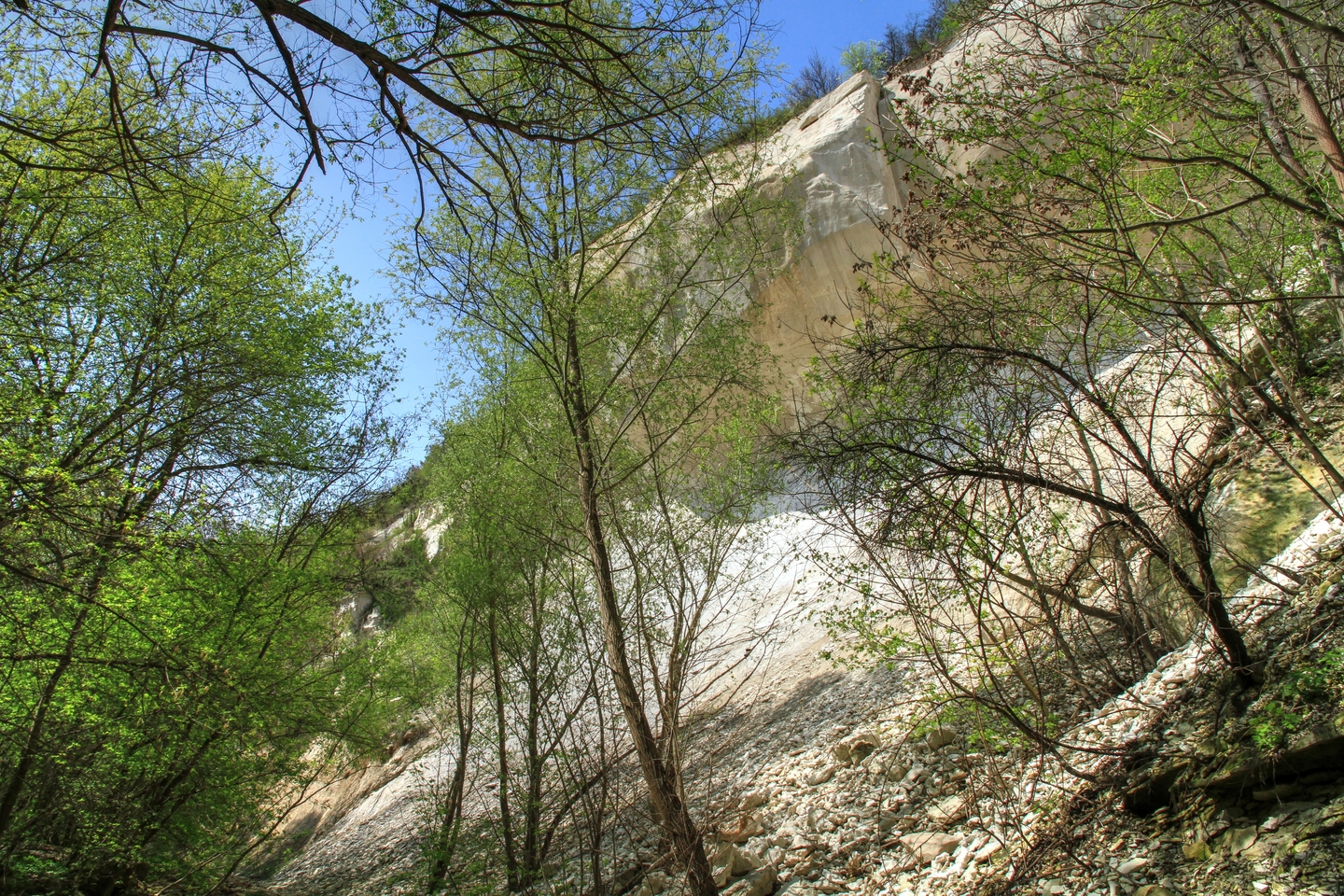
Râpa lui Bechir

Pe teritoriul orașului Soroca este amplasată fântâna arteziană de apă minerală curativă nr. 2-R, cu o adâncime de 150 m și debitul 148 mc/diurn. În oraș sursa principală de suprafață de aprovizionare cu apă este râul Nistru, cursul căruia mărginește orașul pe o lungime circa de 17 km.

### Floră și faună
La intrarea în oraș dinspre sud se află râpa lui Bechir, o arie protejată din categoria monumentelor naturii de tip geologic sau paleontologic. Râpa reprezintă un defileu săpat de un curs de apă. Versanții sunt abrupți, calcaroși, parțial împăduriți. Pe versantul stâng, la o înălțime de 12–14 m a fost săpată o peșteră monahală.
În hotarele administrative ale orașului parcuri ocupă circa 7 ha, scuaruri – 3 ha, zona de agrement – 4 ha. În anii 2000-2001, suprafața spațiilor verzi s-a extins cu 2,5 ha, s-a construit parcul ce poartă numele lui Ion și Doinei Aldea-Teodorovici, de lângă Palatul de Cultură. În Parcul „Mihai Eminescu” s-a inaugurat „Aleea îndrăgostiților”, un complex alcătuit din bănci, un pod, un pom – executate din fier forjat și lemn și o terasă.
În zona de luncă, la marginea cursurilor de apă, din Soroca a fost identificat limaxul Deroceras agreste, o specie mezofilă.

## Istorie
Cele mai vechi mărturii a existenței oamenilor pe aceste meleaguri, precum uneltele de cremene, datează din paleolitic (sec. XL-XII î.Hr.). În anii 5000-4000 î.Hr. au existat 2 așezări omenești, pe vetrele lor fiind identificate urme de locuințe, așchii și unelte de cremene, din oase de animale și oale din lut. Alte 4 sate au apărut aici în anii 3500-3000 î.Hr., pe vetrele cărora au fost descoperite urme de case arse, vase de argilă și alte obiecte casnice din eneolitic. De asemenea, au fost descoperite urmele unei locuințe din epoca bronzului (anii 1400-1300 î.Hr.). În epoca dacică târzie (perioada Carpilor, sec. II-IV, pe teritoriul orașului s-au dezvoltat două localități, pe vatra cărora au fost găsite urme de locuințe, cuptoare ș.a. În 376 d.Hr. aceste așezări au fost distruse de huni.
În perioada migrațiilor, sec. VI-IX d.Hr., au apărut 3 sate, fapt confirmat de urmele de bordeie, vase de argilă date din anii 500-700 d.Hr. După întemeierea Țării Moldovei, pe locul cetății a existat, în vecinătatea așezării civile, o fortificație inițial din lemn, atestată în sec. XV și menită să apere vadul Nistrului de năvălirile tătarilor.

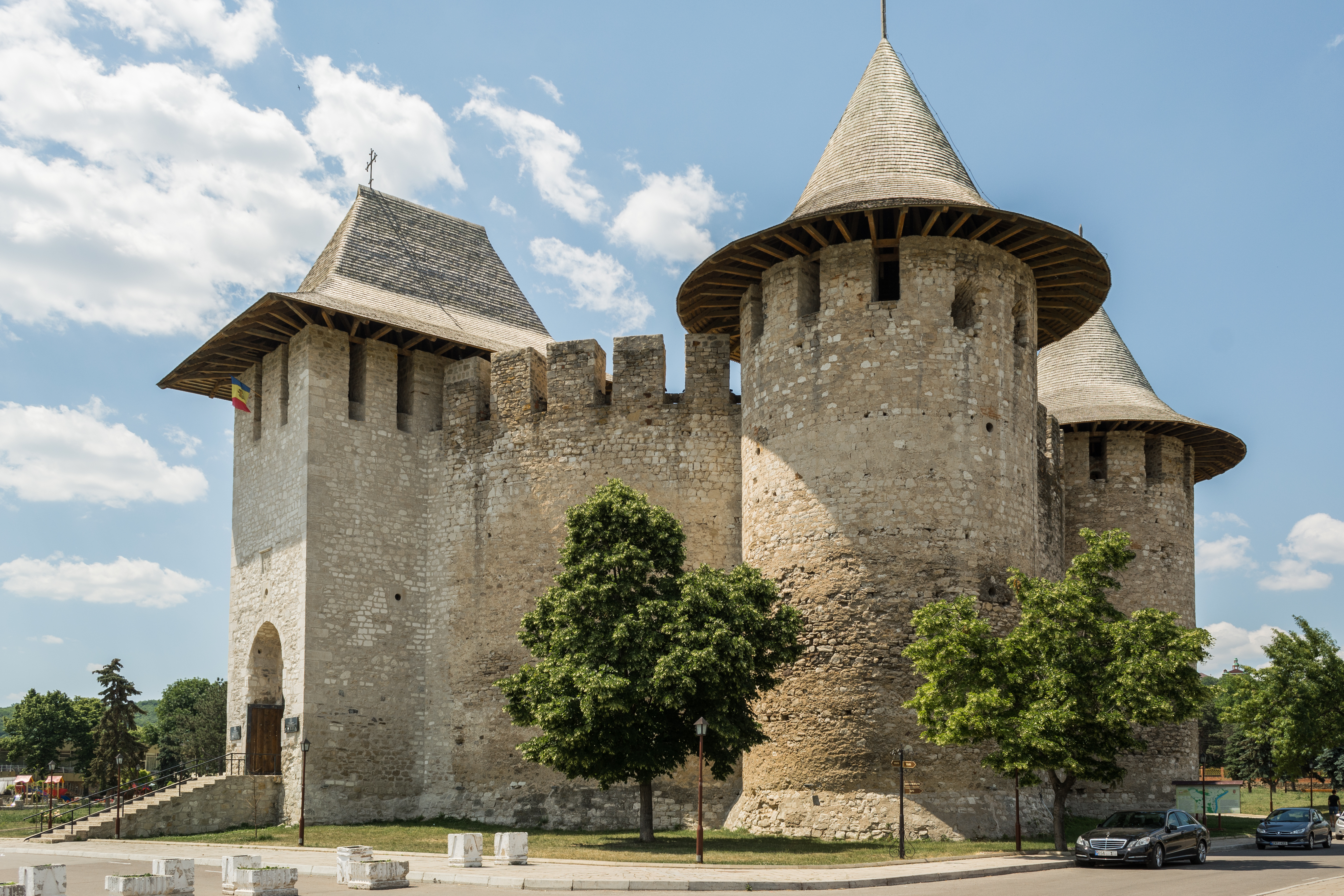
Cetatea Sorocii

Prima mențiune documentară certă a numelui Soroca, cu referire la cetate, se consideră menționarea în Tratatul de pace dintre Moldova și Polonia din 12 iulie 1499 a boierului „Coste, pârcălab de Soroca“:
„În numele lui Dumnezeu, Amin. Noi Ioan Ștefan Voievod, cu mila lui Dumnezeu, domn al Țării Moldovei, facem cunoscut și arătăm pe față prin această carte a noastră tuturor ..., de mult trecută, între noi și între prea luminatul prinț domnul Ian Olbraht, din mila lui Dumnezeu craiu al Poloniei, mare cneaz al Litvei, al Rusiei, Prusiei și al altor țări ..., au fost oarecare vrăjmășie și cunoscuta ceartă și luptă, acum domnia sa ... ne-a iertat toate batjocurile și pagubele și strâmbătățile, pe cari i le-am făcut domniei sale în trecut.

... 

Noi Gheorghe arhiepiscopul Sucevei și al Țării Moldovei, Vasilie episcop al episcopiei de Jos din târgul Romanului, Ioanichie episcop al episcopiei de Rădăuți, Ion Tăutul logofăt, Duma al Vlaicului pârcălab, Boldor vornic, Hârman pârcălab, Șteful pârcălab, Duma Brudur pârcălab, Toader și Negrilă starosti de Hotin, Eremia și Dragoșe pârcălabi de Neamț, Șandru pârcălab de Cetatea Nouă, Luca Arbore de Suceava, Ion Grumaz starosti de Cernăuți, Ivanco și Alexa pârcălabi de Orheiu, Coste pârcălab de Soroca, Cânău spătar, Isac visternic, Duma postelnic, Moghila ceașnic, Ion Frunteș stolnic, Petrica comis, boierii sfetnici ai Țării Moldovei, împreună cu sus măritul Ioan Ștefan Voievod, din mila lui Dumnezeu domn al Țării Moldovei..., am făgăduit și făgăduim, pe credința noastră creștineasca, împreună cu sus numitul nostru domn, că vom ține și vom păstra, cu tărie și neschimbate toate lucrurile mai sus scrise din cuvânt în cuvânt față de prealuminăția sa, sus scrisul domn Ian Olbraht, din mila lui Dumnezeu, craiu al Poloniei și al altor țări ...

Hârlău, 12 iulie 1499”

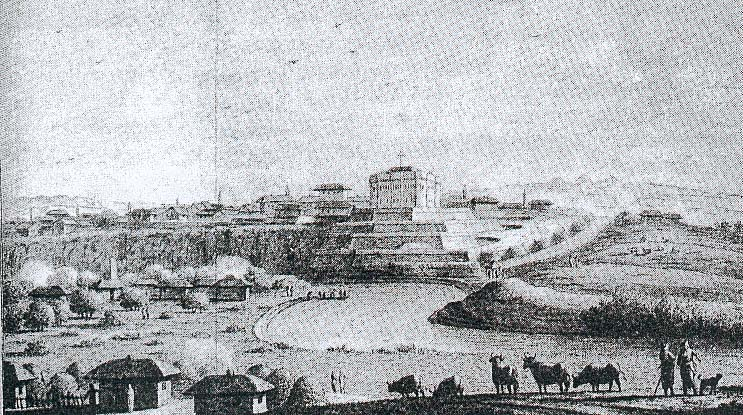
Imagine de epocă a orașului, sf. secolului al XVIII-lea.

Fiind situat la un vad al Nistrului, localitatea a jucat un rol important pentru principatul Moldovei în Evul Mediu. Bizantinii îl numeau Alciona sau Polihromia (uneori greșit transcris Olihonia), comercianții din Genova având aici o escală. Petru Rareș a reconstruit aici cetatea de piatră a lui Ștefan cel Mare, cu ajutorul unor arhitecți din Ardeal între 1543 și 1546. Petru Rareș scria către magistratul orașului Bistrița: "... fiindcă  Statornicia ta, este mare nevoie de lucrătorii și meșterii tăi în vederea unei țitadele pre nume Soroca". Construcția actuală are o formă perfect rotundă cu 5 turnuri, având o distanță identică unul de altul. De obicei erau cazați numai ostașii în citadelă, dar pe timp de năvălire se adăpostea aici și populația locală. Iar cât de greu era a cuceri cetatea, scria Ion Neculce: "În al șeptele anu al domniei lui gătitu-s-au Cantemir-vodă cu oastea lui de-au mărsu să ie cetatea Sorocii, împreună cu Daltaban-pașe... și cu hatmanul Stețu a Ocrainii hanului și cu câteva mii de tătari. Ș-au stătut pen pregiurul cetățâi câteva săptămâni, de-u tot bătut-o cetatea, de-au făcut meterezuri și lagumuri. Ș-au dat năvăli pre tare, și n-au putut-o lua, și au perit multă oaste atunce când da năvăli turcii și moldoveni. Și nu era atâta oaste în cetate ca doo, trei sute de drăgani și căzaci, numai ei din cetate nemerie tot în om, iar cei de-fară nu pute să le strâce nemic. Și s-au întorsu înapoi la Ieși, fără nice o izbândă și cu multă pagubă de oaste".(Letopisețul Țării Moldovei, Chișinău, 1990, p. 322). Ion Neculce a scris și cum a trecut pe aici Petru cel Mare cu oastea, ca să se bată cu turcii la Stănilești, în 1711, și de situația de criză din țară, pentru care cronicarul-hatman, ruga pe Dimitrie Cantemir să mai aștepte cu războiul: ,,...au purcesu împăratul în gios, pre Nistru, până la Soroca. Ș-au agiunsu temeiul oștii sale, pedestrimea, adusă tocmai de la Riga degrabă, ostenită și flămândă. Și au trecut Nistru pre la Soroca și au lăsat acolo o samă ce era bolnavi și leșinați, iar cu cei ce era mai tare au venit dreptu preste câmpu la Prut, la Zagarance... Iar când au sosit împăratul la Soroca, au scris lui Dumitru Galenici să răpadă 4000 saci de pâine cu căruță din Chiov, să de oștii cei bolnave de la Soroca, și să răpadă o samă de căruță și aice în Iași, după dânsul, înțelegând că nu-i pâine în Moldova. Deci trimițând Galenici câteva tabere de căruță cu pâine după împăratul, o samă de căruță s-au poprit la Soroca, iar o samă au venit la Ieș mai târdziu, iar pre o tabără de căruțe au lovit-o tătarii la Bălțile Căinarului și i-au făcut mici fărâme, de n-au scăpat un omu". (Letopisețul Țării Moldovei, Chișinău, 1990, p. 385).
Începând cu domnia lui Ștefan cel Mare și timp de secole, Soroca a fost centrul administrativ-militar al ținutului cu același nume – Soroca. Sute de ani orașul Soroca a fost centru comercial, meșteșugăresc și agricol al Principatului Moldova.
Structura lingvistică a populației în 1897
     Limba română (20,9%)
     Limba idiș (56,9%)
     Limba rusă (14,5%)
     Limba ucraineană (5%)
     Limba poloneză (2%)
     Altele/nedeclarată (0,7%)

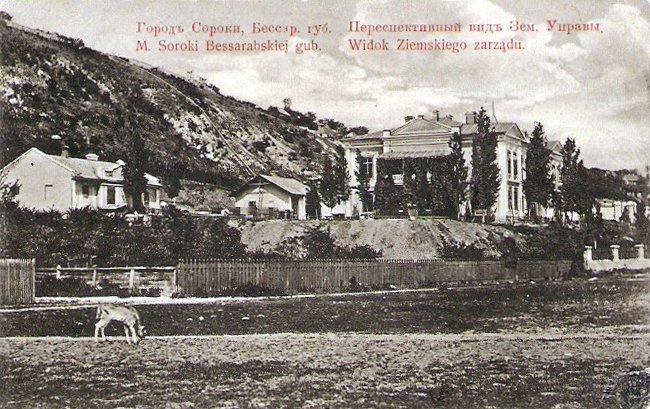
Zemstva ținutului Soroca în perioada țaristă.

În 1812 cetatea și orașul au trecut în stăpânirea imperiului țarist, și pe lingă populația băștinașă de Moldoveni s-au stabilit aici și numeroși ruși, ucraineni și evrei. La 1835, localității Soroca i se atribuie statutul de oraș, iar la 1836 devine centru județean. În timpul reformelor din a doua jumătate a sec. 19, Soroca se dezvoltă pe planul economic și social, populația crește prin sosirea rușilor, ucrainenilor și evreilor, apar instituții de învățământ, medicale și administrative. 
La recensământul țarist din 1897 în orașul Soroca total 15.351, componența lingvistică a fost următoarea: limba română -3.204 persoane; limba idiș - 8.745 pers.; limba rusă - 2.235 pers.; limba ucraineană- 760 pers.; limba poloneză - 302 pers.; limbile turcice - 25 pers.; limba germană - 22 pers.; limba țigănească - 12 pers.; limba greacă - 5 pers.; limba armeană - 5 pers.; limba bulgară - 2 pers.; limba finlandeză - 2 pers.; limba belarusă - 1 pers.; alte limbi - 28 pers. și nedeclarată - 3 pers.
Dicționarul geografic publicat în 1902, indică în Soroca 27.800 persoane, printre care 12.000 români, 8.700 evrei, 7.100 ruteni, ruși și armeni. La începutul secolului 20, principala îndeletnicire a locuitorilor era cojocăria, se dezvoltă industria tutunului, comerțul cuprinde 561 prăvălii, cârciumi ș.a.
Edificii din perioada țaristă.

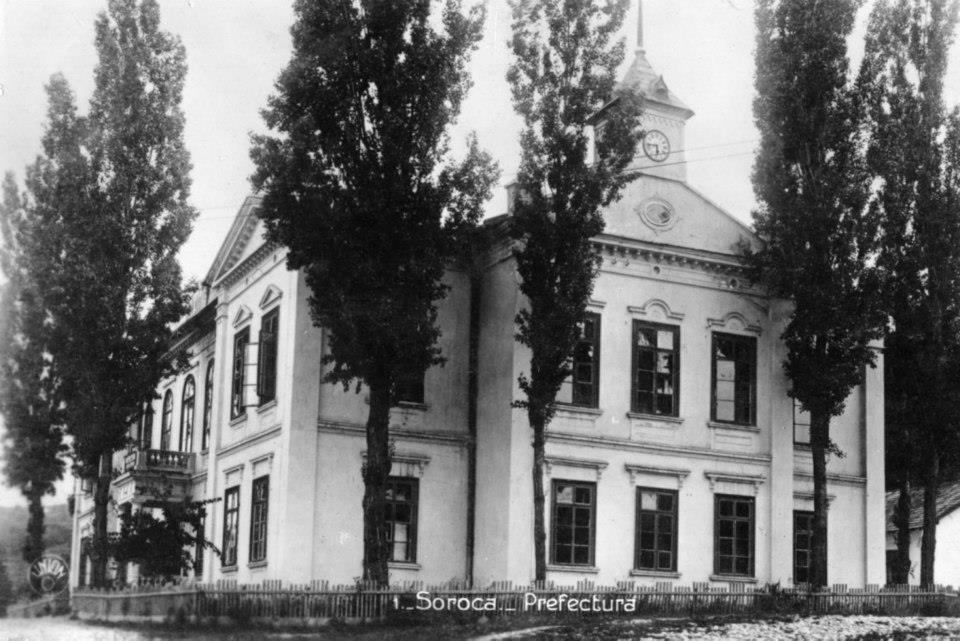
Zemstva ținutului Soroca, într-o ilustrare de la înc. sec. al XX-lea.
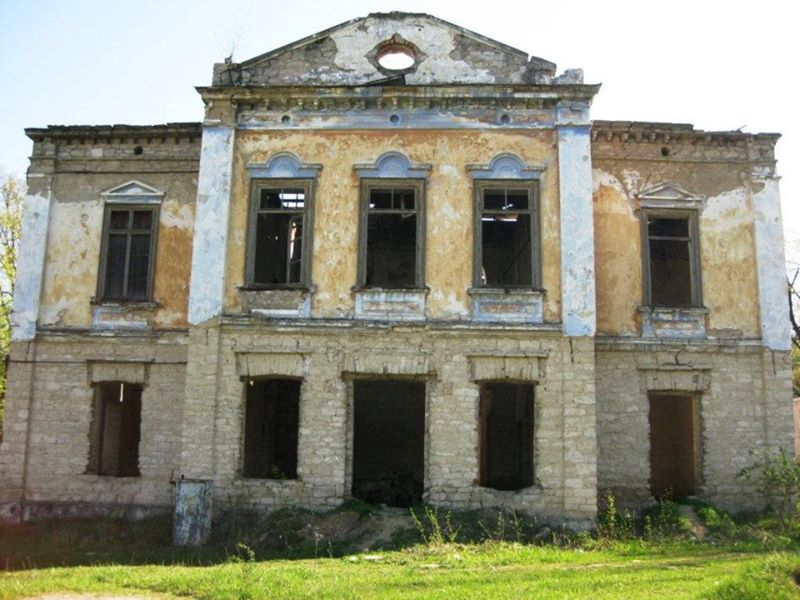
Starea edificiului în prezent.
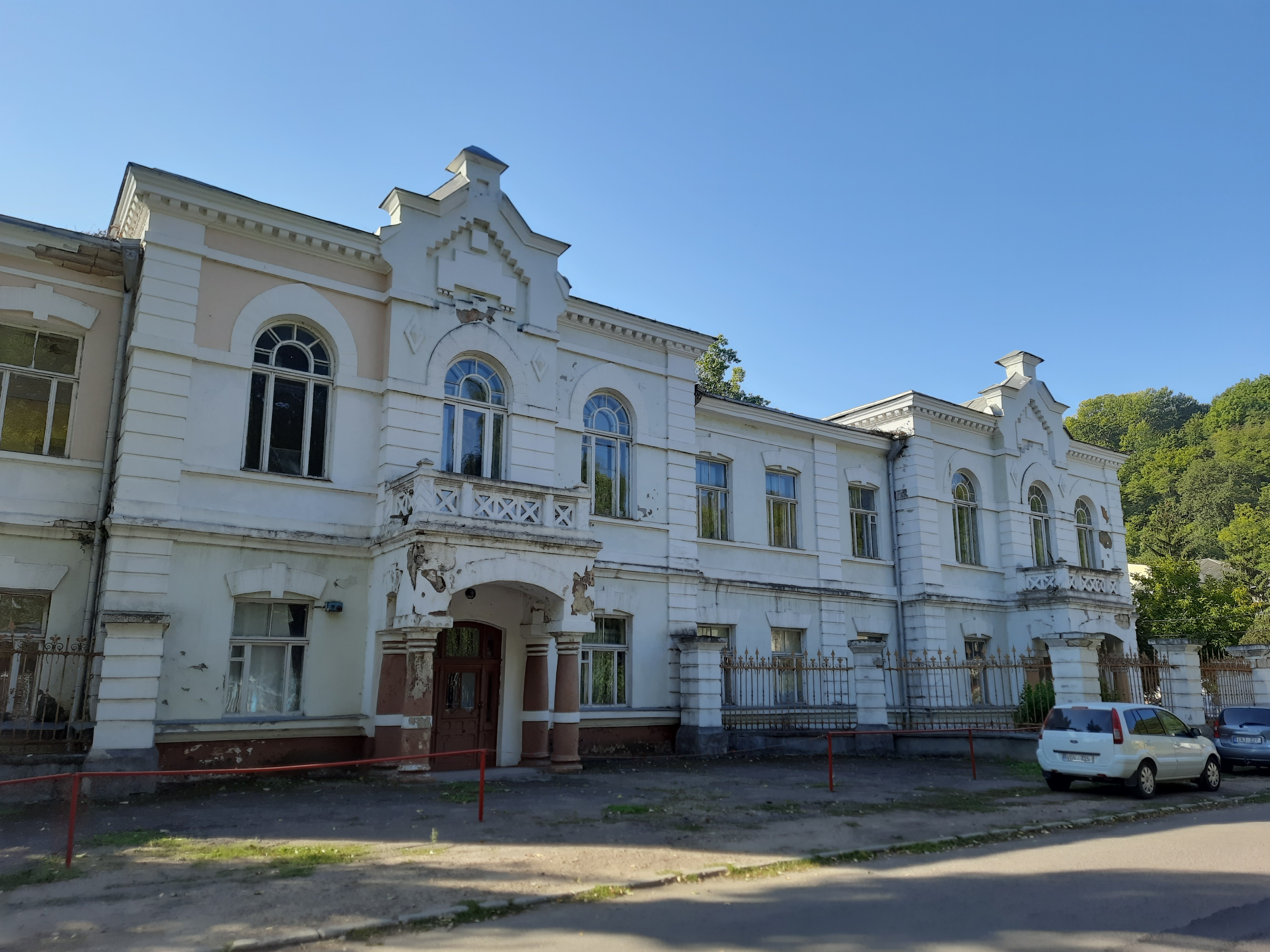
Clădirea fostului gimnaziu de fete.
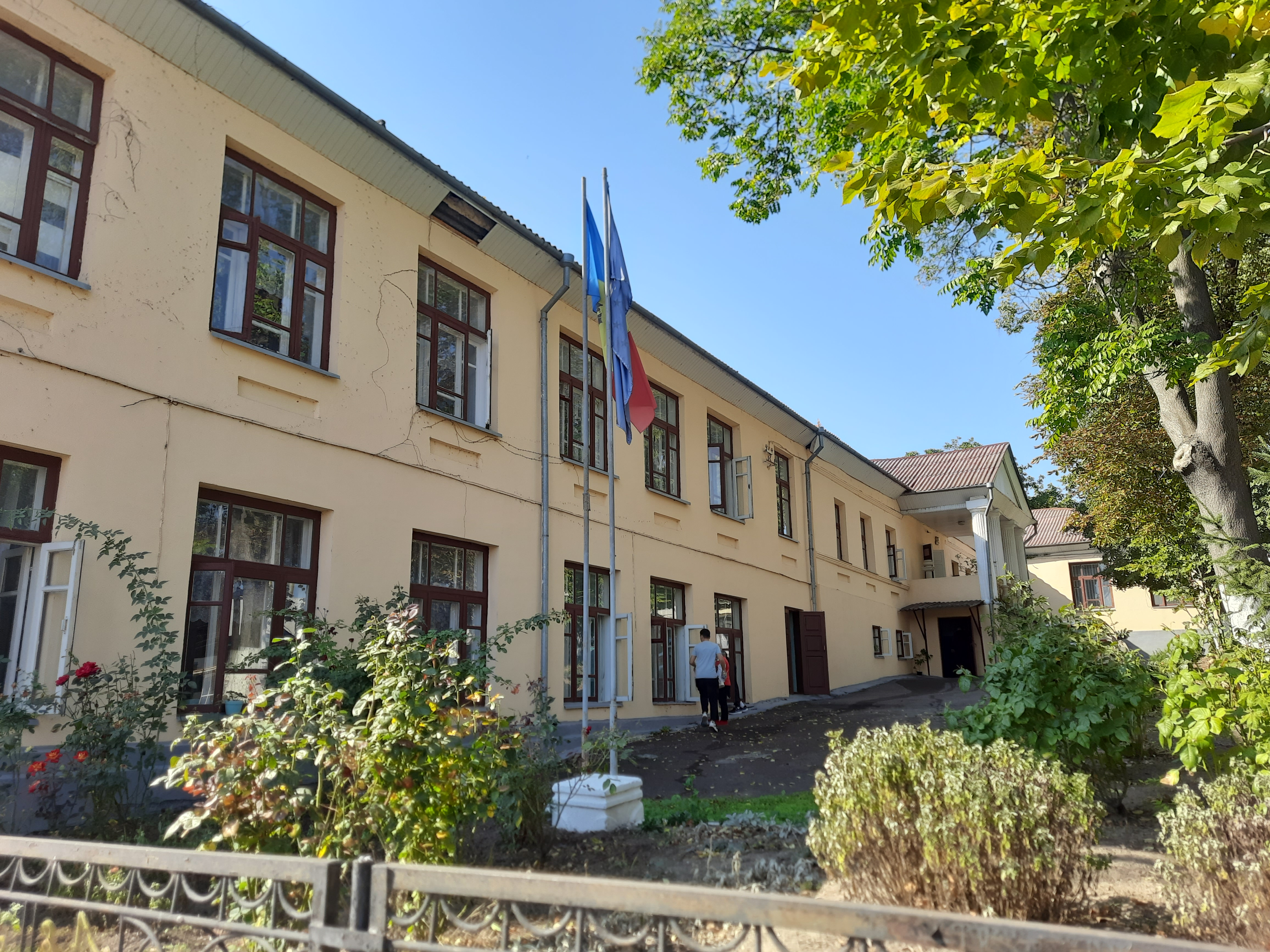
Clădirea fostei școli de iluminare culturală.
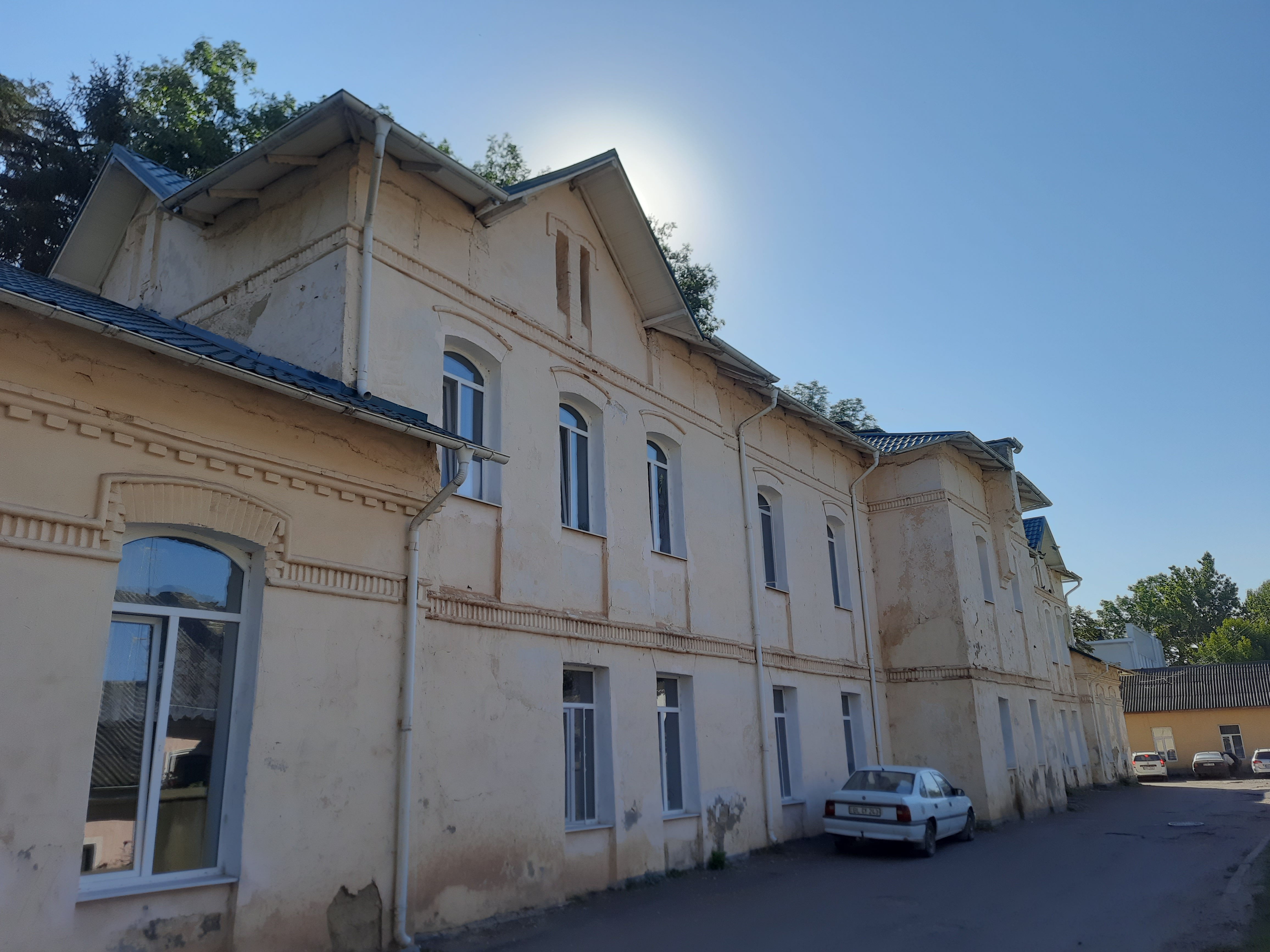
Clădirea fostului spitalul de ținut.
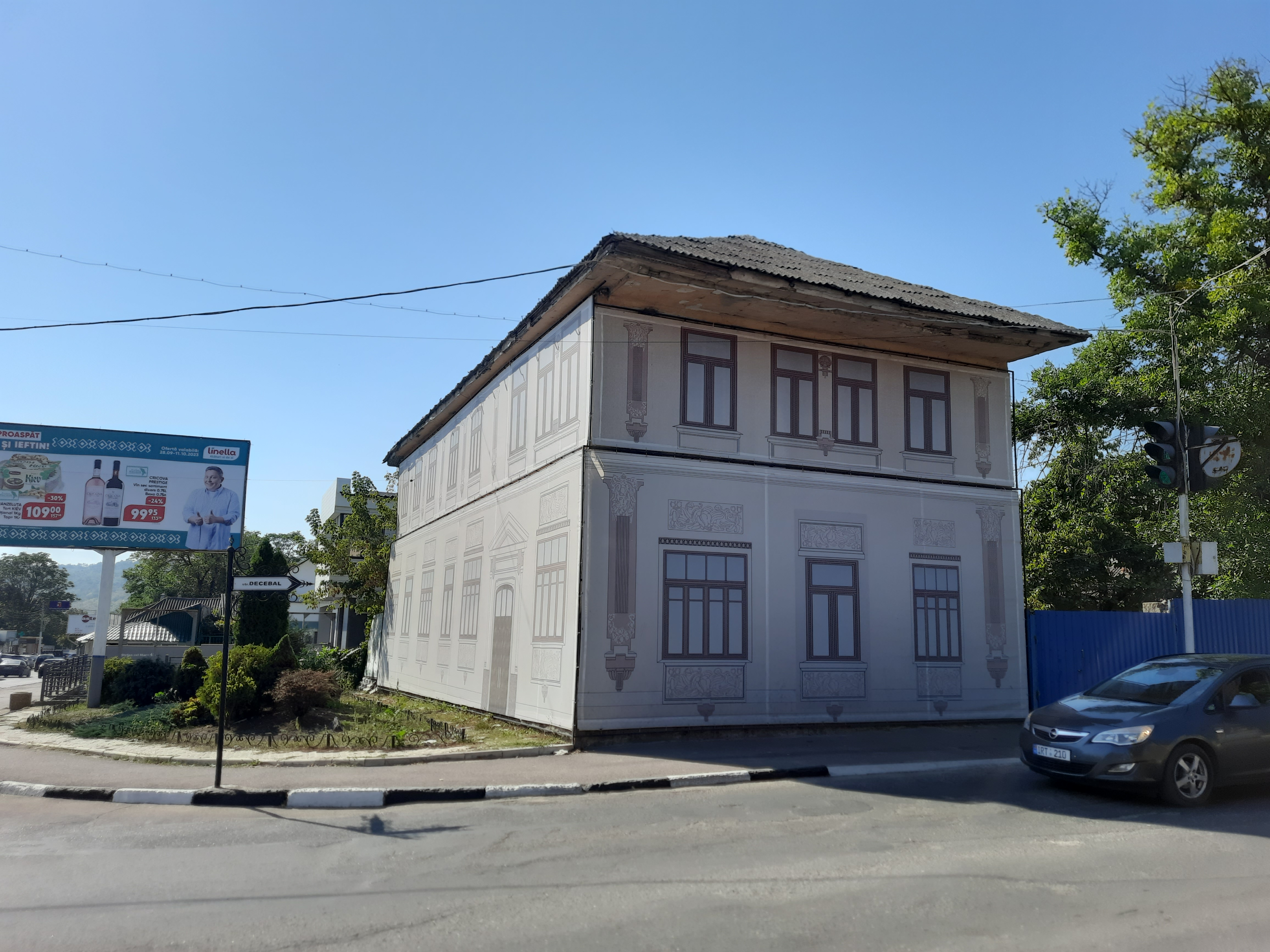
Casă de locuit (sec. XIX).
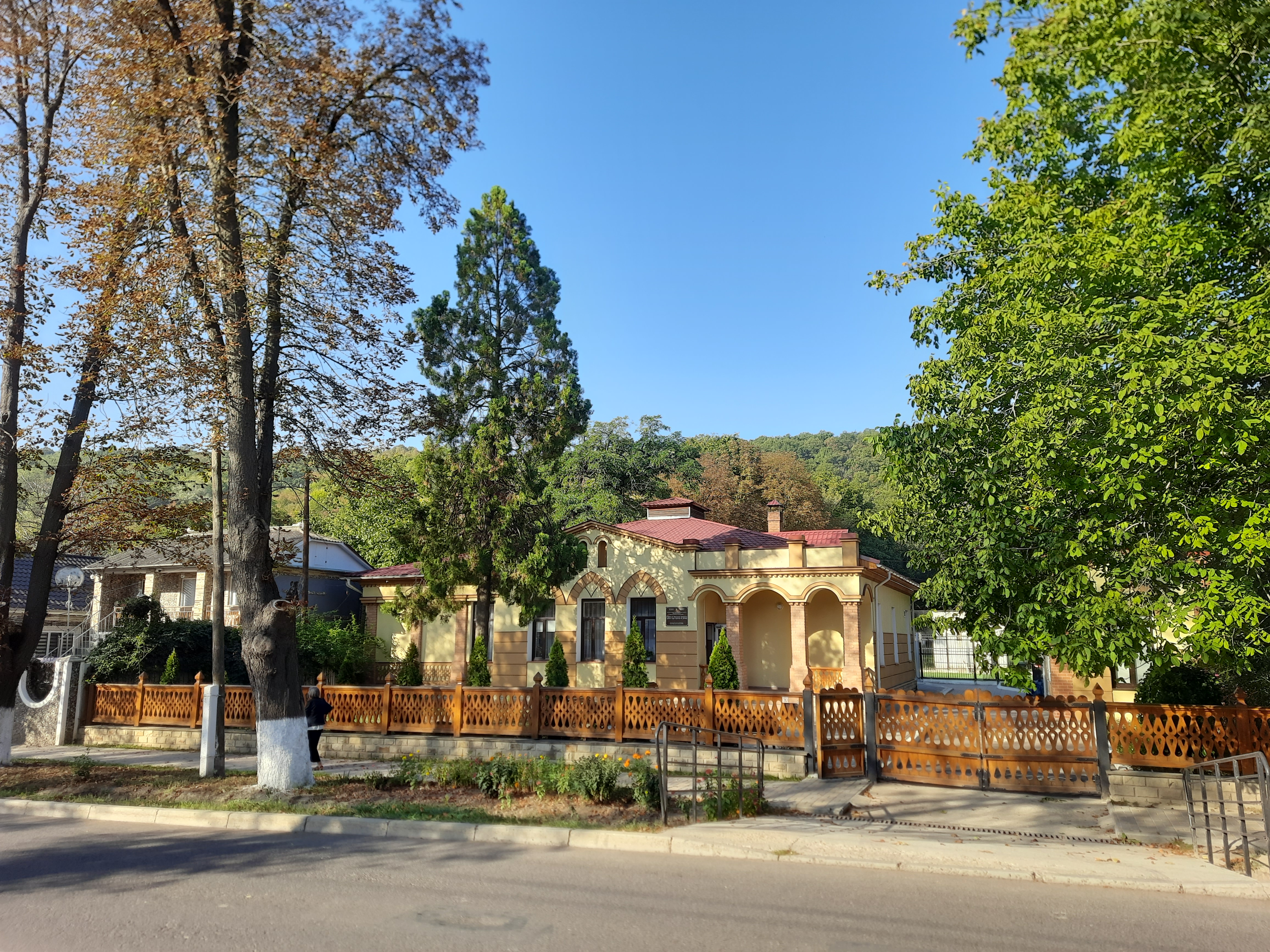
Conac urban (1912).

Structura etnică a populației în 1930
     Români (52%)
     Evrei (36,1%)
     Ruși (8,6%)
     Polonezi (0,9%)
     Ucraineni (0,8%)
     Alte etnii (1,6%)

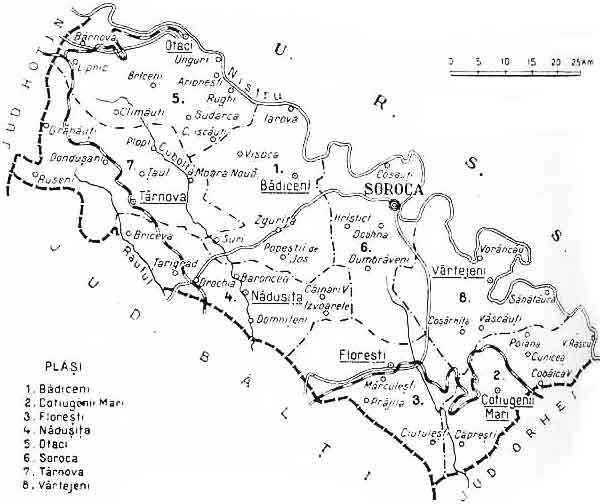
Harta județului Soroca

O nouă înflorire a orașului are loc în perioada interbelică, când Soroca devine un centru cultural din Basarabia, de asemenea, apar construcții noi, realizate în stilul modern, neoromânesc și neoclasic. De asemenea, se efectuează lucrări de amenajare publică. Se planifica construcția unui dig împotriva inundațiilor și ridicarea catedralei în Piața Unirii. Proiectul acestei catedrale a fost realizat, dar lucrările de construcție sunt stopate în 1944. Printre edificiile noi apărute la Soroca pot fi menționate clădirea gimnaziului pentru băieți „A.D. Xenopol” (după 1932), farmacia (1934) ș.a. Este cunoscut și un plan al orașului din perioada interbelică, anterior anului 1924, unde sunt indicate străzile și principalele clădiri.. În 1932 o inundație puternică distruge partea de jos a așezării și mai multe sate, apa ajungând până la primul nivel de creneluri a citadelei. (Intre satele Vărăncău și Nimereuca, la cea mai îngustă strâmtoare pe Nistru, se formase un baraj din bucăți de gheață, ce a fost distrus când a ajuns la 15m înălțime). Populația rusească, ucraineană și evreiască a continuat să crească și după unirea primei Republici moldovenești (1917-1918) cu România, din pricina afluxului de refugiați care încercau să treacă Nistrul înot sau pe gheață, sub gloanțele grănicerilor, nu rareori cu femei și copii, pentru a scăpa de colectivizare, de marea foamete sovietică sau de prigoana NKVD-ului. 
În anul 1930 se desfășoară recensământul general al populației a numărat 15001 de locuitori, inclusiv: 7799 români; 28 unguri; 51 germani; 1297 ruși; 118 ucraineni; 4 iugoslavi; 18 bulgari; 17 cehi și slovaci; 135 polonezi; 5417 evrei; 4 greci; 14 armeni; 3 turci; 1 găgăuz; 66 țigani, 7 persoane de alte etnii 22 - nedeclarată. Din punct de vedere lingvistic, în calitate de limba maternă, limba română a fost declarată de 7601 persoane; limba maghiară - 23 persoane; limba germană - 47 persoane; limba rusă - 1674 persoane; limba ucraineană - 68 persoane; limba bulgară - 7 persoane; limbile cehă și slovacă - 14 persoane; limba poloneză - 95 persoane; limba idiș - 5386 persoane; limba armeană - 1 persoane, limba turcă - 1 persoană; limba țigănească - 64 persoane; vorbitori de alte limbi - 2 persoane și nu și-au declarat limba - 18 persoane.
Edificii din perioada interbelică.

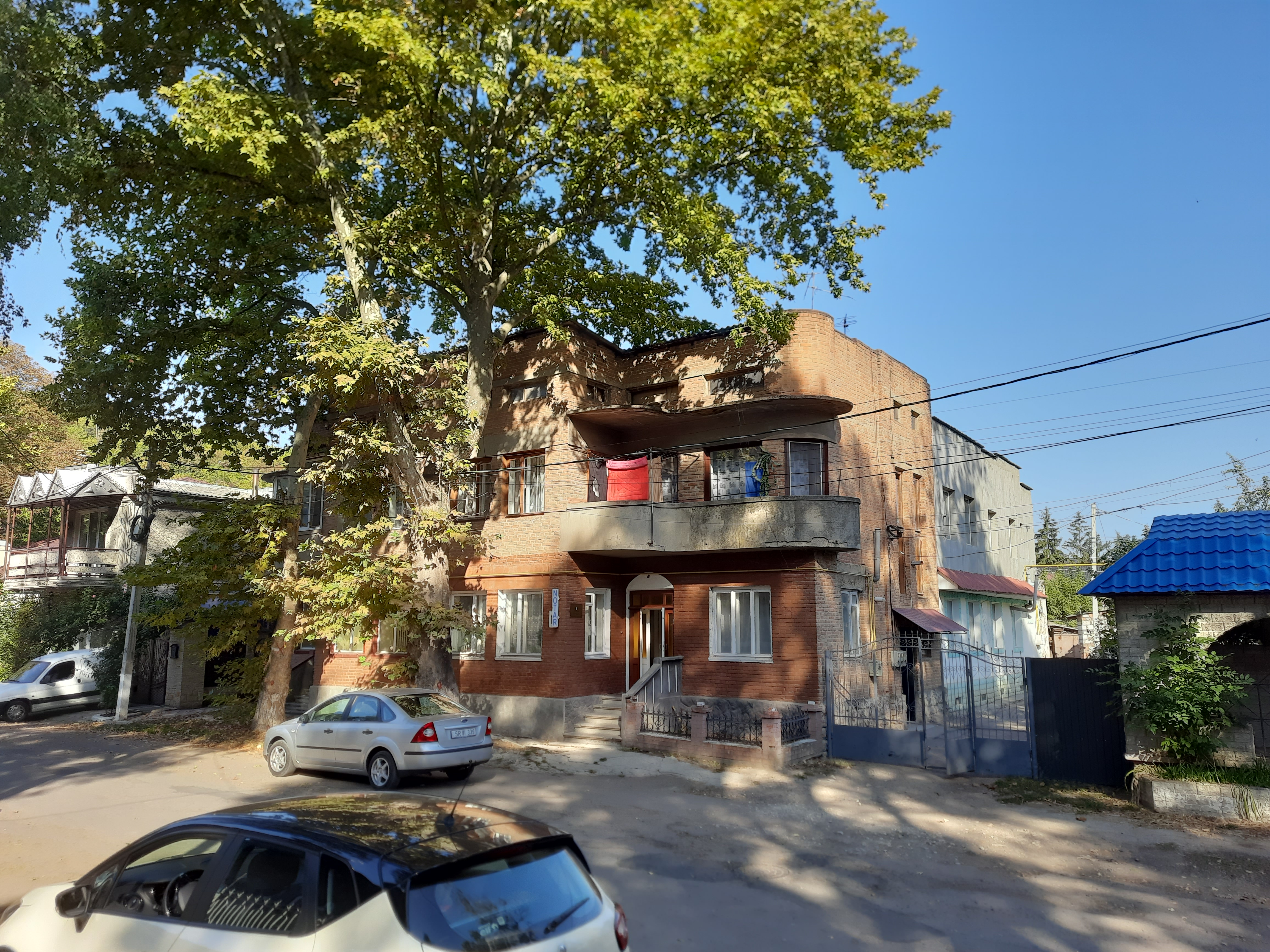
Casă de locuit (1930)
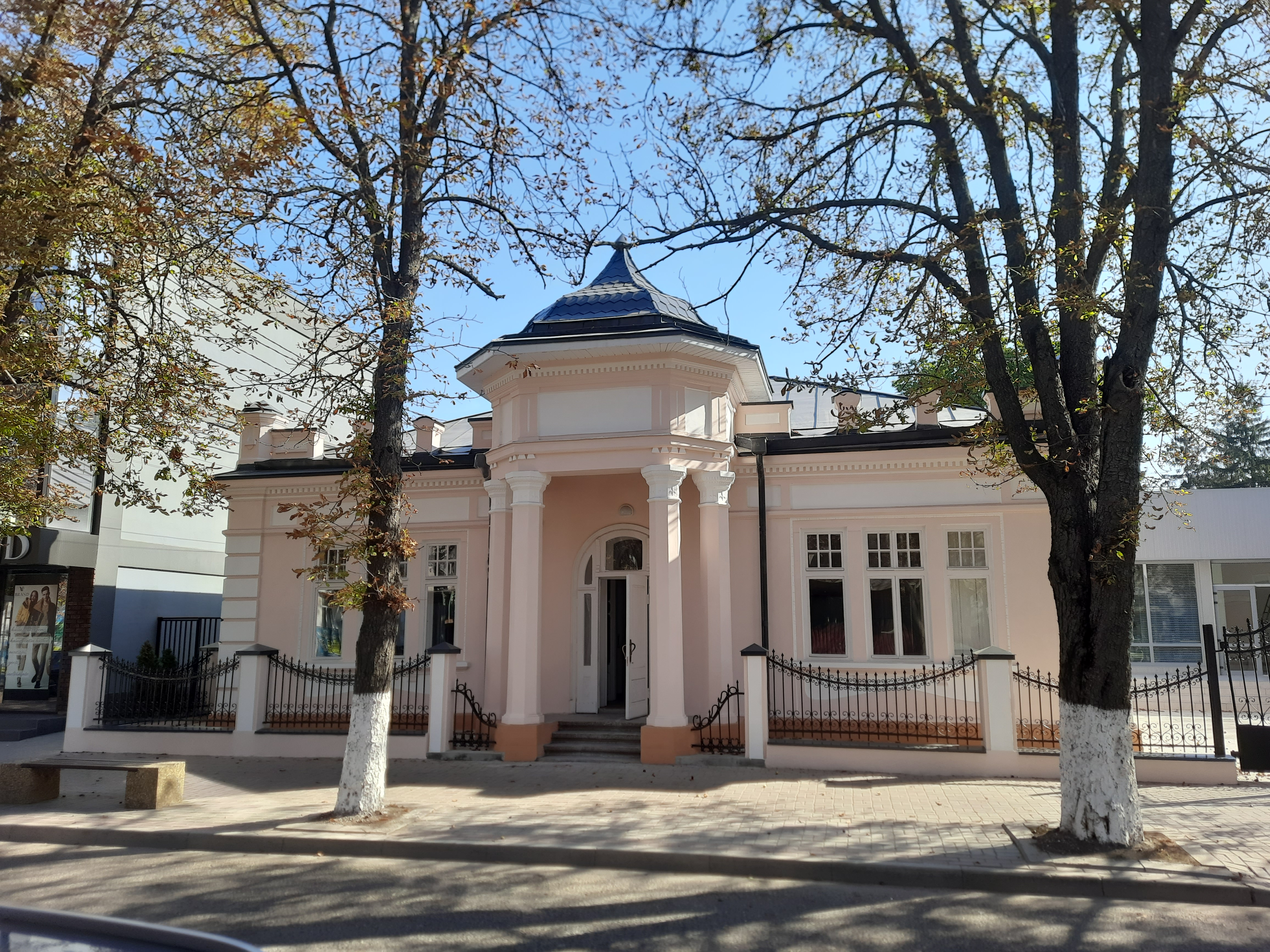
Casă de locuit (1937)
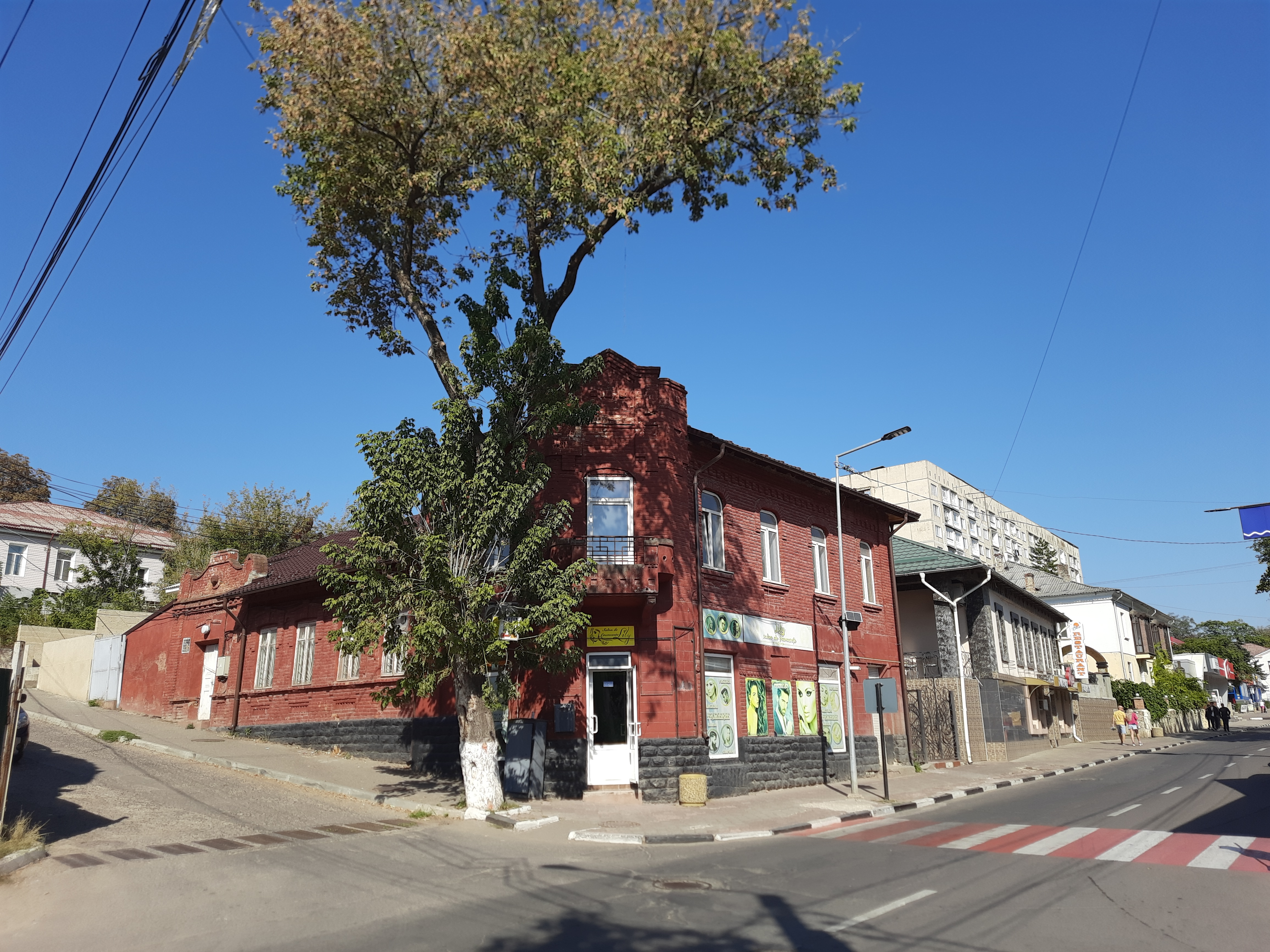
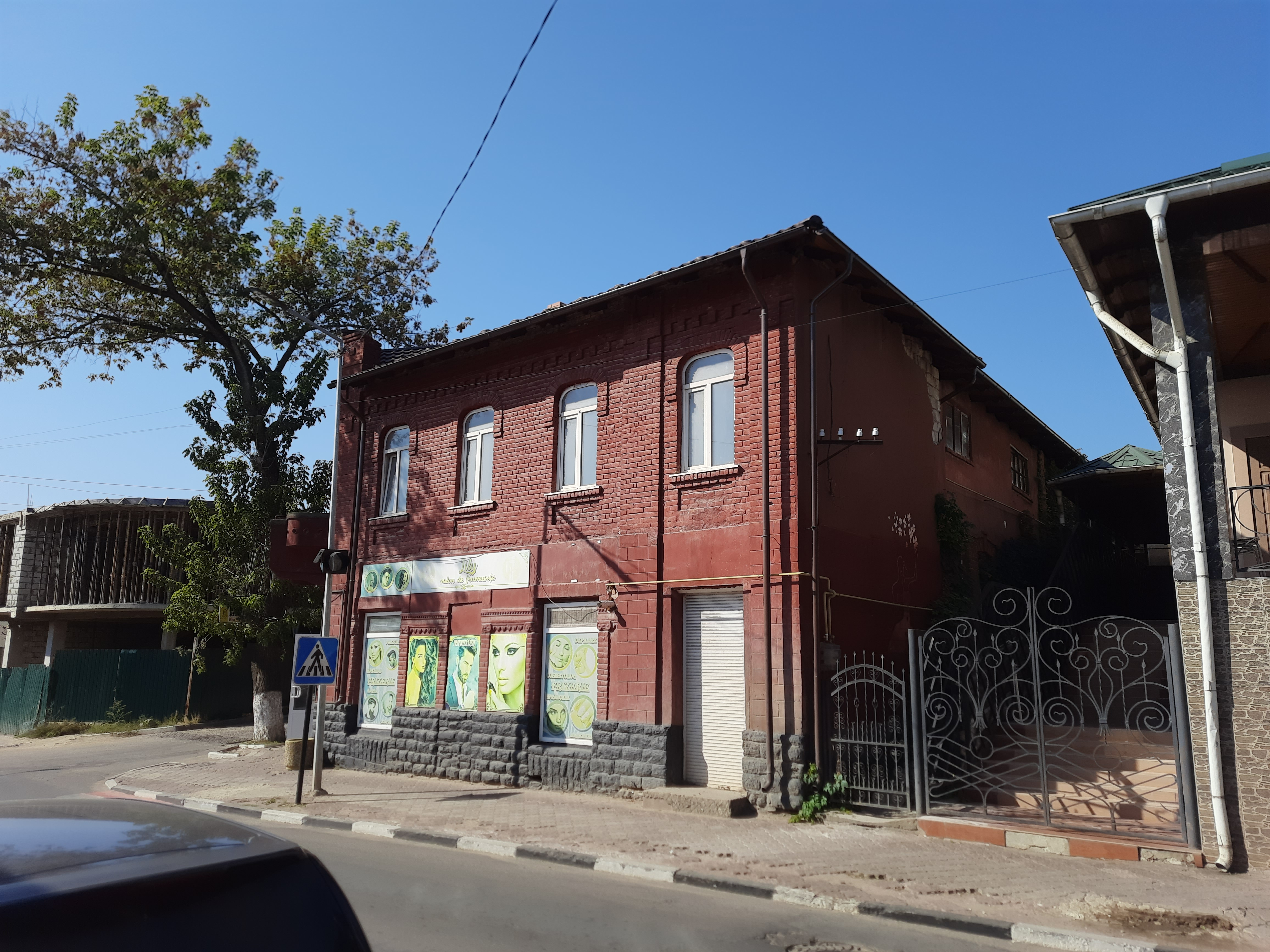
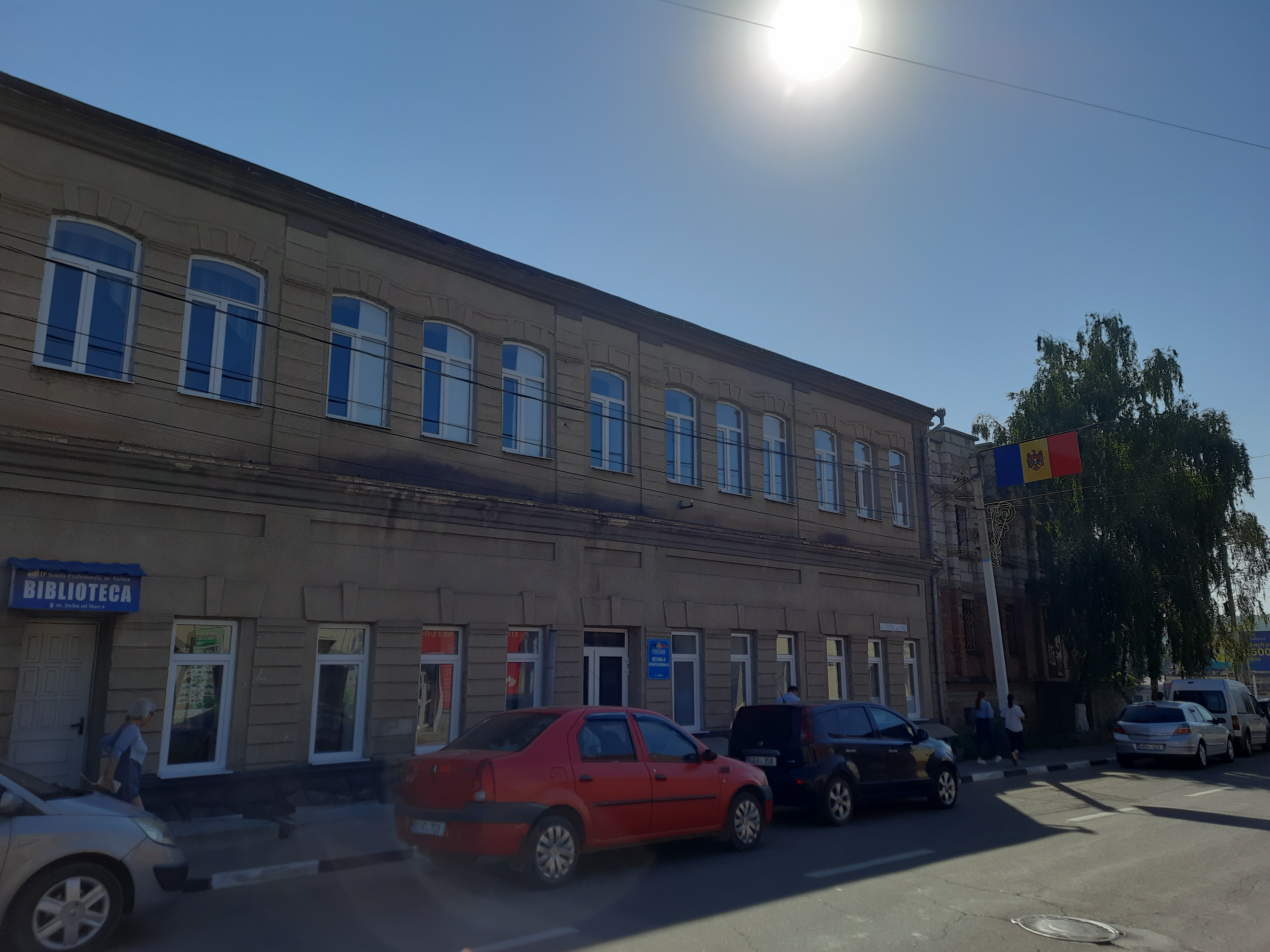
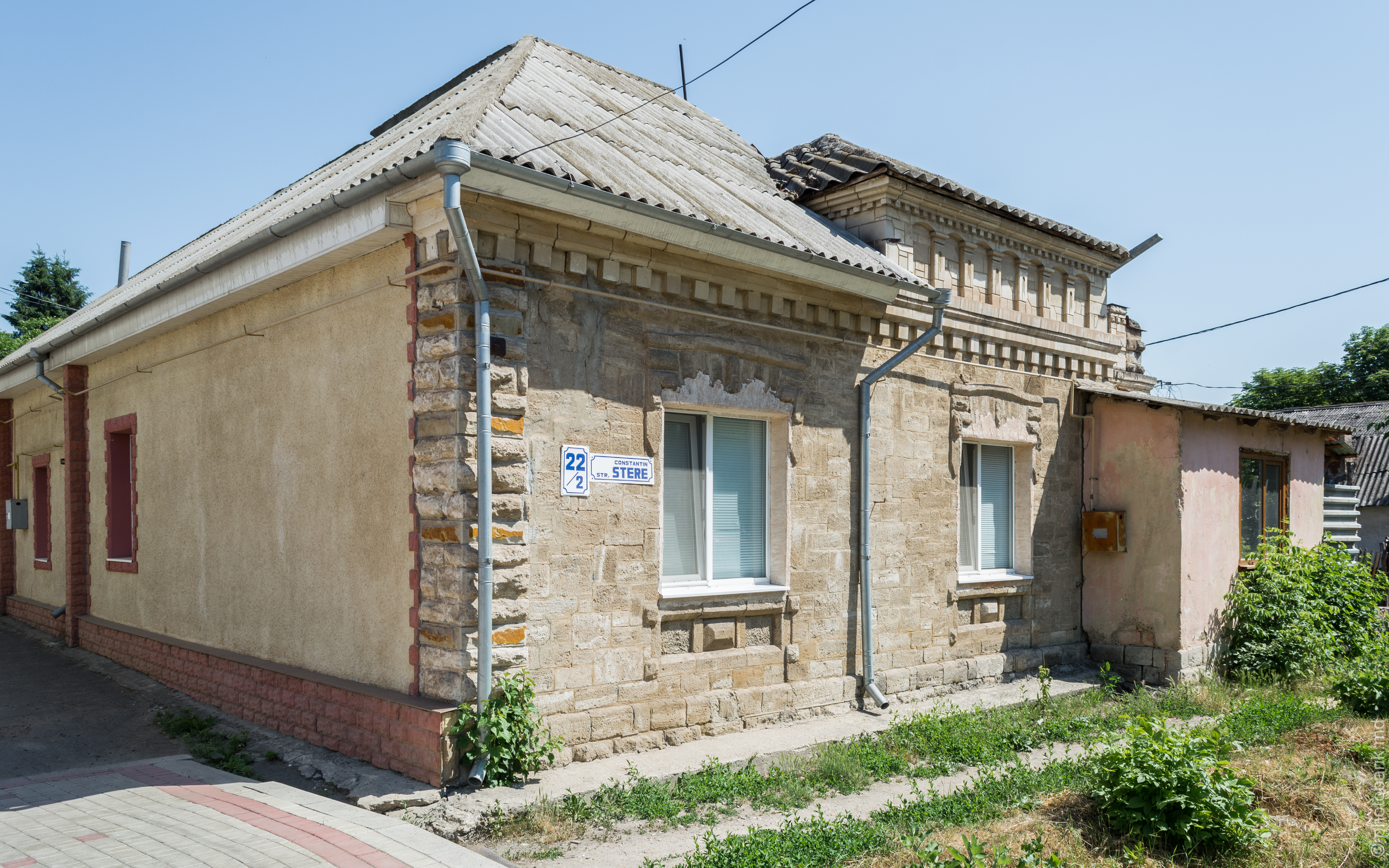
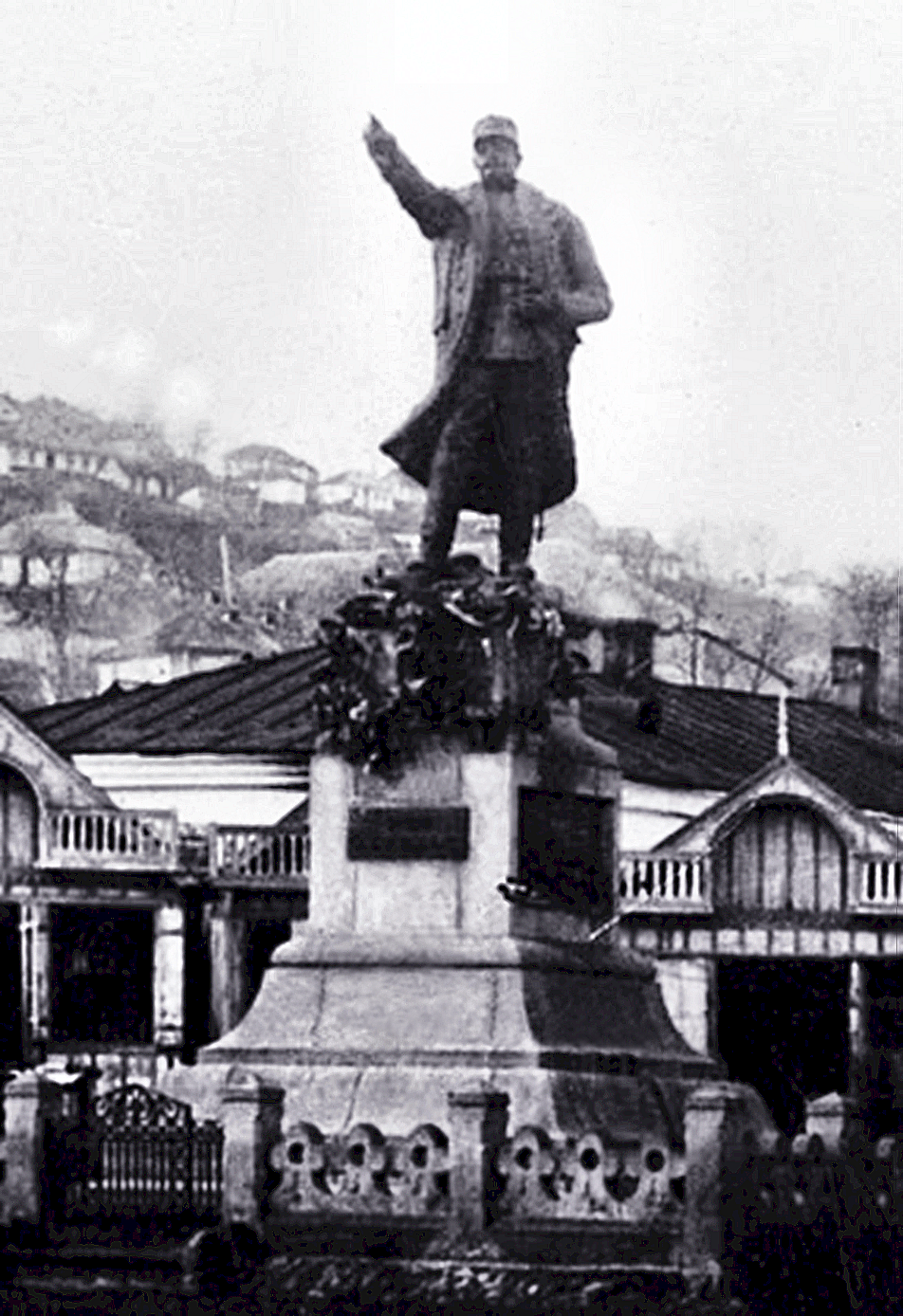
Monumentul generalului Stan Poetaș din Soroca, demolat ulterior de sovietici.

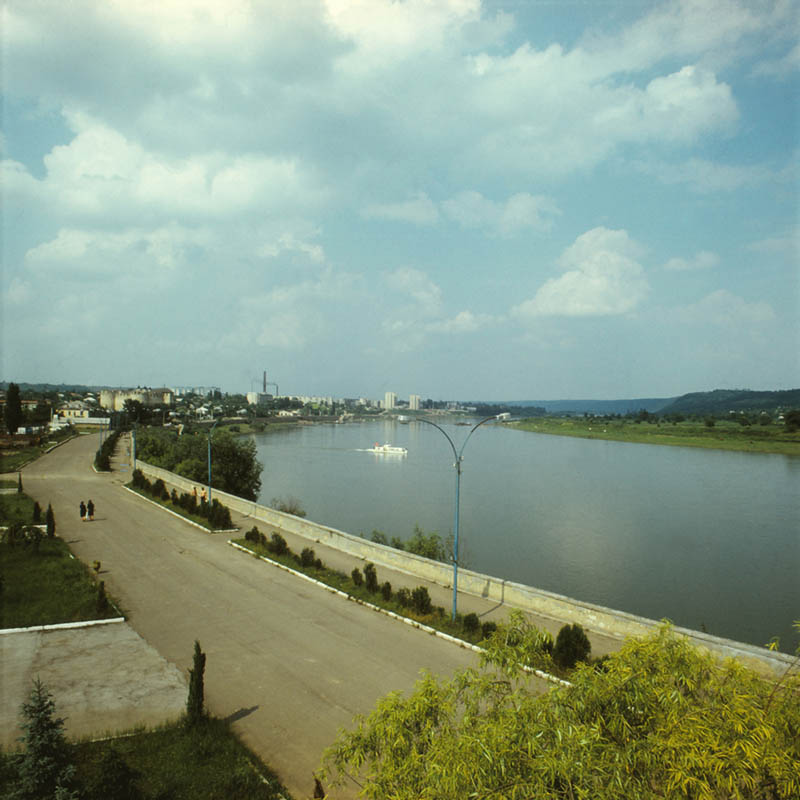
Orașul în 1985

În timpul celui de-Al doilea război mondial, orașul a suferit distrugeri și deportări de populație. Sovieticii deportează întîi (1940-1941) pe moldovenii băștinași care lucraseră pentru statul român (funcționari, juriști, profesori...), pe popi și pe refugiați. Armata regimului Antonescu și germanii deportează apoi (1941-1944) pe evrei și pe toți cetățenii bănuiți că ar fi susținut în 1940-41 regimul sovietic. Deportările sovietice spre Kazahstan și Siberia au fost reluate între 1945 și 1954, răpind desigur toți moldovenii bănuiți că ar fi susținut în 1941-44 autoritățile române, dar și ruși sau ucraineni bănuiți că ar fi „antisovietici”, credincioși pravoslavnici sau evangheliști, uneori chiar oameni luați noaptea din case doar pentru completarea „normelor de arestări”. Populația descrește și din cauza foametei din 1946-47, apoi se menține, și începe să crească mulțumită destalinizării (1956) care pune capăt nesiguranței și permite o oarecare dezvoltare economică. Populația venită din satele dimprejur, umple golurile demografice rămase din perioada precedentă.
Structura etnică a populației în 1989
     Români (62,3%)
     Ucraineni (15,5%)
     Ruși (13%)
     Evrei (3,1%)
     Alte etnii (6,1%)
Începând cu 1988, orașul Soroca trece, ca toată Uniunea sovietică, printr-o criză economico-socială acută. Odată cu adoptarea Legii privind organizarea administrativ-teritorială a Republicii Moldova din 12.XI.1998, Soroca obține statut de municipiu și devine, pentru cinci ani, capitala județului Soroca, apoi redevine centru raional.
În anul 1989 a fost organizat ultimul recensământ din perioada sovietică, care a numărat în Soroca 42.225 locuitori. Componența etnică a populației a fost următoarea: moldoveni/români - 26.308 pers.; ruși - 5520 pers.; ucraineni - 6541 pers.; evrei - 1462 pers.; bulgari - 75; belaruși - 203 pers.; găgăuzi - 126 pers.; germani - 23 pers.; țigani - 1700 pers. și 267 persoane de alte etnii.

### Legende
Există mai multe legende referitoare la trecutul istoric al Sorocăi. De exemplu, se pretinde că pe acest loc, cu câteva secole înaintea erei noastre, se găsea colonia greacă „Olihonia” (în fapte, s-au găsit artefacte grecești atestând comerțul tyrgeților și sciților cu cetatea Tyras, dar nu urme de așezare). O altă legendă plasează aici orașul geților „Serghidava” sau „Sergus”, care apoi ar fi purtat numele de „Crachidava”. Datele epigrafice și arheologice nu confirmă aceste legende, născute în sec. XIX prin transmiterea orală, cu deformări, a unor conferințe date de arheologul Ion Casian Suruceanu în oraș despre antichitatea dacilor (Arcidava este în Banat, Sucidava în Oltenia) și despre evul mediu („Krak” este denumirea unui zeu al tiverților, proslăvit la picioarele unor stejari bătrâni și uriași, iar numele corecte, din cronicile genoveze, este „Alciona” însemnând „albastră” sau „Polihromia” însemnând „colorată” în grecește, dar aceste denumiri sunt tardive, din perioada bizantină).
Există o legendă mai veche, din perioada moldovenească medievală, despre „Barza albă a cetății Soroca”, în care se spune că pe timpul unui îndelungat asediu de către tătari, o barză albă ar fi adus struguri apărătorilor înfometați și însetați ai cetății, salvându-le astfel viața și dăruindu-le biruința.

## Simboluri

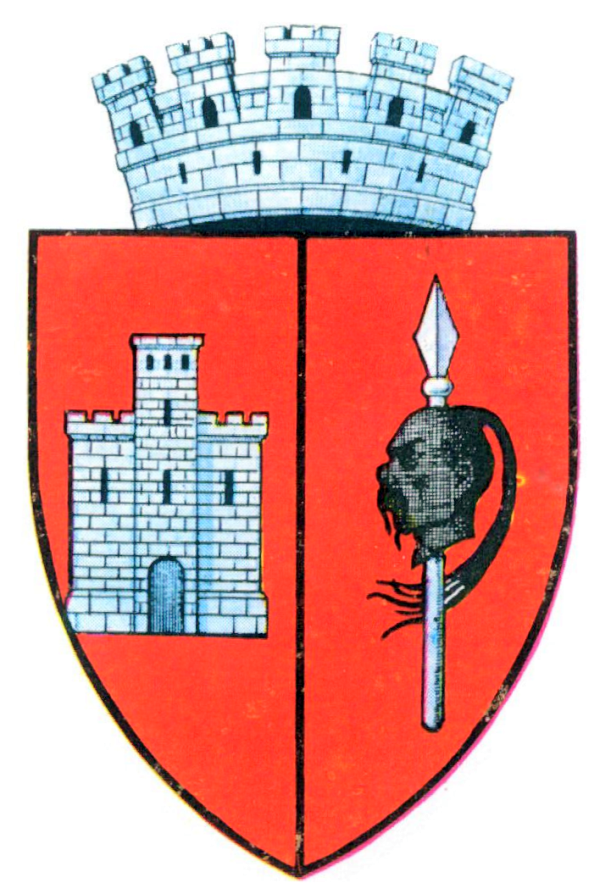
Stema din perioada interbelică, reaprobată în 1999

Soroca deține stemă, drapel și imn. 

### Stemă
La 21 august 1930 în Monitorul Oficial al României este publicat aprobarea stemei Sorocii cu următoare descrie: „Scut roșu despicat. În primul cartier o cetate crenelată de argint cu un turn central, cu poarta închisă și ferestrele negre. În cartierul al doilea un cap negru de tătar în profil spre dreapta, înfipt într-o lancie de argint. Simbolizează vechea cetate Soroca și veșnicele lupte împotriva Tătarilor. Scutul timbrat cu o coroană murală, de argint, cu cinci turnuri”.
În 1999 a fost readoptată stema interbelică, deși este anacronică, încălcă esteticul, morala creștină și umanistă în general. Prezența în stemă a unui cap de om străpuns de suliță, încalcă normele religioase și morale.
Astfel, problema simbolurilor oficiale ale orașului Soroca nu este rezolvată până în prezent.

### Drapel
Descrierea drapelului adoptat în 1999: „Pe un fon alb-albastru în centru e imprimată stema orașului Soroca. În partea de jos – valurile Nistrului în culori alb și albastru închis”.

## Demografie

### Dinamica populației
Populația orașului Soroca în 1989 era de 42297 locuitori, în 2004 au fost înregistrate 28417 persoane, astfel populația s-a redus cu 27% în 15 ani. Populația economic activă constituie 25,5 mii oameni, adică 65 la sută față de populația totală. Ponderea cea mai mare o are populația ocupată în sfera comerțului și alimentației publice. Astfel din populația economic activă 29,5 % lucrează în sfera comerțului și alimentației publice, industriei-14,7%, iar 17,6% - în sfera neproductivă.
Soroca - evoluția demografică

010.00020.00030.00040.00050.0001849186718971941197019892014populațiePopulația istorică din Soroca
Date: Recensăminte sau birourile de statistică - grafică realizată de Wikipedia

### Structura etnică și confesională
Componența etnică a orașului Soroca
     Moldoveni (82,65%)
     Ucraineni (6,53%)
     Ruși (5,34%)
     Rromi (3,16%)
     Nedeclarat (1,57%)
     Alte etnii (0,72%)
Conform recensământului populației din 2014  populația orașului Soroca se ridică la 22.196 de locuitori, în scădere față de recensământul anterior din 2004, când se înregistraseră 28.362 de locuitori. Majoritatea locuitorilor sunt moldoveni (82,65%). Principalele minorități sunt cele de ucraineni (6,53%), ruși (5,34%) și rromi (3,16%). Pentru 1,57% din populație, apartenența etnică nu este cunoscută.

### Structura lingvistică
| Naționalitatea     | Nr. total | Limba vorbită de obicei (% din numărul total al naționalităților) | Limba vorbită de obicei (% din numărul total al naționalităților) | Limba vorbită de obicei (% din numărul total al naționalităților) | Limba vorbită de obicei (% din numărul total al naționalităților) | Limba vorbită de obicei (% din numărul total al naționalităților) | Limba vorbită de obicei (% din numărul total al naționalităților) | Limba vorbită de obicei (% din numărul total al naționalităților) |
| Naționalitatea     | Nr. total | limba română                                                      | limba rusă                                                        | limba ucraineană                                                  | limba bulgară                                                     | limba găgăuză                                                     | Altă limbă                                                        | Nedeclarată                                                       |
| ------------------ | --------- | ----------------------------------------------------------------- | ----------------------------------------------------------------- | ----------------------------------------------------------------- | ----------------------------------------------------------------- | ----------------------------------------------------------------- | ----------------------------------------------------------------- | ----------------------------------------------------------------- |
| Moldoveni          | 21,916    | 93,79                                                             | 5,80                                                              | 4,38                                                              | 0,009                                                             | 0,0                                                               | 0,24                                                              | 0,0                                                               |
| Ucraineni          | 2.435     | 10,43                                                             | 79,01                                                             | 10,47                                                             | 0,0                                                               | 0,0                                                               | 0,08                                                              | 0,0                                                               |
| Ruși               | 2.190     | 6,48                                                              | 93,47                                                             | 0,0                                                               | 0,0                                                               | 0,0                                                               | 0,04                                                              | 0,0                                                               |
| Bulgari            | 30        | 20,0                                                              | 76,66                                                             | 0,0                                                               | 0,0                                                               | 3,33                                                              | 0,0                                                               | 0,0                                                               |
| Găgăuzi            | 27        | 29,62                                                             | 59,25                                                             | 0,0                                                               | 7,40                                                              | 3,70                                                              | 0,0                                                               | 0,0                                                               |
| Alte naționalități | 1761      | 2,55                                                              | 12,37                                                             | 0,0                                                               | 0,0                                                               | 0,0                                                               | 85,06                                                             | 0,0                                                               |
| Nedeclarată        | 3         | 0,0                                                               | 66,66                                                             | 0,0                                                               | 0,0                                                               | 0,0                                                               | 0,0                                                               | 33,33                                                             |

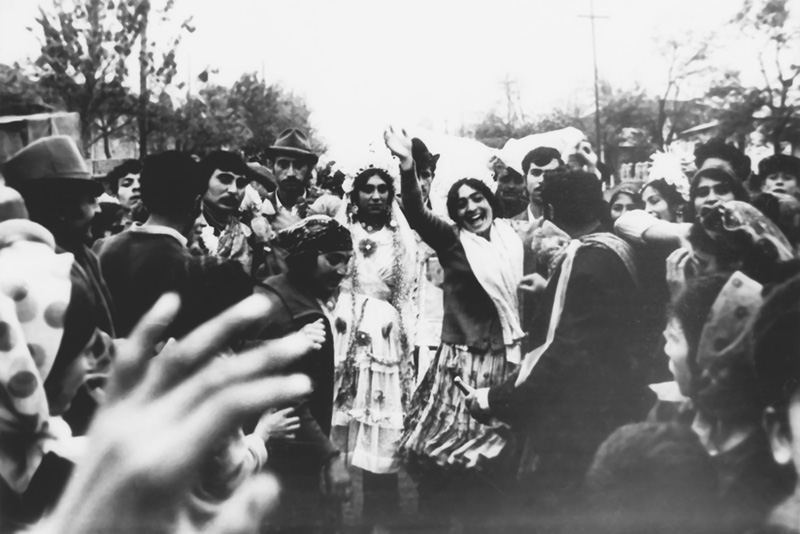
Nuntă la Soroca (1980)

Structura lingvistică de Soroca în anul 2014:
| Limba            | Numărul de vorbitori | Procent |
| ---------------- | -------------------- | ------- |
| limba română     | 17.344               | 78.14%  |
| limba rusă       | 3617                 | 16.29%  |
| limba romani     | 577                  | 2.59%   |
| limba ucraineană | 102                  | 0.45%   |
| limba găgăuză    | 5                    | 0.02%   |
| Altă limbă       | 26                   | 0.11%   |
| Bilingvi         | 525                  | 2.36%   |
| Numărul total    | 22.196               | 100%    |

### Religie
Edificii religioase

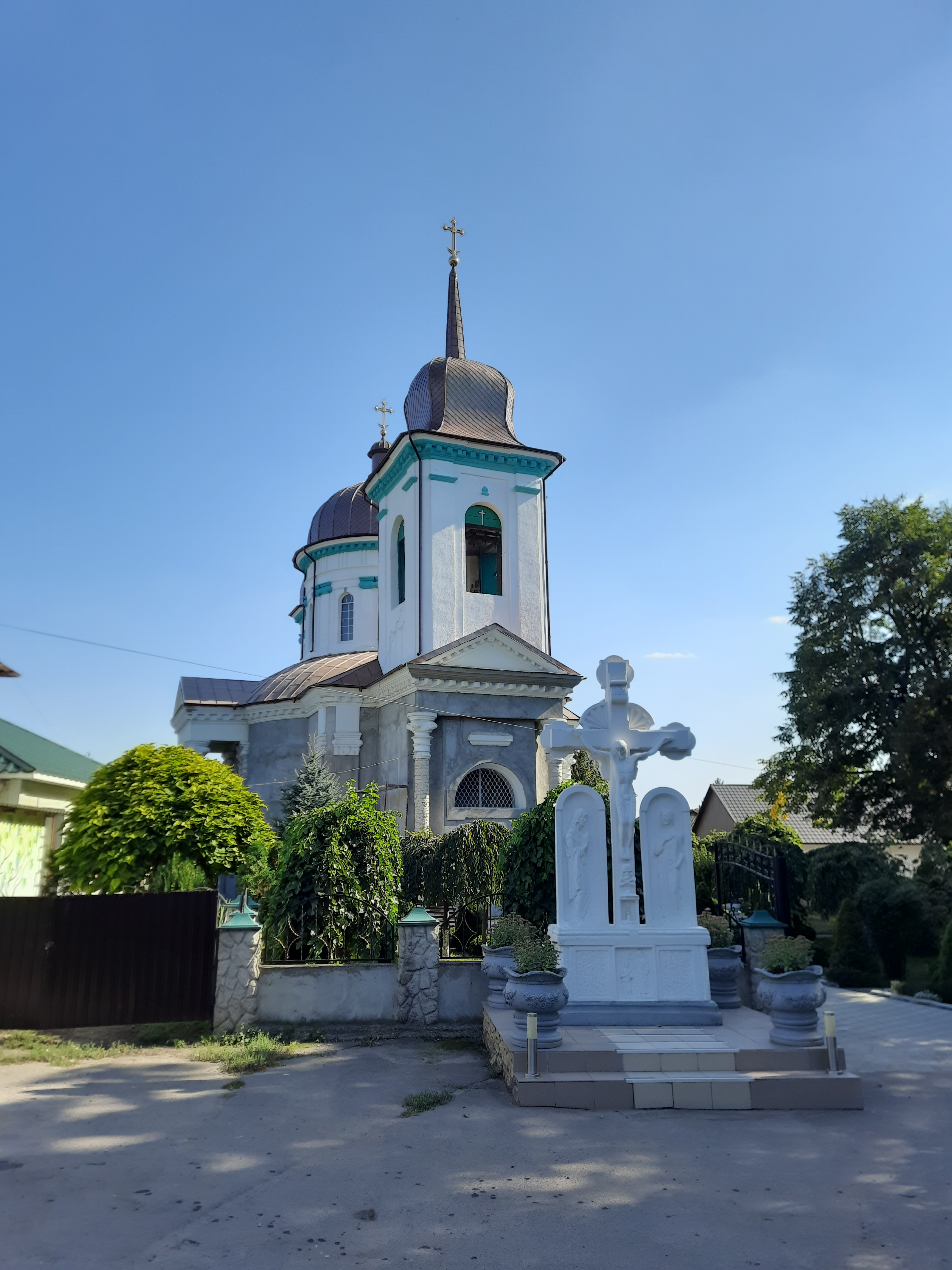
Biserica „Sf. Dumitru”
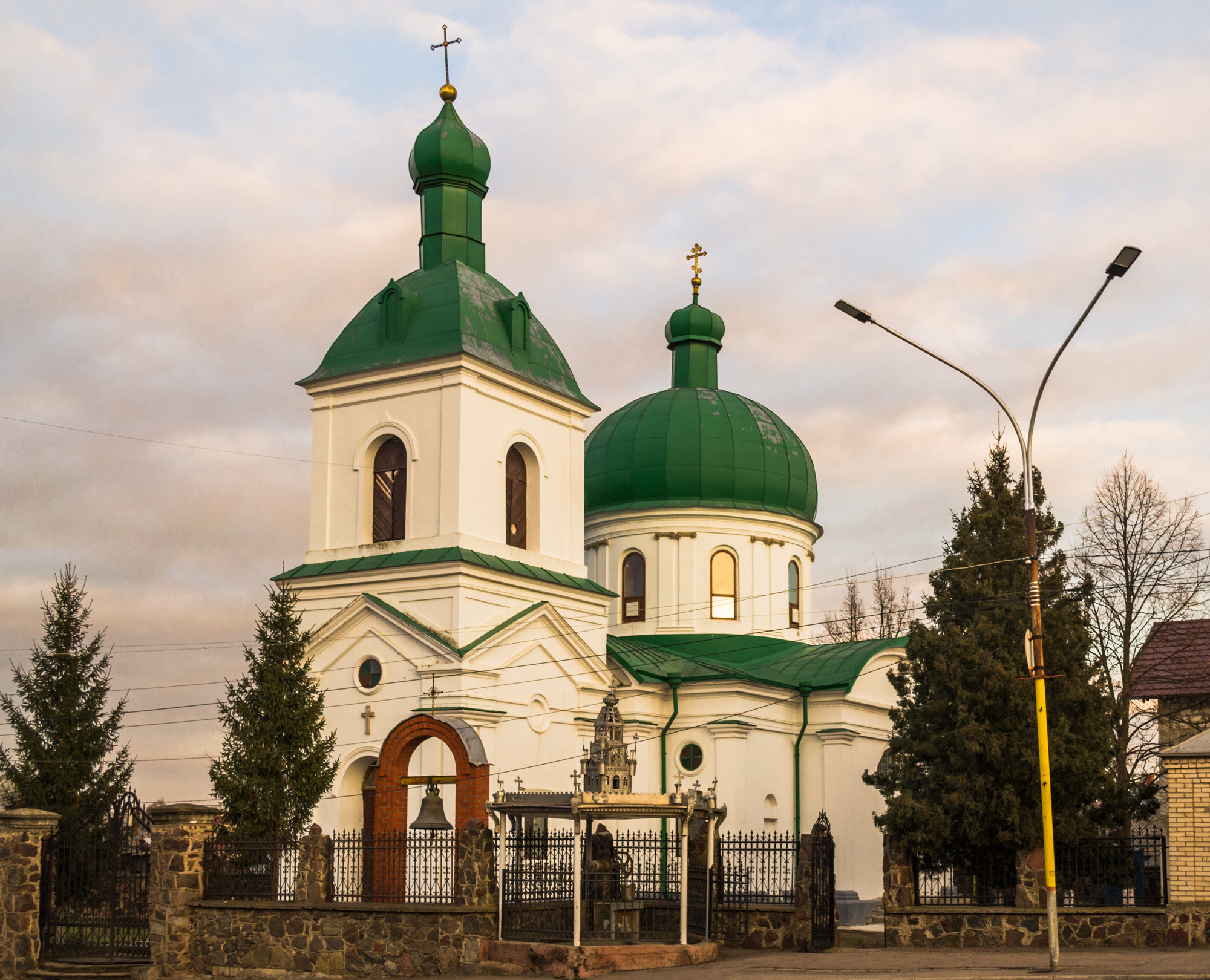
Catedrala „Adormirea Maicii Domnului”
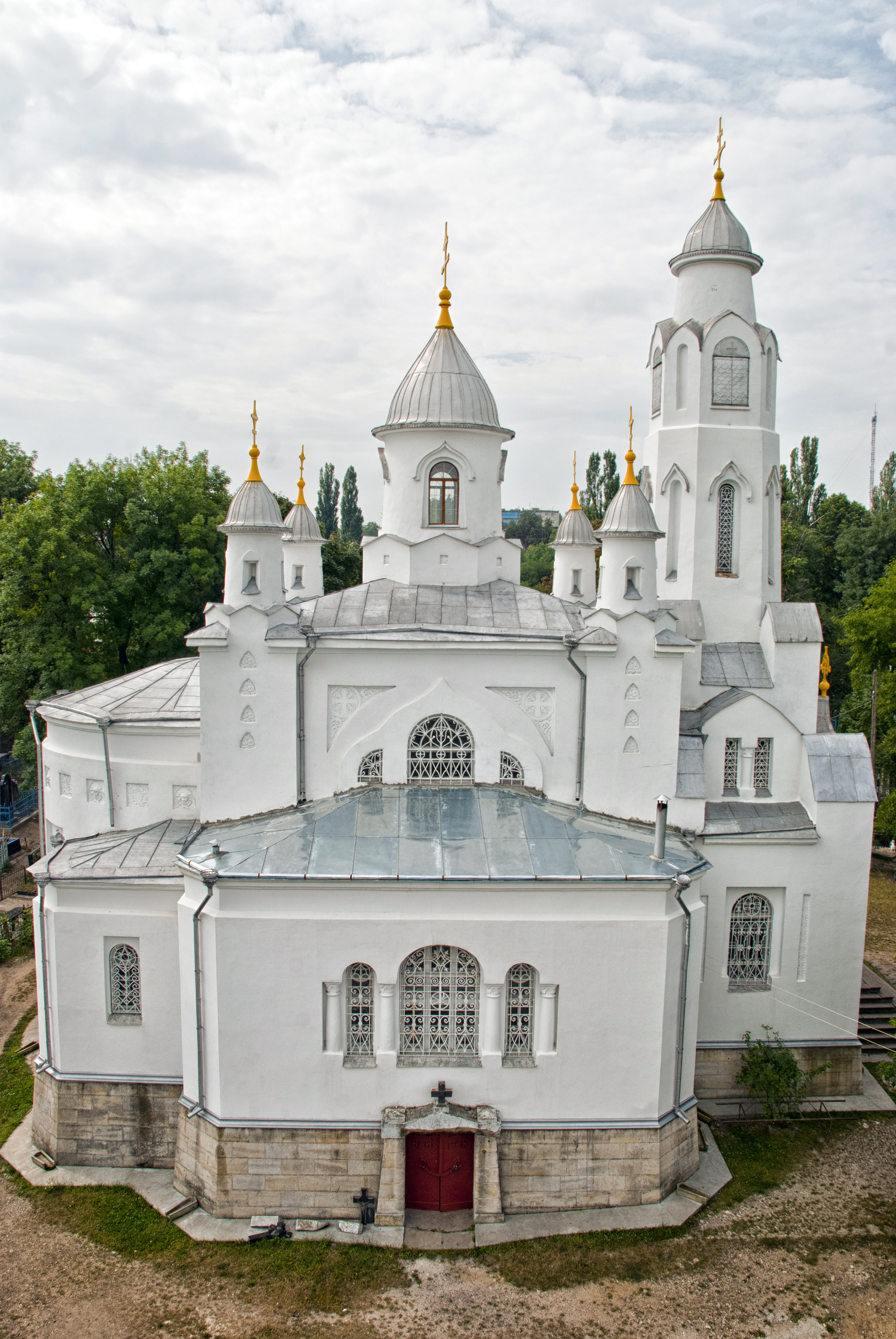
Biserica „Sf. Stratulat”
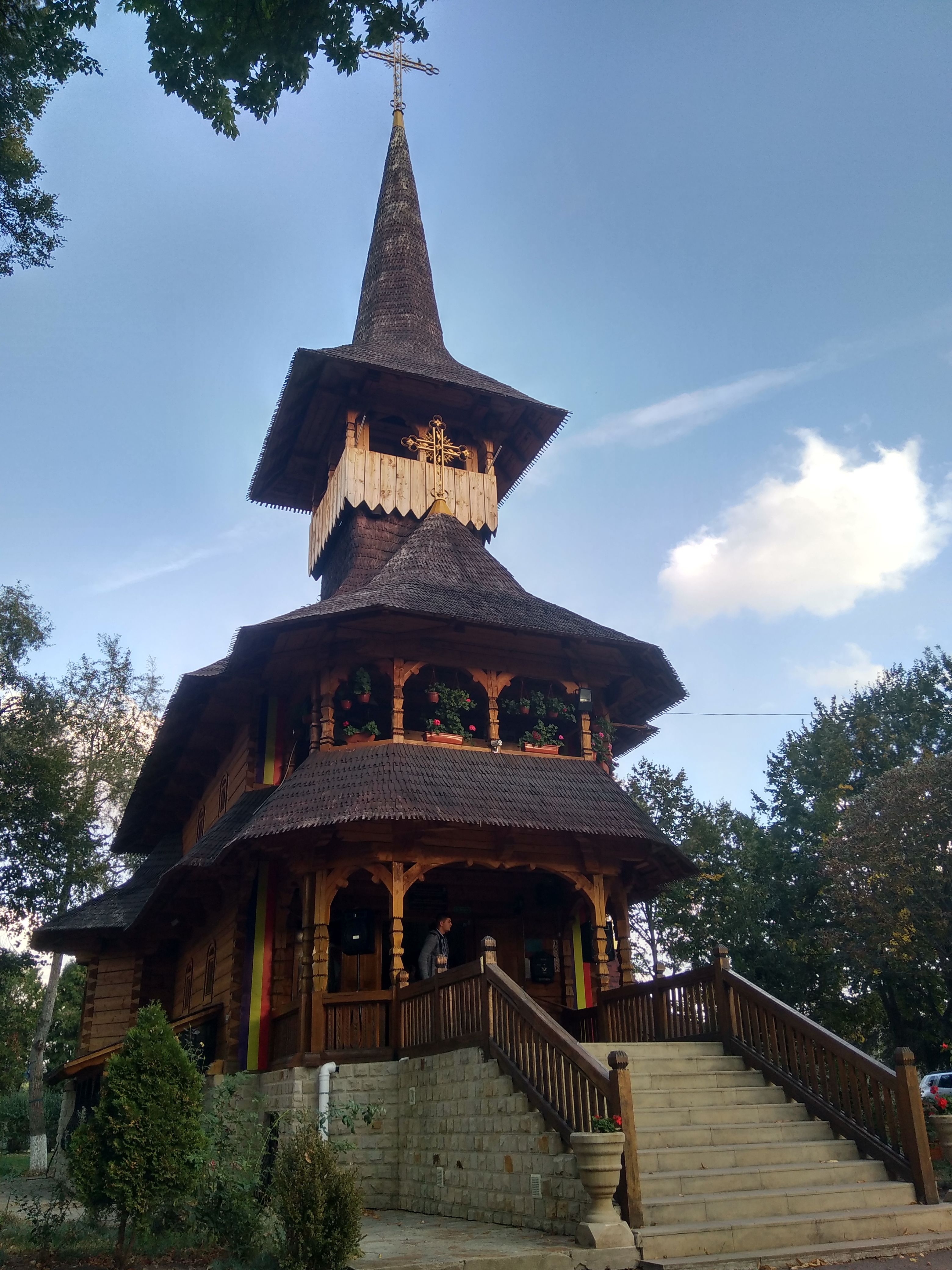
Biserica de lemn „Sfinții Martiri Brâncoveni”.
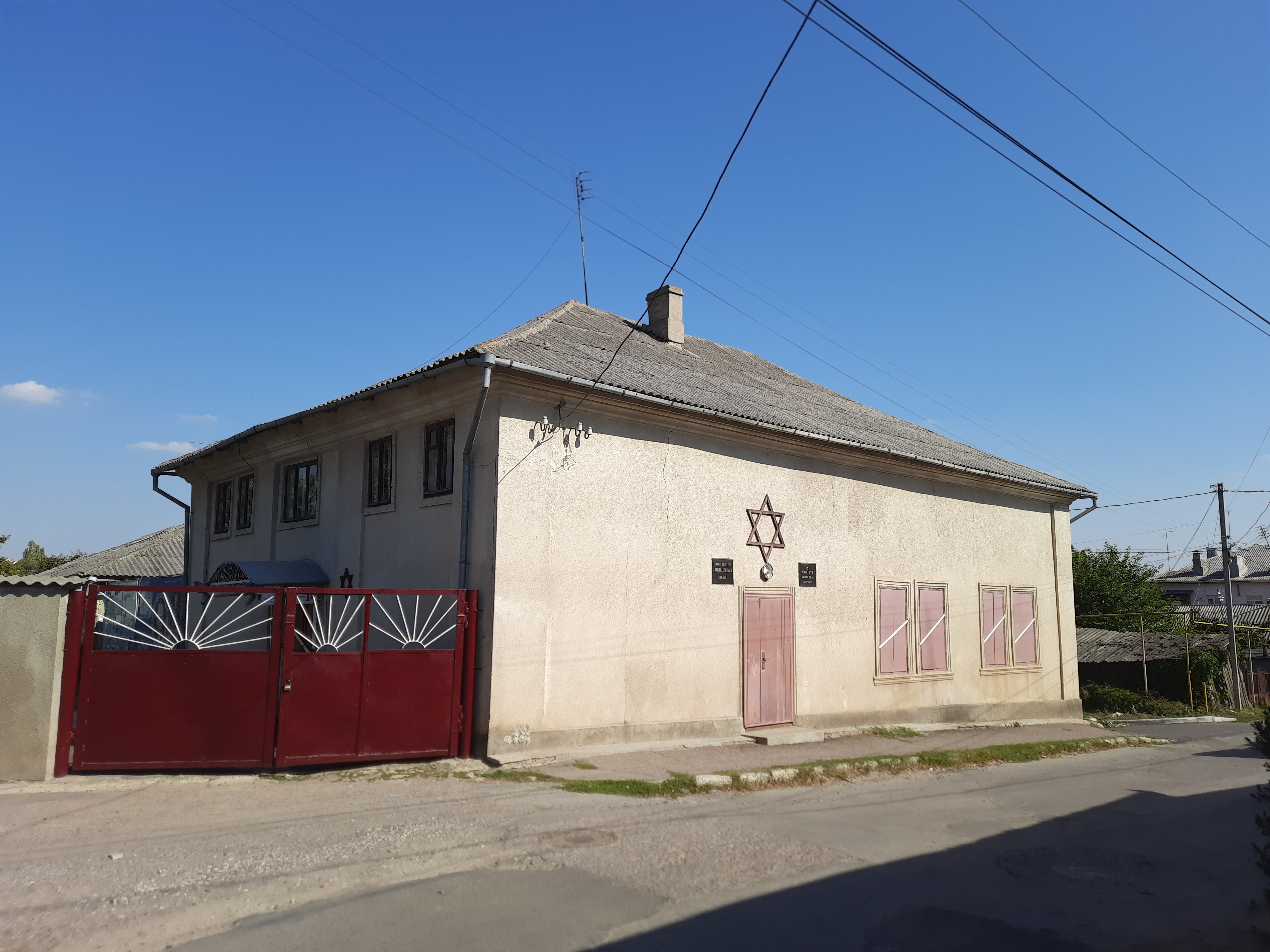
Sinagoga din oraș.

## Economie
Pe teritoriul orașului activează peste 2.000 agenți economici, cea mai mare pondere ca număr o constituie întreprinderile individuale și deținătorii de patentă. Sectorul industrial al orașului este reprezentat de 20 agenți economici mari.
Principalele întreprinderi industriale sunt concentrate în industria ușoară, de prelucrare și constructoare de mașini. În industria alimentară pot fi evidențiate domeniile de prelucrare a fructelor și  legumelor, laptelui, produselor din carne și a tutunului. Sectorul industrial deține circa 15% din beneficiul total al economiei orașului și asigură o pondere considerabilă în veniturile bugetare. „Dana” S.A. este o fabrică de confecții, din volumul total de producere mai puțin de 30% se realizează pe teritoriul republicii, restul este exportat în SUA, Canada, Marea Britanie, România, Italia și Germania. „Noul Stil” S.A. este o întreprindere de tricotaje. Capacitatea de producție este de 1300 mii unități tricotate, 250 mii unități din stofă. „Fabrica de brânzeturi” S.A. este specializată în producerea brânzeturilor cu cheag tare și a untului, având o capacitate de prelucrare a 100 tone de lapte pe zi, care este colectat din tot nordul republicii unde sunt instalate 28 de frigidere. „Alfa-Nistru” S.A. produce sucuri și conserve din legume și fructe. Un loc deosebit îl ocupă producerea sucului concentrat și în tetrapac. Întreprinderea prelucrează circa 100 mii tone de materie primă pe an. Peste 80% din producție este exportată în Federația Rusă, precum și în alte state ca Belarus, Germania, Austria, Canada,
etc. Cifra de afacere este de 66 mln. lei și s-a majorat față de anul 2000 cu 30%. Peste 60% din angajații întreprinderii au studii superioare. 

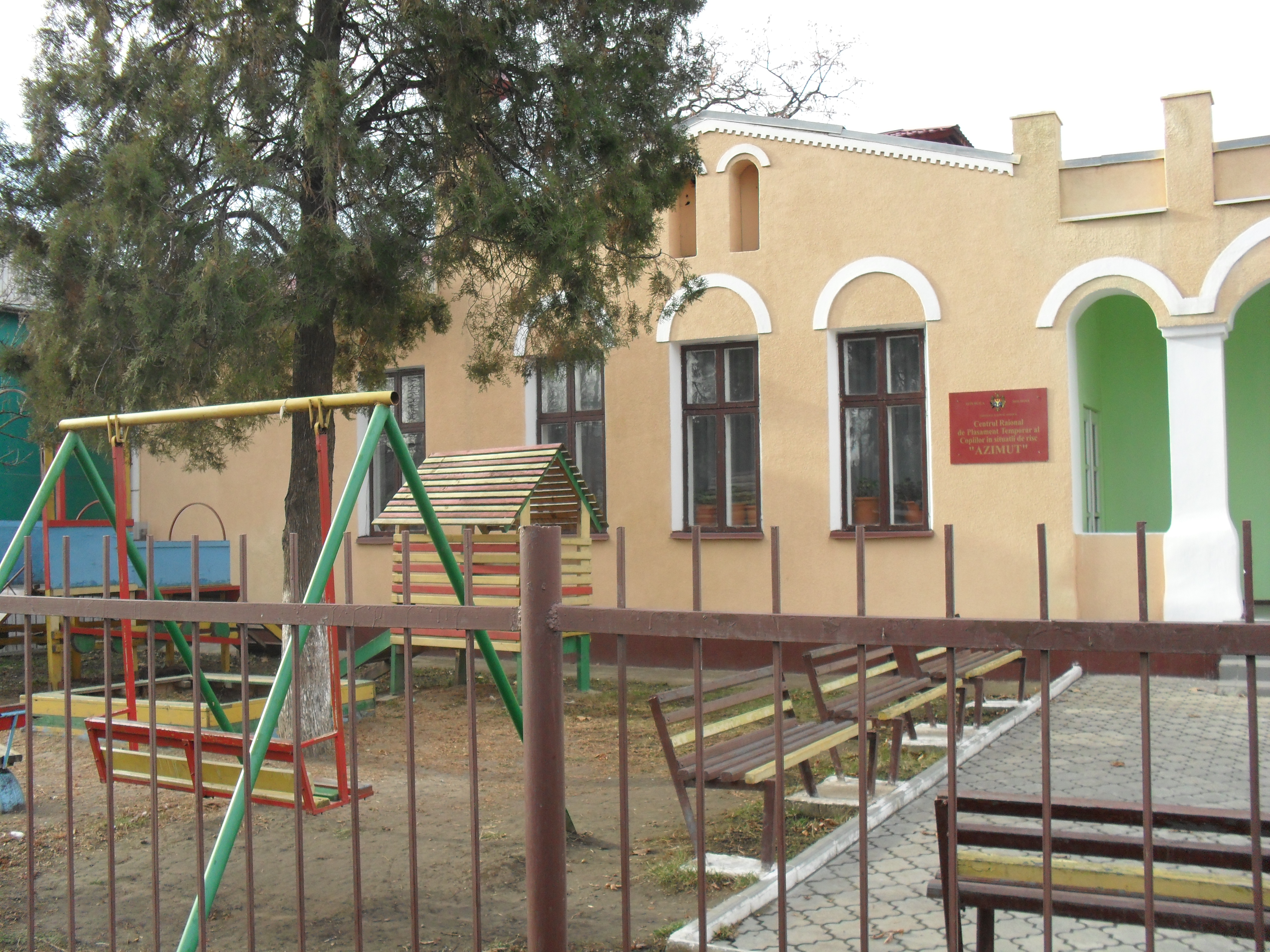
Centrul de plasament „Azimut”

Domeniul prestări servicii în orașul Soroca este reprezentat prin 1348 întreprinderi mici și mijlocii, inclusiv după forma juridică de organizare: societăți cu răspundere limitată – 358, dintre care prezintă dări de seamă 172, întreprinderi individuale – 990, prezintă dări de seamă 214. Concomitent mai activează în bază de patent 540 persoane,. Industria turistică a orașului este reprezentată prin: locuri pitorești din lunca Nistrului, 400 monumente istorice vechi de valoare națională din oraș și din raion, amplasarea geografică a orașului Soroca oferă posibilități de antrenament pentru sportivi și de organizare a competițiilor sportive (deltaplanorism, canotaj). În oraș activează o singură pensiune turistic, capacitatea lui fiind de 250 locuri, și 2 hoteluri cu o capacitate de 50 locuri. La momentul actual funcționează 6 filiale ale băncilor comerciale pe acțiuni: „Moldova Agroindbank”, „Banca Socială”, „Banca de Economii”, „Moldindconbank”, „Victoriabank” și „Petrolbank”. La sfârșitul anului 2001 în oraș a fost deschisă reprezentanța companiei financiare internaționale „Micro Entreprise Credit (MEC)”, specializată în creditarea businessului mic. Servicii de asigurare a riscurilor apărute în procesul activității agenților economici sunt acordate de către societățile de asigurări „QBE ASITO” și „PROTECT IMPEX”.

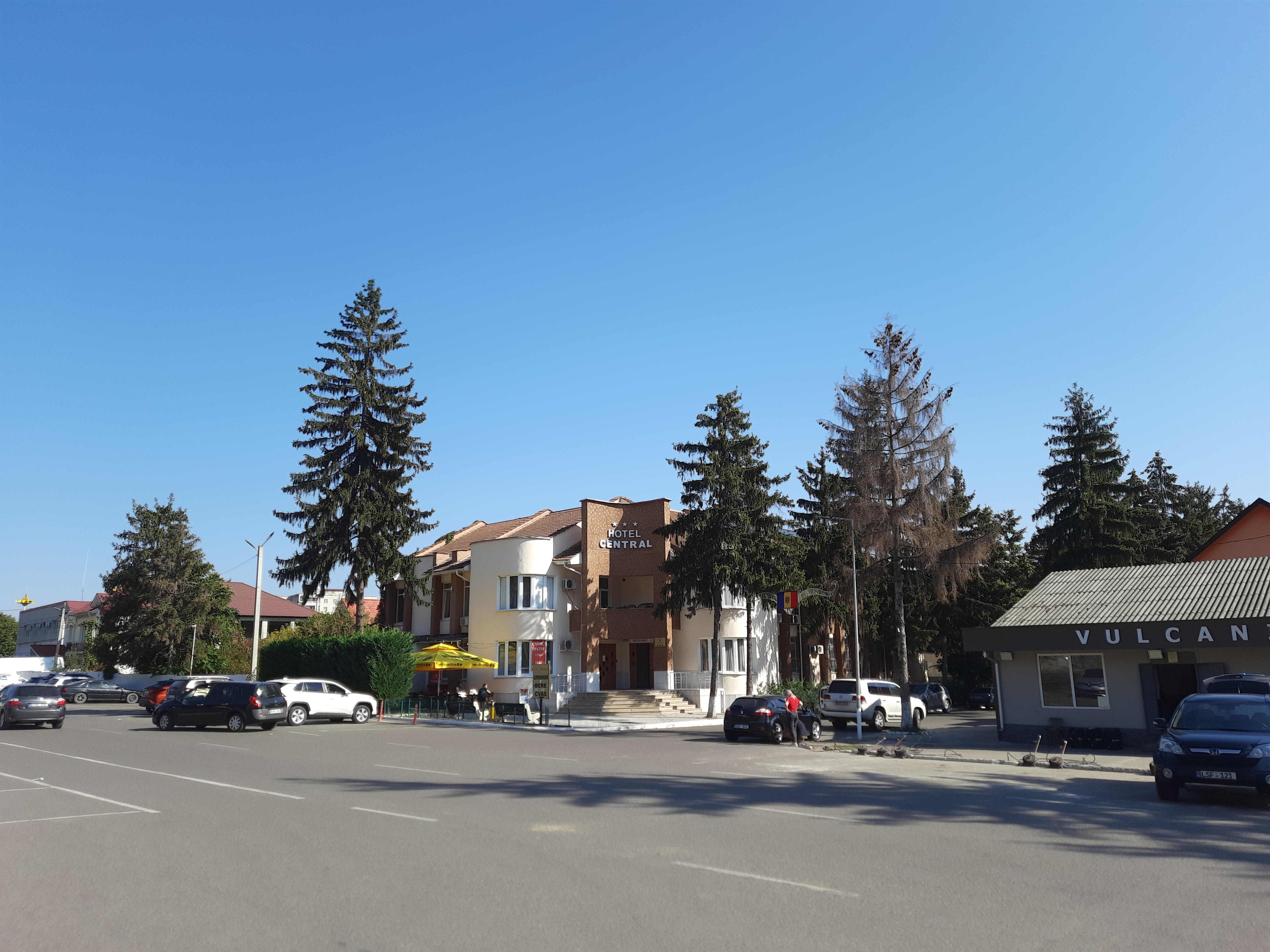
Hotelul „Central”

În oraș activează 300 magazine (aici se includ magazine alimentare, de produse casnice, îmbrăcăminte s.a). Peste 10 restaurante („La cetatea veche”, „Primavara”, „Soroca”, „Tinerețe”, „Golden River”, „Briz”, „Amour”, „Arisa”, „Hotel & restaurant central”, „Nistru” s.a.), 80 cafenele-baruri, 6 benzinării, 13 farmacii și 5 piețe.

### Agricultură
Orașul Soroca nu dispune de terenuri ce ar putea furniza produse agricole în cantități mari, și deci această ramură economică este slab dezvoltată. În 1998 a fost fondat Centrul de Cercetări Științifice „AMG-Magroselect” SRL - companie cu un ciclu complet de pregătire a semințelor: de la cultivarea materialului semincer pe terenurile de hibridizare până la prelucrarea lor al propria fabrică bine echipată. „AMG-Magroselect” SRL  este una din puținele instituții private care din Moldova care se ocupă cu selecția semințelor. Compania este specializată în selecția și cultivarea semințelor hibrizilor de floarea soarelui înalt productive. Producția este exportată în Rusia, Ucraina, Belarus și Kazakhstan.

### Infrastructură

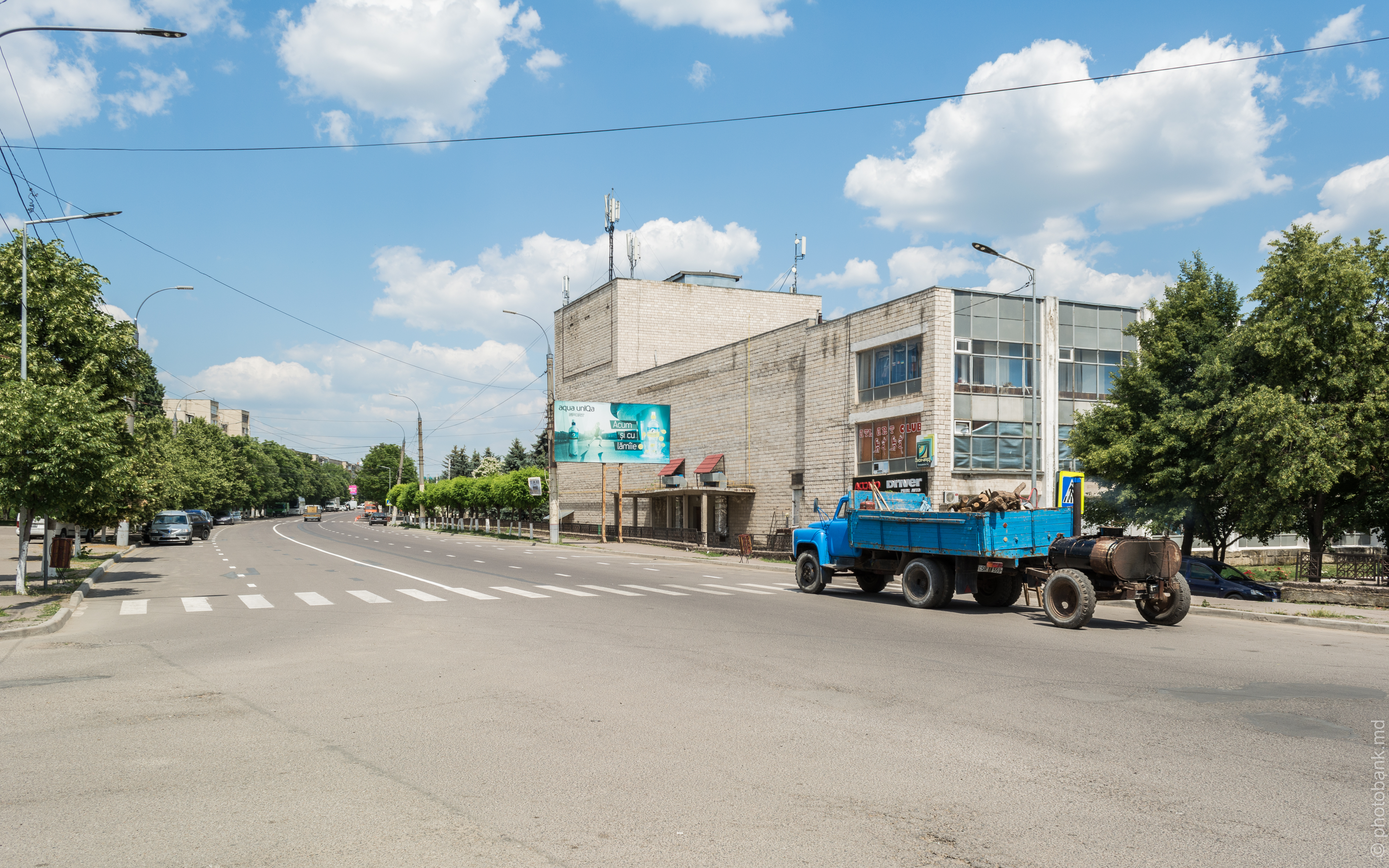
Str. Independenței

Serviciile comunale sunt prestate de 5 întreprinderi.
Sursa principală de aprovizionare cu apă potabilă reprezintă râul Nistru prin intermediul apeductului Soroca-Bălți cu capacitatea de 90 mii m3/zi și 10 fântâni arteziene cu capacitatea de 9,6 mii m3/zi. Fântânile arteziene sunt folosite în cazul avarierii sau reparației apeductului. Lungimea totală a rețelei de apeduct în Soroca este de 61,3 km, a rețelei de canalizare de 53,4 km. Suprafața totală a locuințelor ce se află în bilanțul DGLC este de 230, 2 mii m2. Rămâne a fi o problemă stringentă evacuările de ape uzate fără epurare formate în Soroca. Apele evacuate de la stațiile de pompare, în volum de 1020 m3/zi, au un conținut înalt de poluanți deversați în fluviul Nistru. În 2006 consilierii locali au decis să construiască în apropierea satului Egoreni o nouă stație de epurare cu sprijin financiar extern, însă din cauza disputelor politice proiect a fost stopat. Elena Bondarenco, pe atunci deputat parlamentar, susținea că tehnologia de epurare „ar putea afecta flora și fauna locală” și se opunea inițiativei.
Din anul 2001 au început lucrările de gazificare a orașului. Locuitorii orașului sunt asigurați cu servicii de telecomunicații calitative și diversificate, din anul 1997 până în anul 2002 numărul aparatelor telefonice a crescut de 1,75 ori, inclusiv pentru populație – de 1,9 ori, pentru ceilalți beneficiari – de 1,1 ori. În prezent la o mie de locuitori revin 221 aparate telefonice. În oraș sunt 266 străzi, 5 stradele și 4 fundacuri. Lungimea totală a străzilor este 79,9 km cu o suprafață de drumuri și străzi – 113,6 ha, circa 54,9 km (68,7) din drumuri sunt au acoperire rigidă (asfalt, beton).

## Administrație și politică

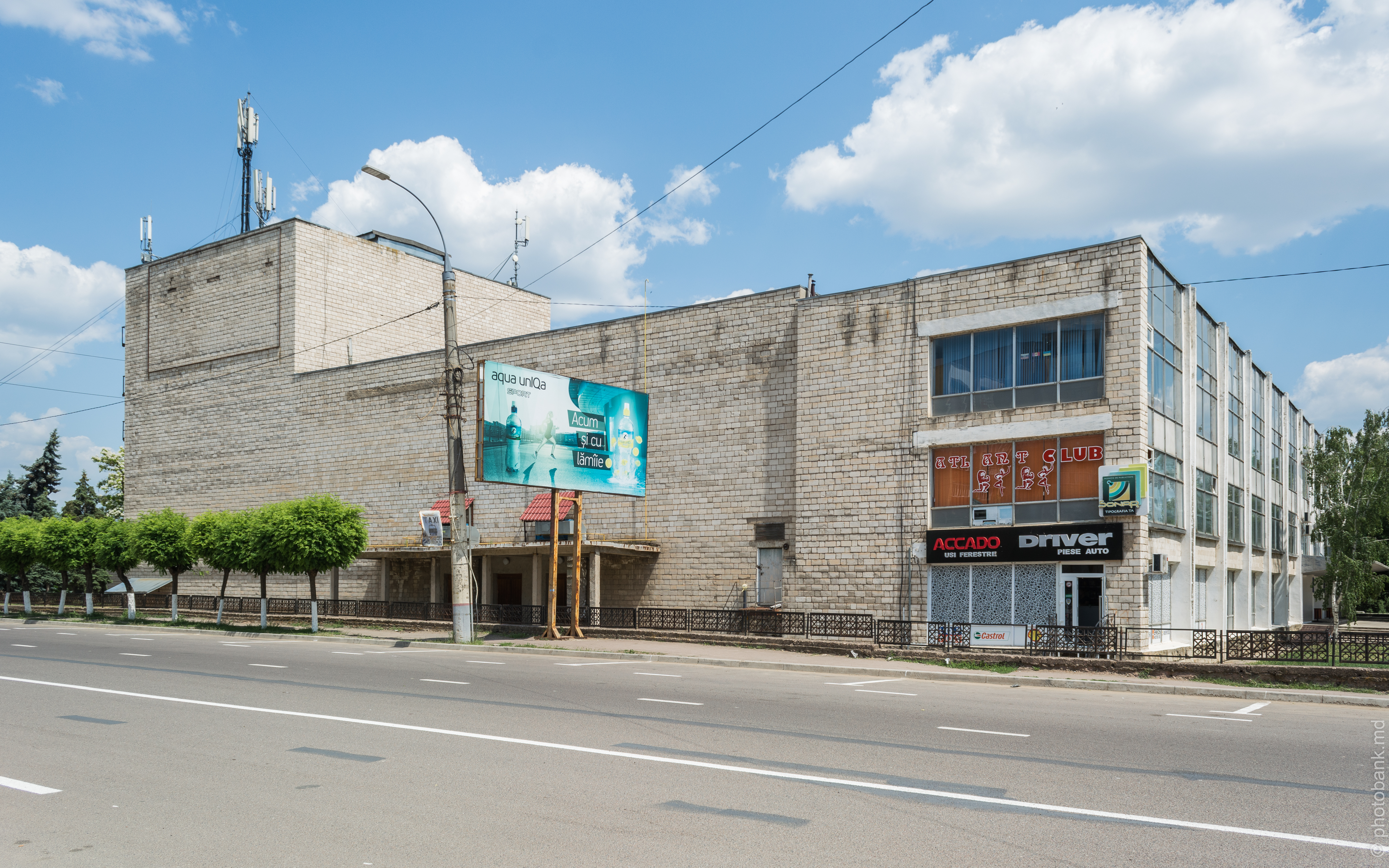
Centrul cultural

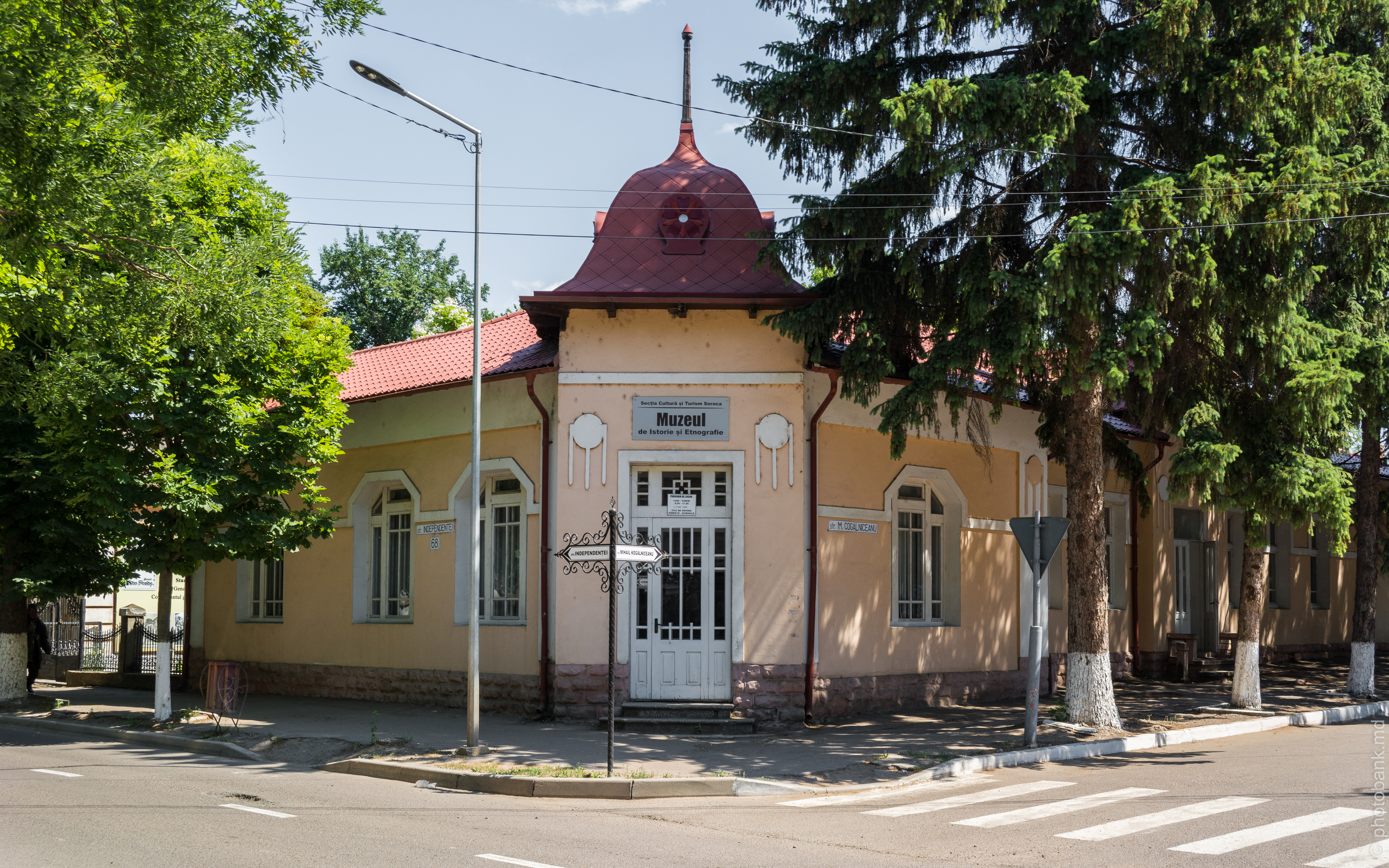
Muzeul de istorie și etnografie

Primarul orașului Soroca este Lilia Pilipețchi (PSRM), realeasă în noiembrie 2023.
Componența Consiliului local Soroca (27 de consilieri), ales la 5 noiembrie 2023, este următoarea:
|  | Partid                                       | Consilieri | Componență | Componență | Componență | Componență | Componență | Componență | Componență | Componență | Componență | Componență | Componență | Componență | Componență | Componență | Componență | Componență | Componență |
|  | -------------------------------------------- | ---------- | ---------- | ---------- | ---------- | ---------- | ---------- | ---------- | ---------- | ---------- | ---------- | ---------- | ---------- | ---------- | ---------- | ---------- | ---------- | ---------- | ---------- |
|  | Partidul Socialiștilor din Republica Moldova | 17         |            |            |            |            |            |            |            |            |            |            |            |            |            |            |            |            |            |
|  | Partidul Acțiune și Solidaritate             | 7          |            |            |            |            |            |            |            |            |            |            |            |            |            |            |            |            |            |
|  | Partidul Liberal Democrat din Moldova        | 1          |            |            |            |            |            |            |            |            |            |            |            |            |            |            |            |            |            |
|  | Partidul Comuniștilor din Republica Moldova  | 1          |            |            |            |            |            |            |            |            |            |            |            |            |            |            |            |            |            |
|  | Candidat independent VICTOR SPINEI           | 1          |            |            |            |            |            |            |            |            |            |            |            |            |            |            |            |            |            |

### Cartiere
| Nr. | Cartier          | Populația, mii loc. | Suprafața, km2 |
| --- | ---------------- | ------------------- | -------------- |
| 1   | Centru           | 4,65                | 0,25           |
| 2   | Soroca Nouă      | 12,05               | 0,16           |
| 3   | Bujereuca Nouă   | 4,49                | 0,21           |
| 4   | Hidroinpex       | 4,27                | 0,17           |
| 5   | Dealul Romilor   | 3,43                | 0,07           |
| 6   | Colegiul Agricol | 2,87                | 0,14           |
| 7   | Bujereuca        | 2,64                | 0,19           |
| 8   | Dealul Sorocii   | 2,62                | 0,11           |

## Transport
Transportul urban este organizat pe 6 rute cu o lungime totală de 62 km. Unica sursă de transport de la și la Soroca este transportul auto.

## Educație

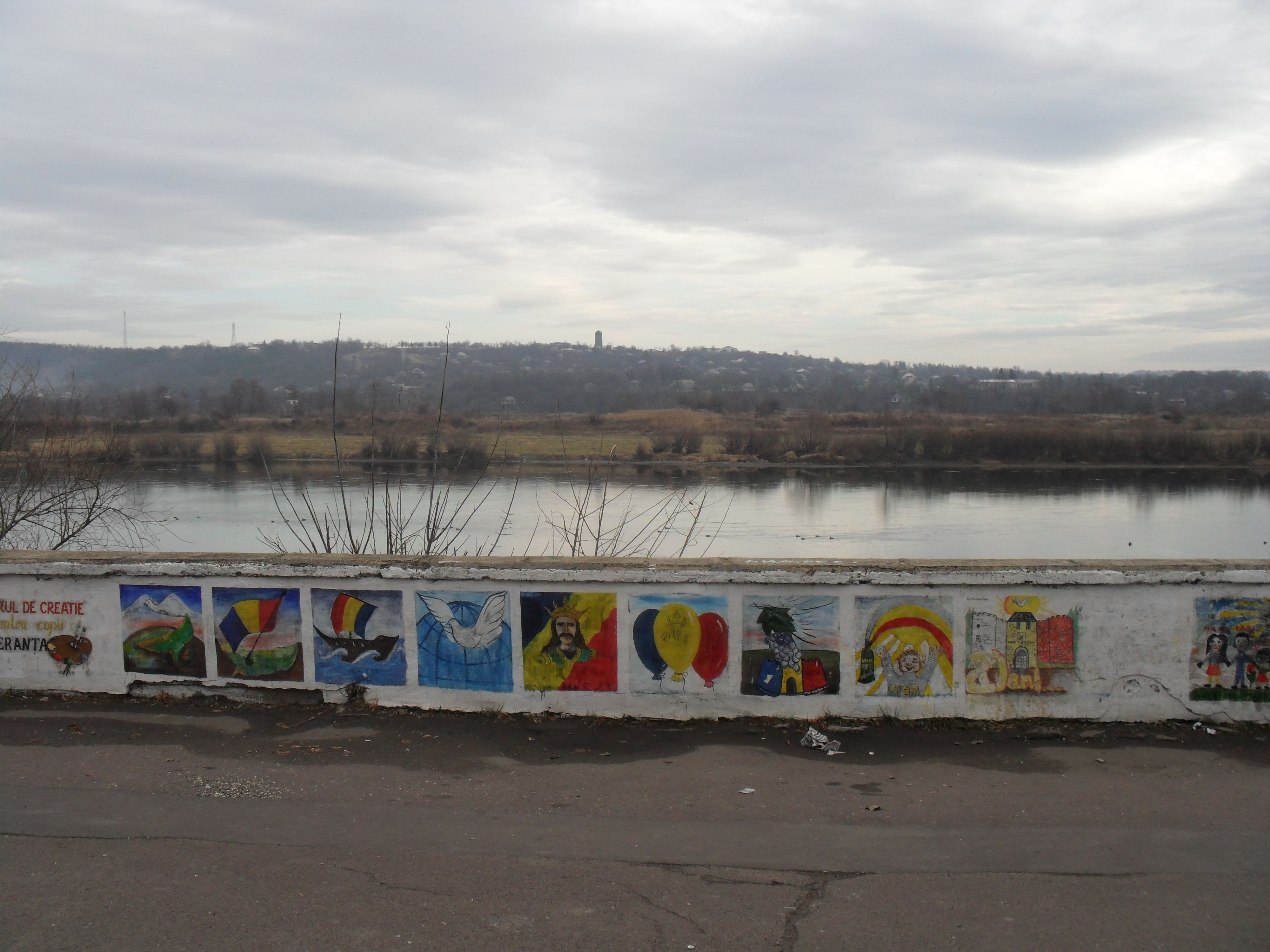
Picturi ale unor copii pe terasamentul din apropierea cetății

În oraș funcționează 10 instituții preșcolare, inclusiv una privată, cu un număr de 1040 copii, 2 gimnazii, 2 școli medii, 3 licee publice și unul privat, 2 școli serale.  În oraș sunt 2 școli profesionale în care își fac studiile 403 studenți. Pe lângă aceasta în oraș activează trei colegii.
În 2011, la Soroca și-a deschis ușile filiala Universității Cooperatist Comercială din Chișinău, secția fără frecvență. În primul an au fost înscriși 59 de studenți, în 2012 erau deja 130 de studenți. Filială oferă cursuri de contabilitate, business și administrare, finanțe și drept economic.

## Sănătate
Sistemul ocrotirii sănătății în oraș este asigurat de 296 medici și 422 personal medical mediu. La 1000 locuitori revin 7,6 medici și 10,8 asistenți medicali. Din cei 422 asistenți medicali 92 au categorie superioară, 90 – categoria I, 16 – categoria II. Potrivit reformei ocrotirii sănătății, în oraș a fost introdusă funcția medicilor de familie. În prezent activează 41 medici de familie, inclusiv 7 cu categorie superioară și 90 asistenți medicali, inclusiv 53 cu categorie superioară. Se dezvoltă serviciile medicale private. În prezent activează 13 farmacii particulare. Acest fapt dă posibilitatea acoperirii cu servicii farmaceutice a întregii populații din oraș. Servicii calitative oferă populației și cele 5 cabinete stomatologice.

## Cultură

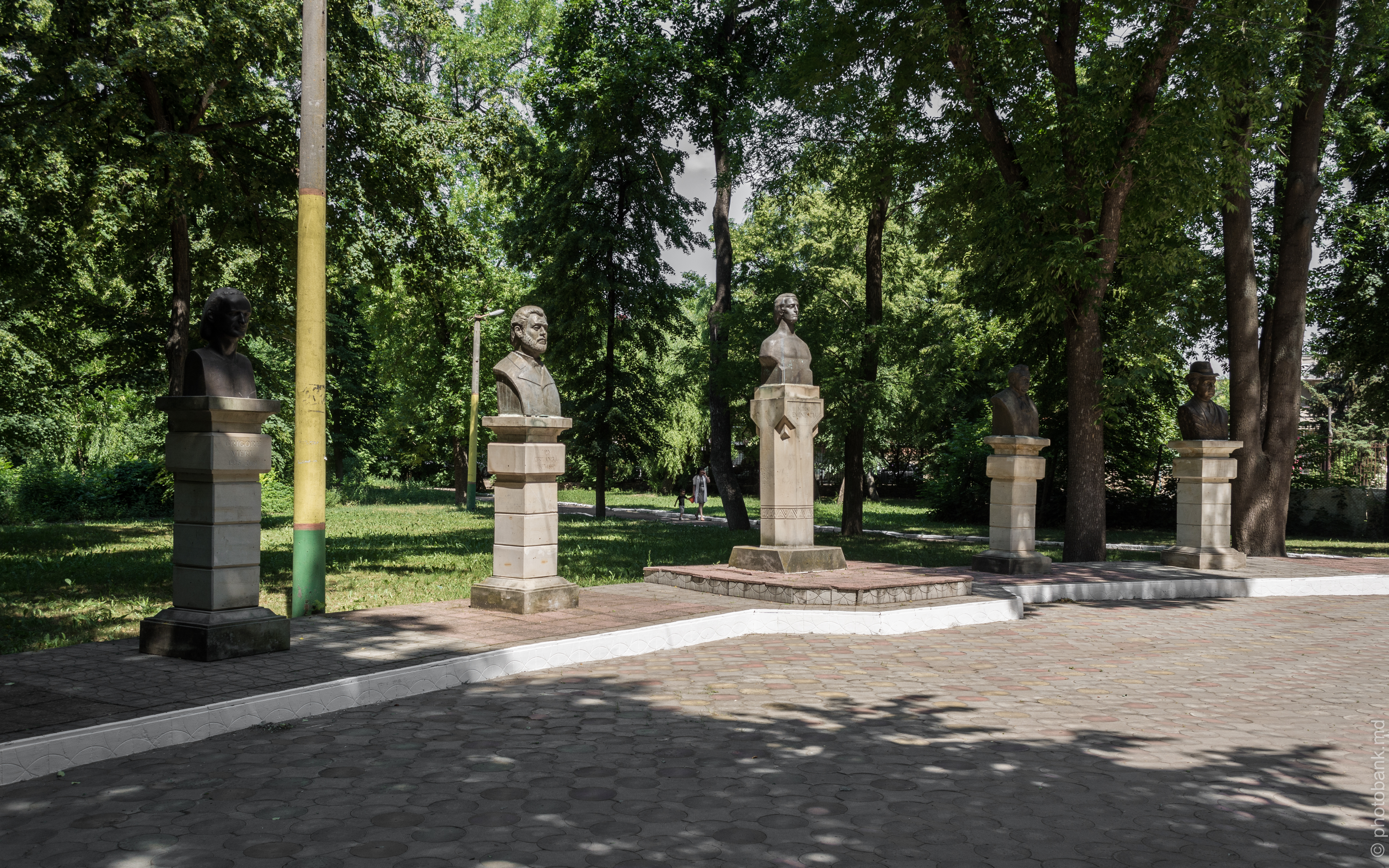
Aleea Clasicilor din Soroca

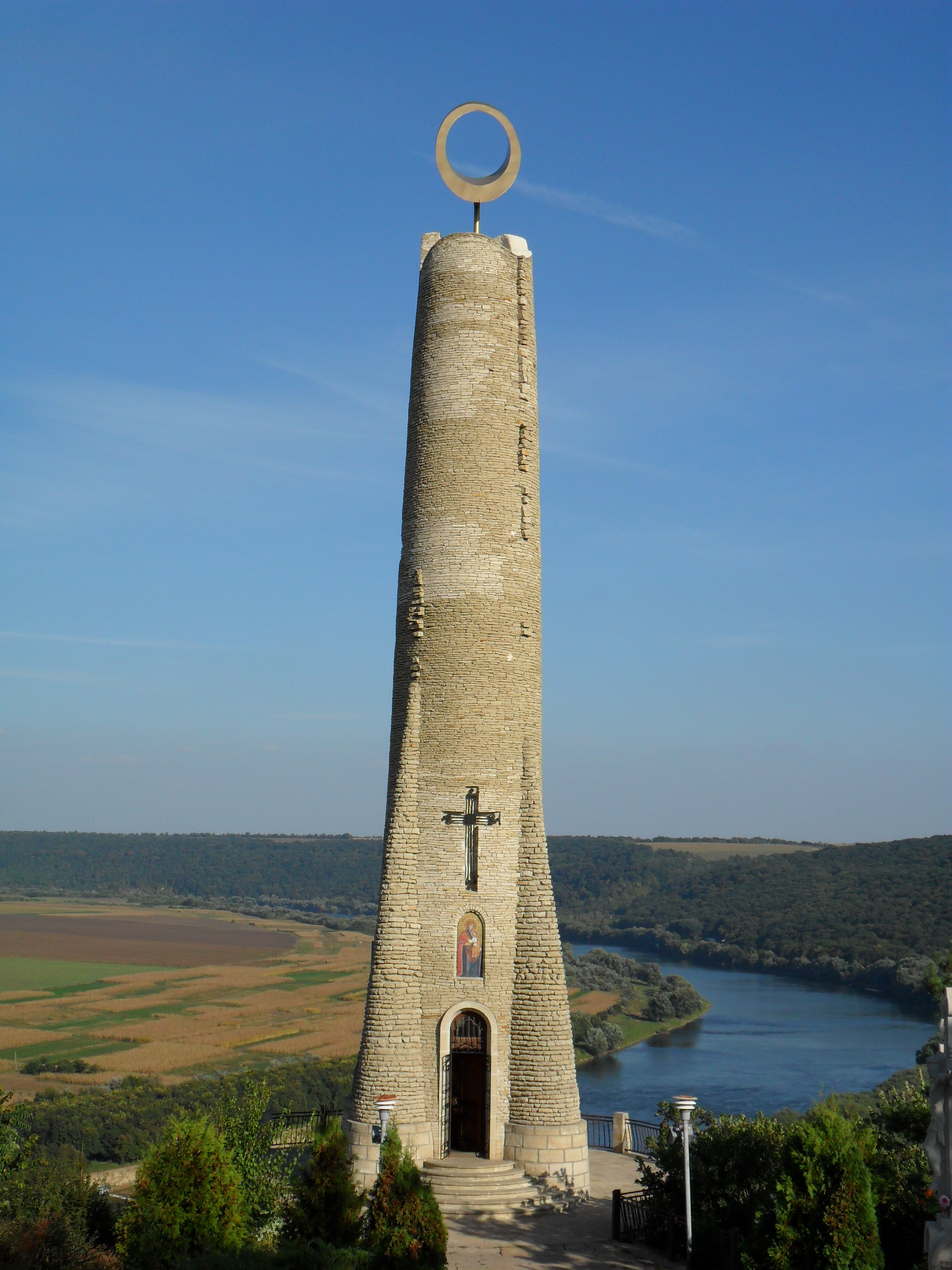
„Lumânarea recunoștinței” se află în apropierea Sorocăi.

În oraș activează 11 instituții de cultură, inclusiv Palatul județean de cultură, 7 biblioteci, 2 instituții de învățământ artistic cu un număr de 347 elevi, 1 muzeu, 1 Colegiu Republican de creație populară și 1 teatru.  În instituțiile de cultură sunt angajați 91 specialiști. Din ei cu studii superioare – 45, 29 – cu studii medii-speciale, 16 – cu studii medii.
Directorul Teatrului „Veniamin Apostol” este Petre Popa(poet). Studioul „Cortina” din care fac parte elevi din instituții de învățământ a participat la festivalul internațional la România, la Botoșani. A devenit prietenul Teatrului „Mihai Eminescu” din Botoșani.
În oraș activează 7 colective artistice de amatori cu un număr de 150 participanți. Formația de dans „Nistrenii” a participat la un număr impunător de festivaluri internaționale în România, Marea Britanie, Grecia, Ucraina, etc. În oraș din 1989 se organizează Festivalul „Fanfara argintie”, la care participă zeci de orchestre de fanfară. Sunt situate pe teritoriul orașului 63 de monumente istorico-culturale de valoare locală și națională. Fondul de carte al Bibliotecii județene cuprinde 205.079 lucrări.
Cel mai semnificativ monument istoric din oraș este desigur „Cetatea Soroca”, care împreună cu Muzeul de istorie și etnografie formează un ansamblu istoric și cultural unic în Republica Moldova.

### Sport
În oraș funcționează 20 terenuri de sport, de baschet și volei, 10 săli de sport, 1 stadion orășenesc cu 1500 locuri, 1 școală de sport.

## Relații externe

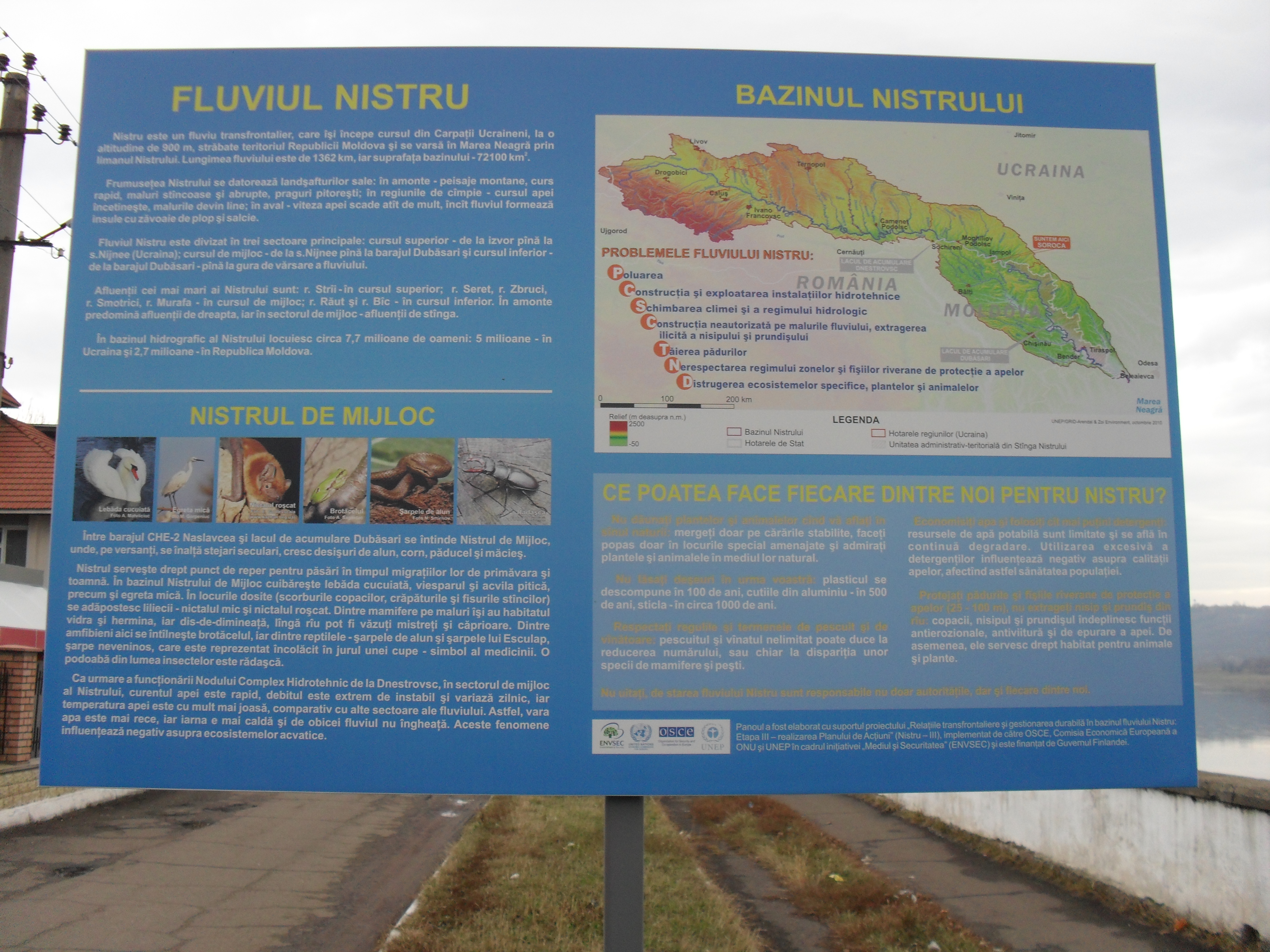
Afiș informațional referitor la bazinul Nistrului.

În 2012, la Buzău, primarii Constantin Boșcodeală și Elena Bodnarenco, au semnat un acord de înfrățire pe o durată de 5 ani. Acordul de înfrățire vizează colaborare în plan economic, schimburi de experiență între angajații primăriilor Buzău și Soroca, vizite reciproce între elevi și cadre didactice, organizarea în comun a unor simpozioane, expoziții de artă sau serbări folclorice.

### Orașe înfrățite
- Buzău  (România)[31]
- Suceava (România)
- Flămânzi (România)
- Dolhasca (România)
- Fălticeni (România)
- Ferrara (Italia)
- Iampol (Ucraina)
- Hotin (Ucraina)
- Balta (Ucraina)
- Breansk (Rusia)
- Galați (România)

## Personalități

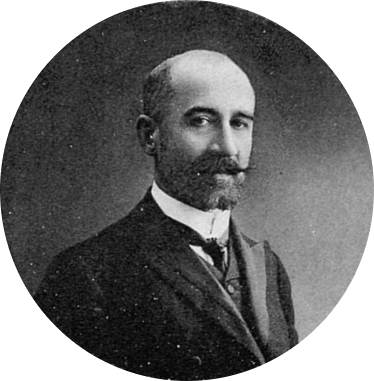
Nicolae Șoltuz, primar de Soroca.

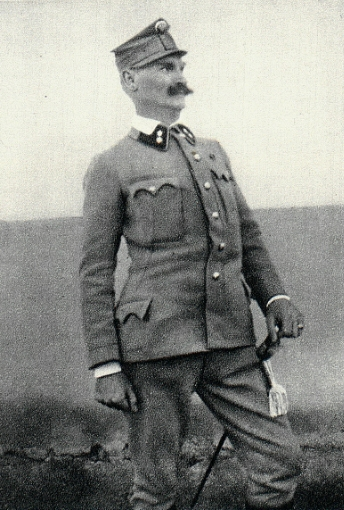
Hieronim Przepiliński, militar polonez.

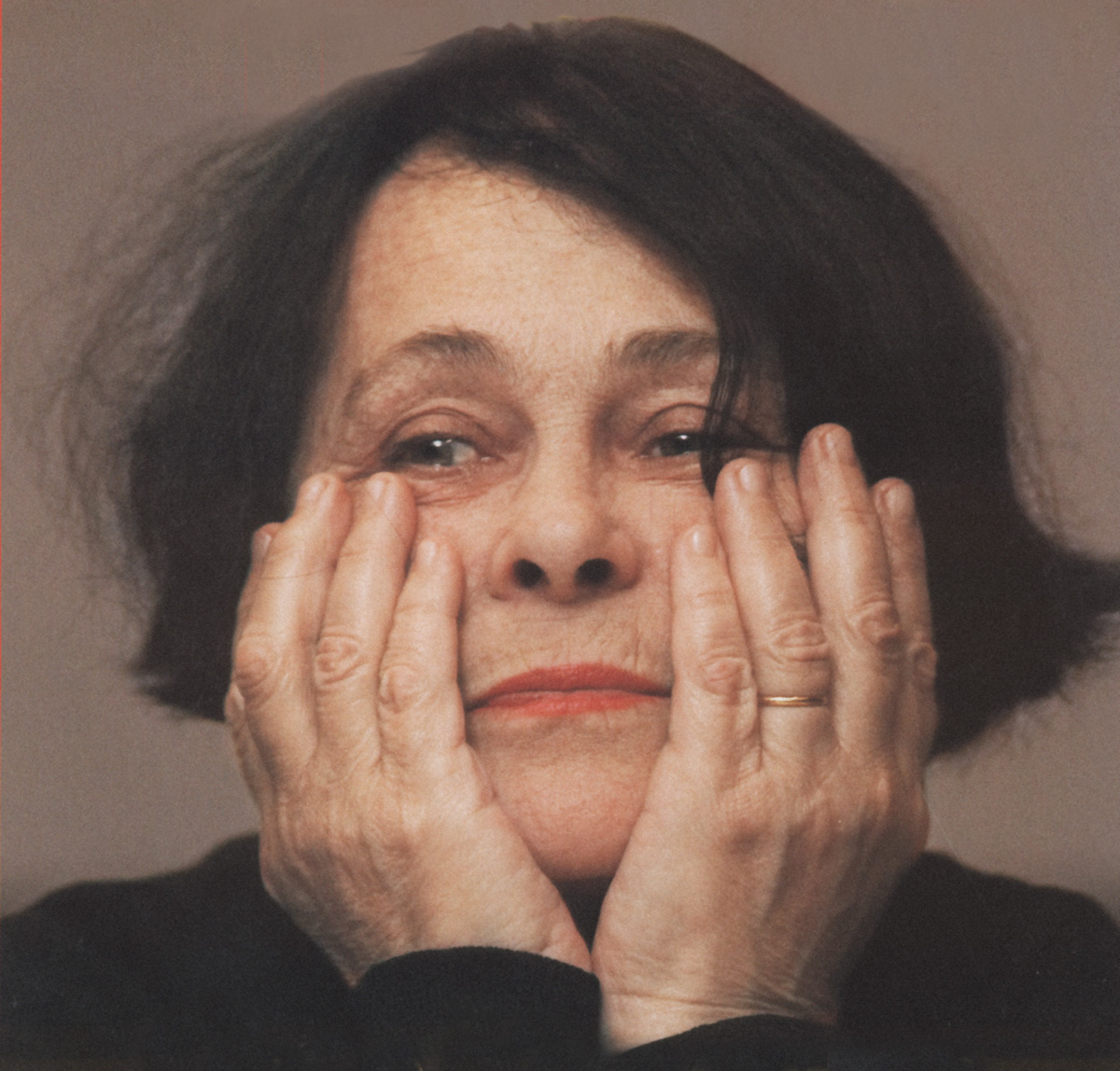
Kira Muratova, regizoare și scenaristă ucraineană.

### Născuți în Soroca
- Gheorghi Nemțov (1828–1898), episcop și mitropolit bulgar
- Nicolae Șoltuz (1864–1940), primar de Soroca, deputat din Sfatul Țării
- Hieronim Przepiliński (1872–1923), profesor și militar polonez
- Benedict Kotlovker (1872–?), editor și jurnalist, poet, prozator și traducător rus și sovietic
- Teodor Corobcean (1880–?), cooperator și politician moldovean, membru al Sfatului Țării al RD Moldovenești
- Jan Bagieński (1883–1967), arhitect și pedagog polonez
- Solomon Goldelman (1885–1974), politician, istoric, politolog, economist și personalitate publică ucraineană
- Isaac Bilenchi (1889–1950), pictor și profesor sovietic
- Berthe Lipchitz (1889–1972), poetă franceză, soția sculptorului american-francez Jacques Lipchitz
- Stefan Walter (1891–1920), militar polonez
- Theodore Beckman (1895–1973), economist, profesor și comerciant american
- Arkadi Aleksandrov (1898–1937), om de știință sovietic în domeniul creșterii plantelor
- Isaac Kitrosser (1899–1984), fotograf și inginer francez
- Ghenrih Steinberg (1900–1973), revoluționar comunist și inginer-contraamiral sovietic
- Dovid Seltzer (1904–1994), poet, scriitor și publicist american de limbă idiș
- Samson Flexor (1907–1971), pictor francez și brazilian, fondator al artei abstracte braziliene
- Bunțea Crupnic (1911–2002), comunistă belgiană, membră a mișcării de rezistență
- Leonte Tismăneanu (1913–1981), militant comunist român
- Emmanuil Vainștein (1917–1966), fizician, chimist și doctor în științe sovietic
- Zenaida Pally (1919–1997), mezzosoprană română și germană
- Arkadi Gendler (1921–2017), compozitor, folclorist și profesor ucrainean de limbă idiș
- Anatol Corobceanu (1922-1976), politician sovietic
- Natalia Ostianu (1922–2005), matematiciană moldoveană
- Robert Steinberg (1922–2014), matematician canadiano-american
- Sofía Ímber (1924–2017), jurnalistă venezueleană
- Gheorghe Ursu (1926–1985), inginer constructor, poet, scriitor și disident român
- Ruven Davidovici (n. 1930), chimist, doctor în științe chimice și profesor sovietic și rus
- Leonida Neamțu (1934–1992), scriitor român
- Kira Muratova (1934–2018), regizoare, scenaristă și actriță ucraineană
- Gheorghe Grigurcu (n. 1936), critic literar și scriitor român
- Oleg Milștein (1945–2015), compozitor, aranjator și muzician sovietic, moldovean și rus
- Arkadi Kolker (n. 1948), chimist rus, specialist în domeniul chimiei fizice a soluțiilor
- Mihail Perelroisen (b. 1948), fizician sovietic și rus
- Nina Jmerenețkaia (n. 1948), actriță sovietică și kazahă
- Grigori Roitberg (n. 1951), om de știință medical, cardiolog și antreprenor rus
- Elena Bodnarenco (1965–2022), fost primar al orașului, deputat moldovean
- Mark Tkaciuk (n. 1966), politician moldovean, fost deputat
- Alexandru Cimbriciuc (n. 1968), politician, jurist și om de afaceri moldovean
- Angela Ciobanu (n. 1969), actriță de teatru și film moldoveană
- Luda Kroitor (n. 1982), dansatoare australiană, de cinci ori campioană mondială la salsa
- Vadim Cobîlaș (n. 1983), rugbist moldovean
- Maxim Cobîlaș (n. 1986), rugbist moldovean
- Marina Shafir (n. 1988), luptătoare americană
- Ilie Damașcan (n. 1995), fotbalist moldovean
- Cristian Ojovan (n. 1997), rugbist moldovean
- Vitalie Damașcan (n. 1999), fotbalist moldovean

### Cetățeni de onoare
- Dumitru Andrieș, pedagog-veteran, cavaler al ordinului „Meritul Civic”
- Anastasia Cojuhari, manager al Centrului pentru reabilitarea copiilor cu dizabilități „Icar”
- Lucia Mihailov, manager al Liceului Teoretic „Alexandr Pușkin”, deținător al titlului „Eminent al învățământului din RSSM”
- Agnesa Joian, pedagog-veteran, deținător al titlului „Învățător emerit al RSSM”
- Anatolie Caldare, director al S.A. „Hidroinpex”
- Claudia Andon, medic ginecolog
- Alexandru Cucereavâi, medic terapeut
- Maria Danileico, medic chirurg
- Mihail Popovschi, actualmente consilier orășenesc
- Sofia Imber, jurnalistă venezueleană[32]
- Nicolae Bulat, istoric moldovean[33]

## Galerie de imagini

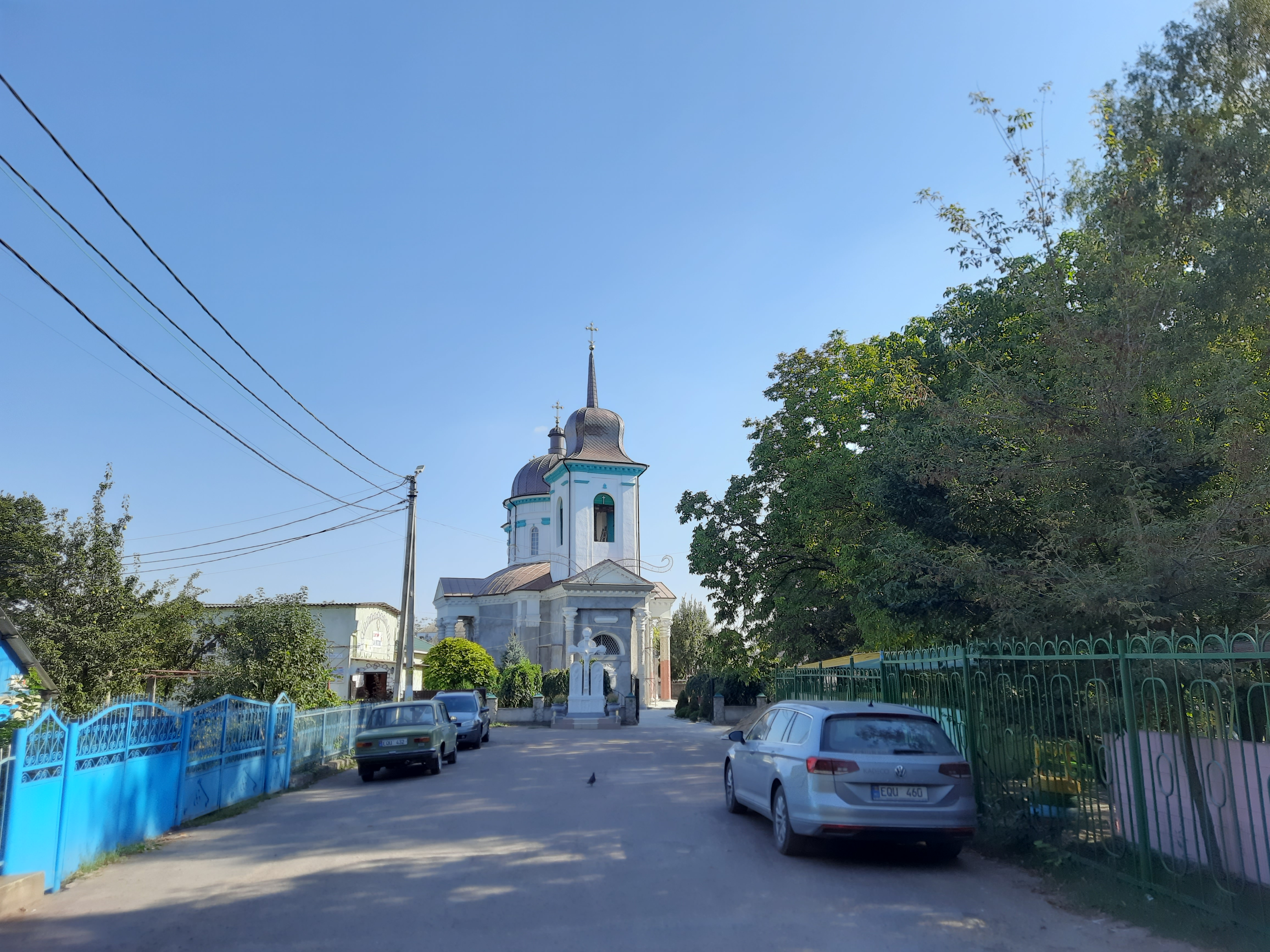
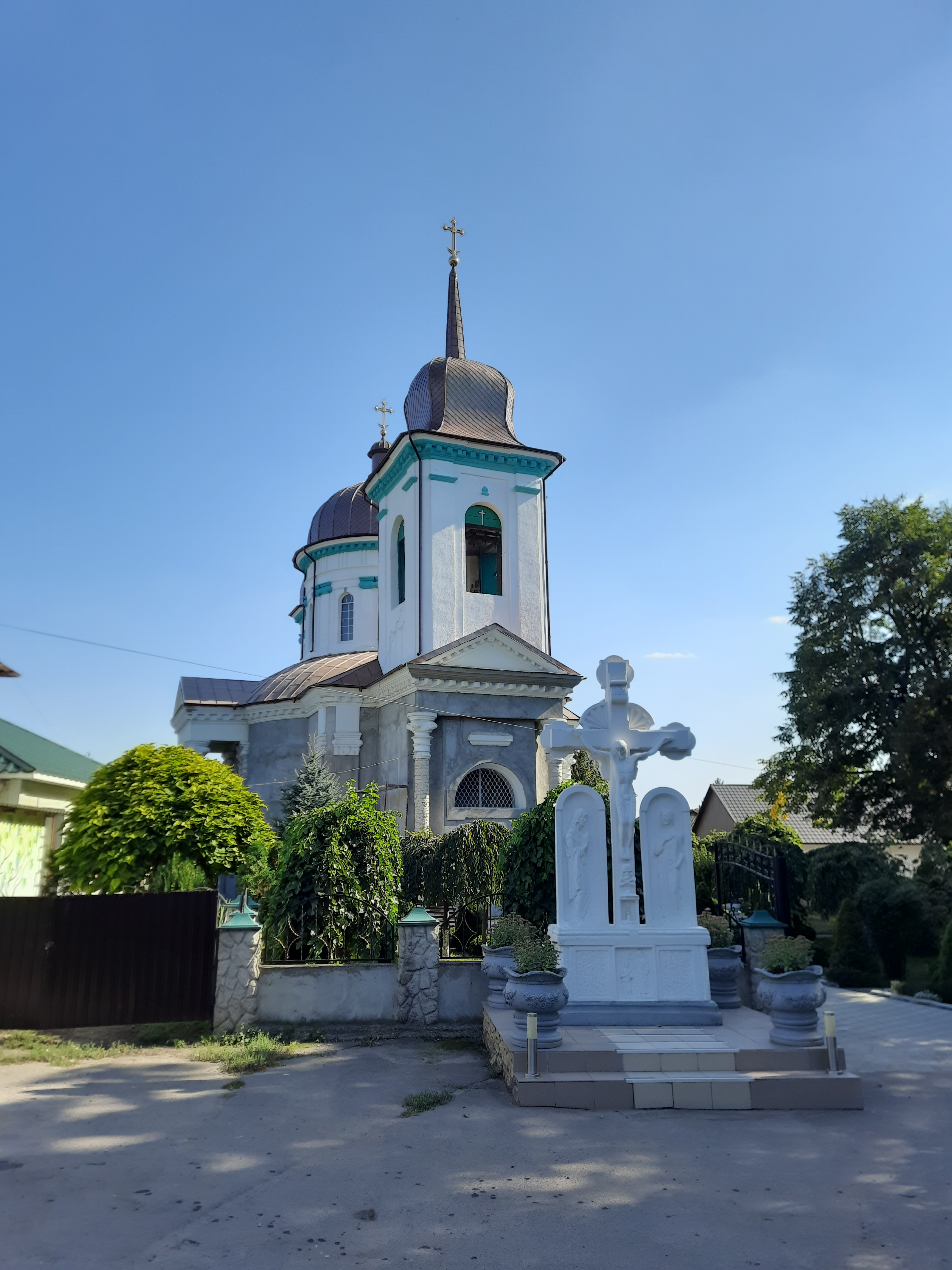
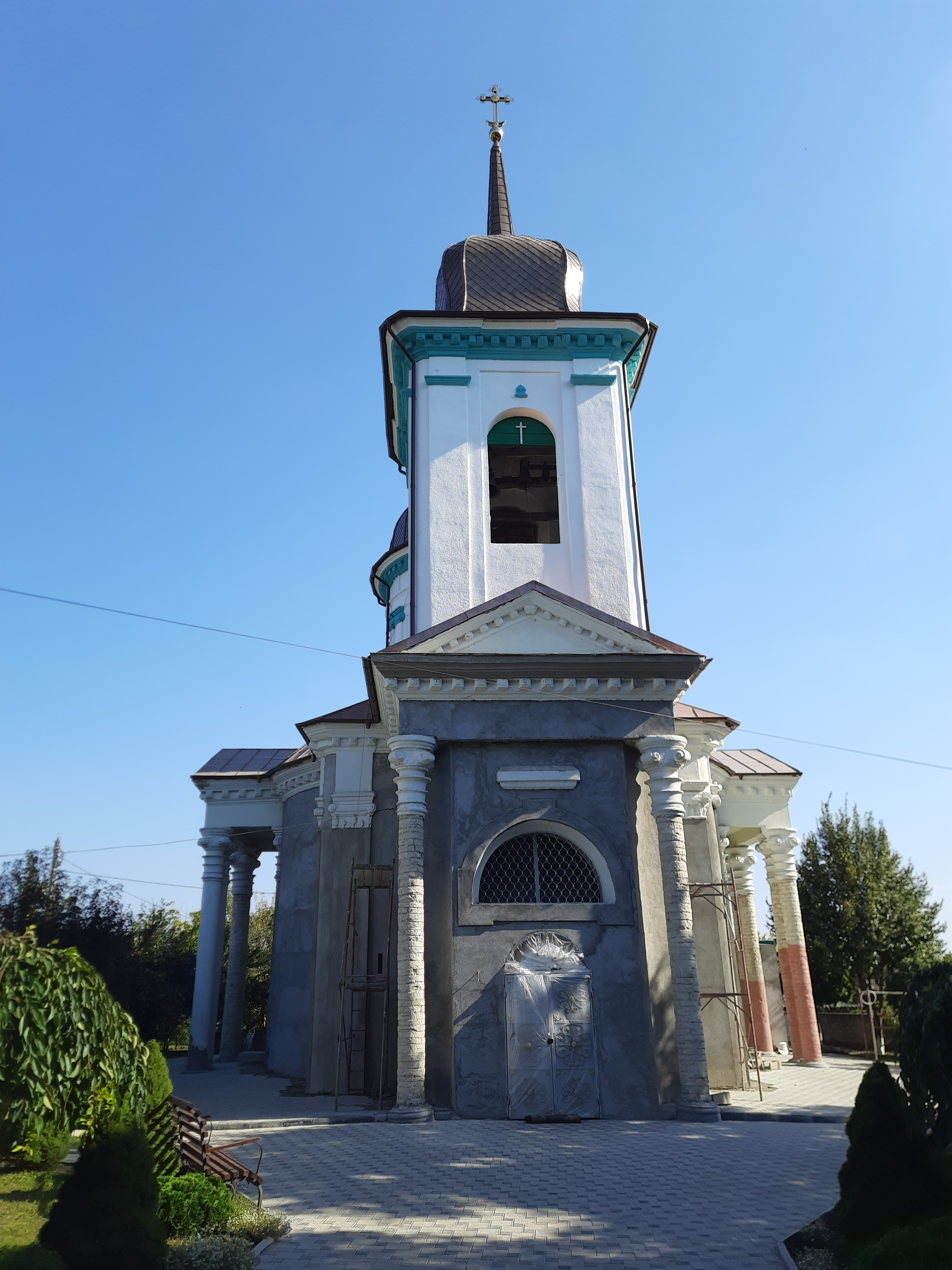
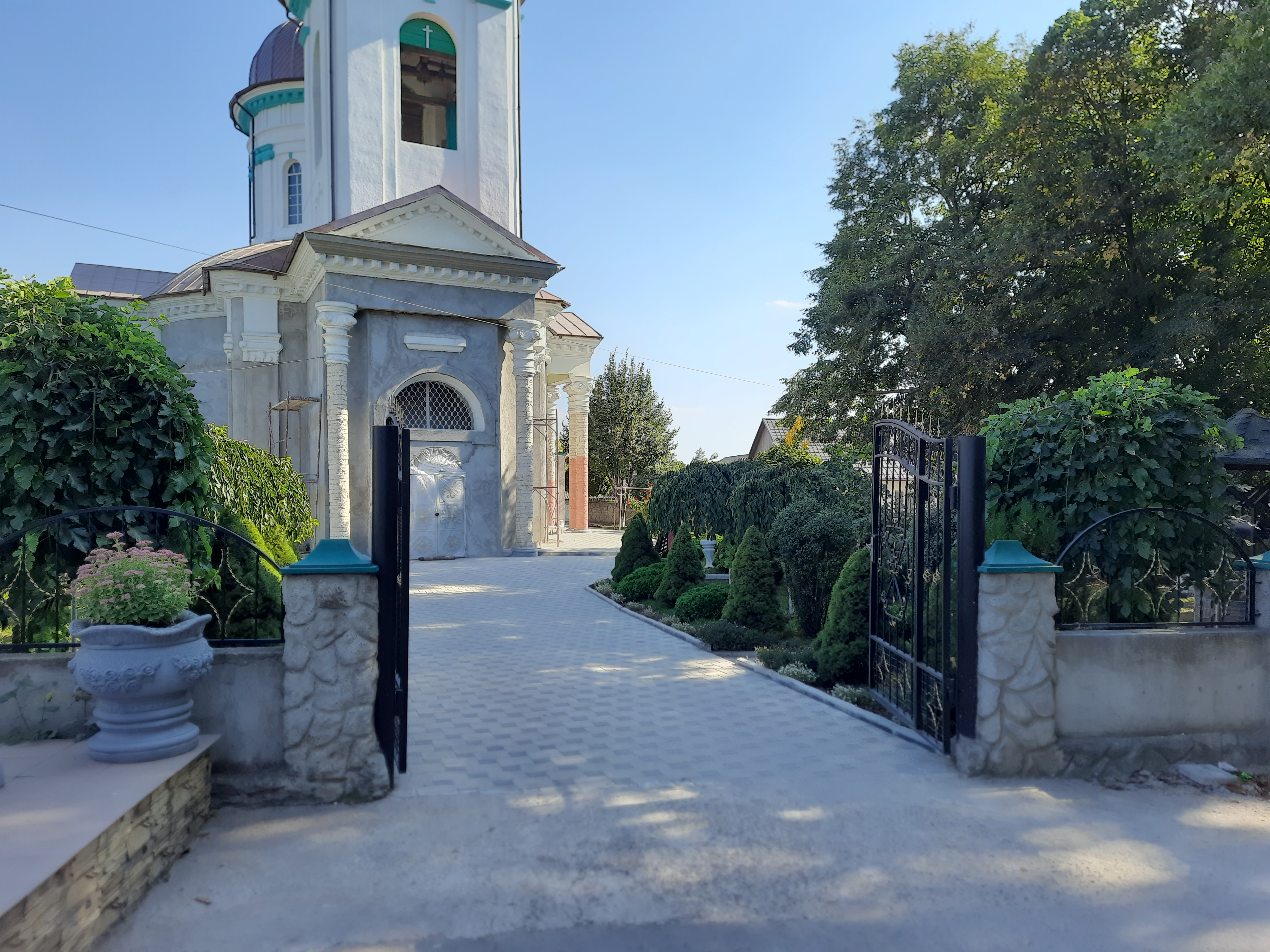
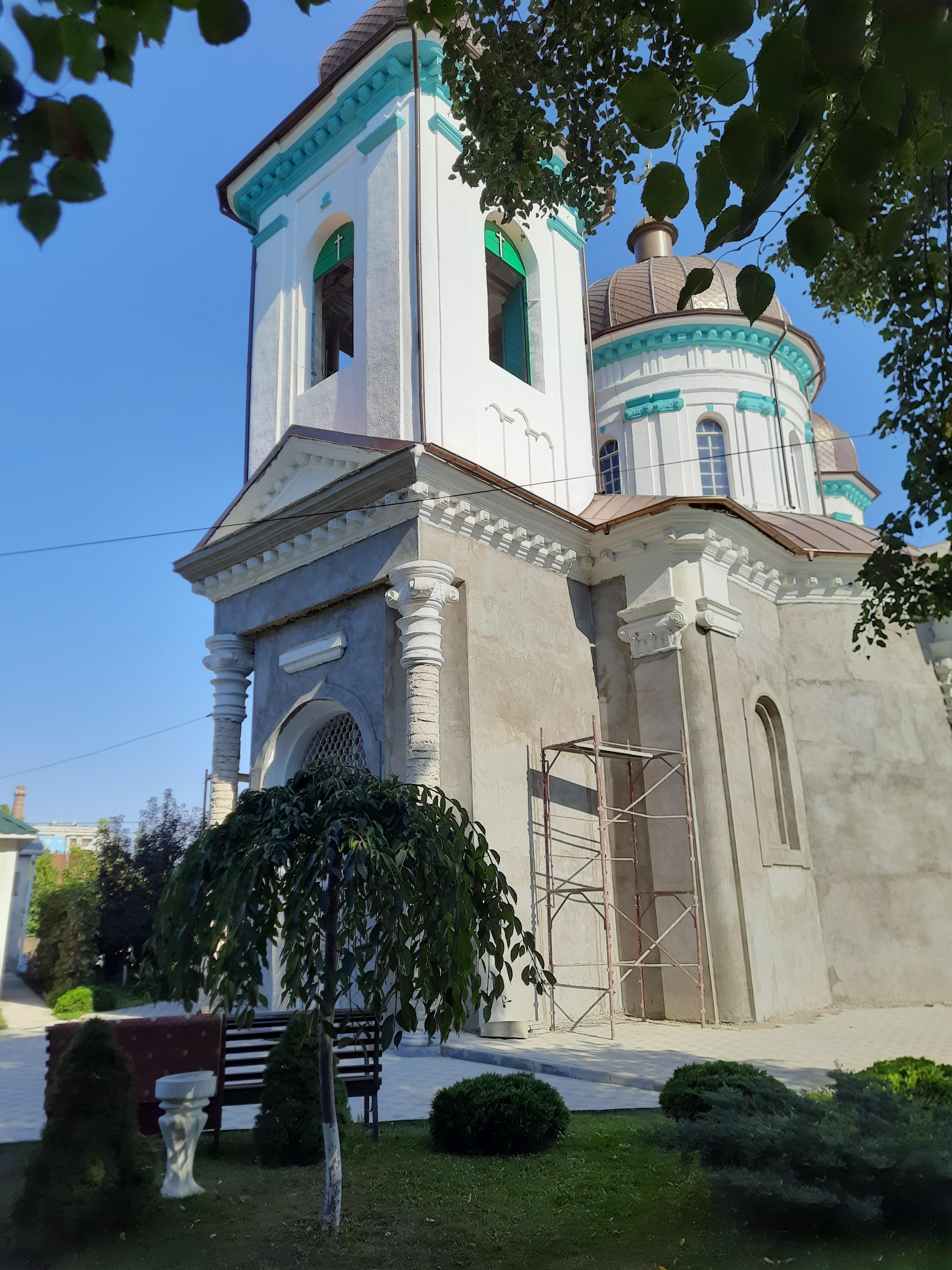
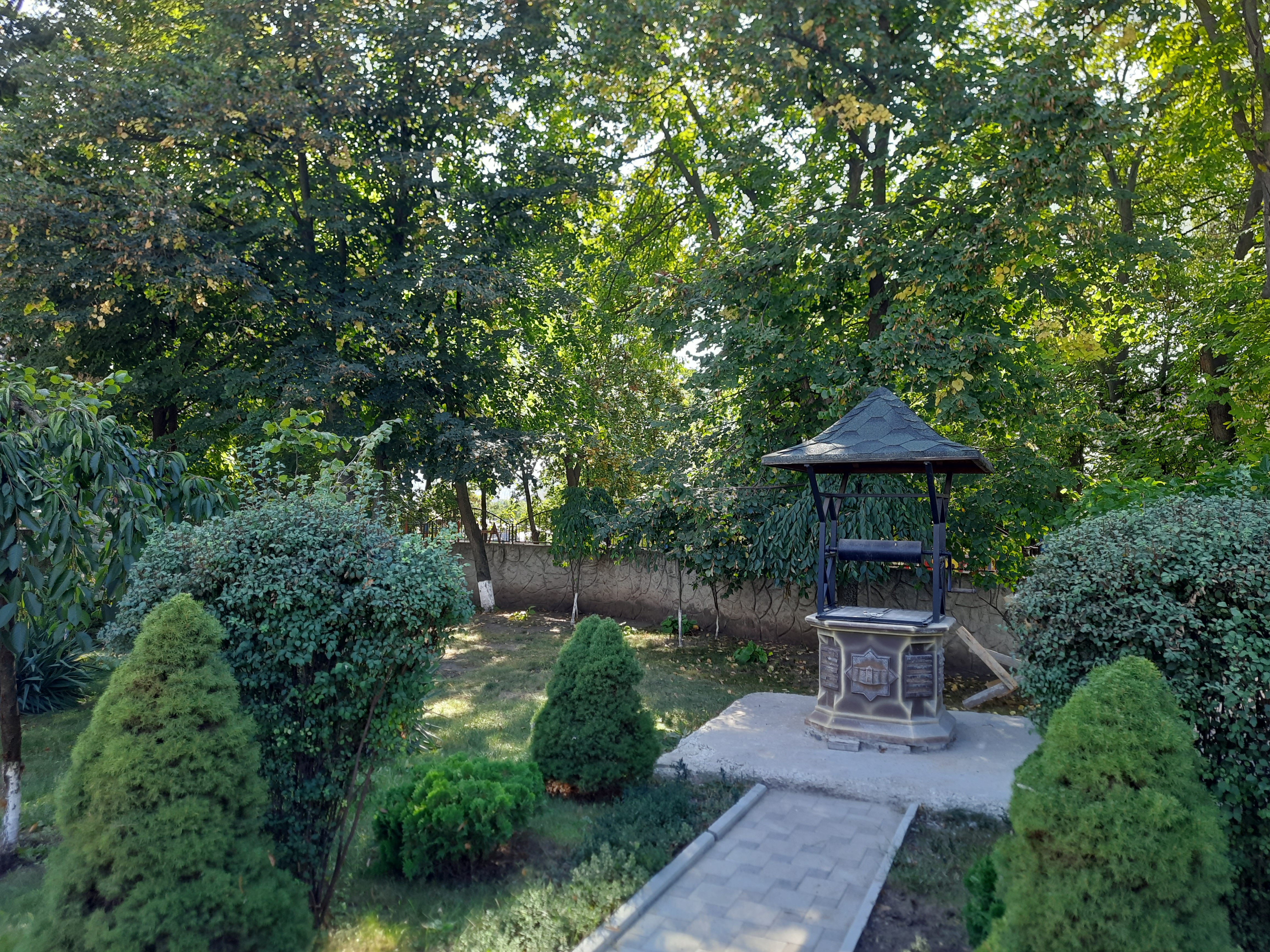

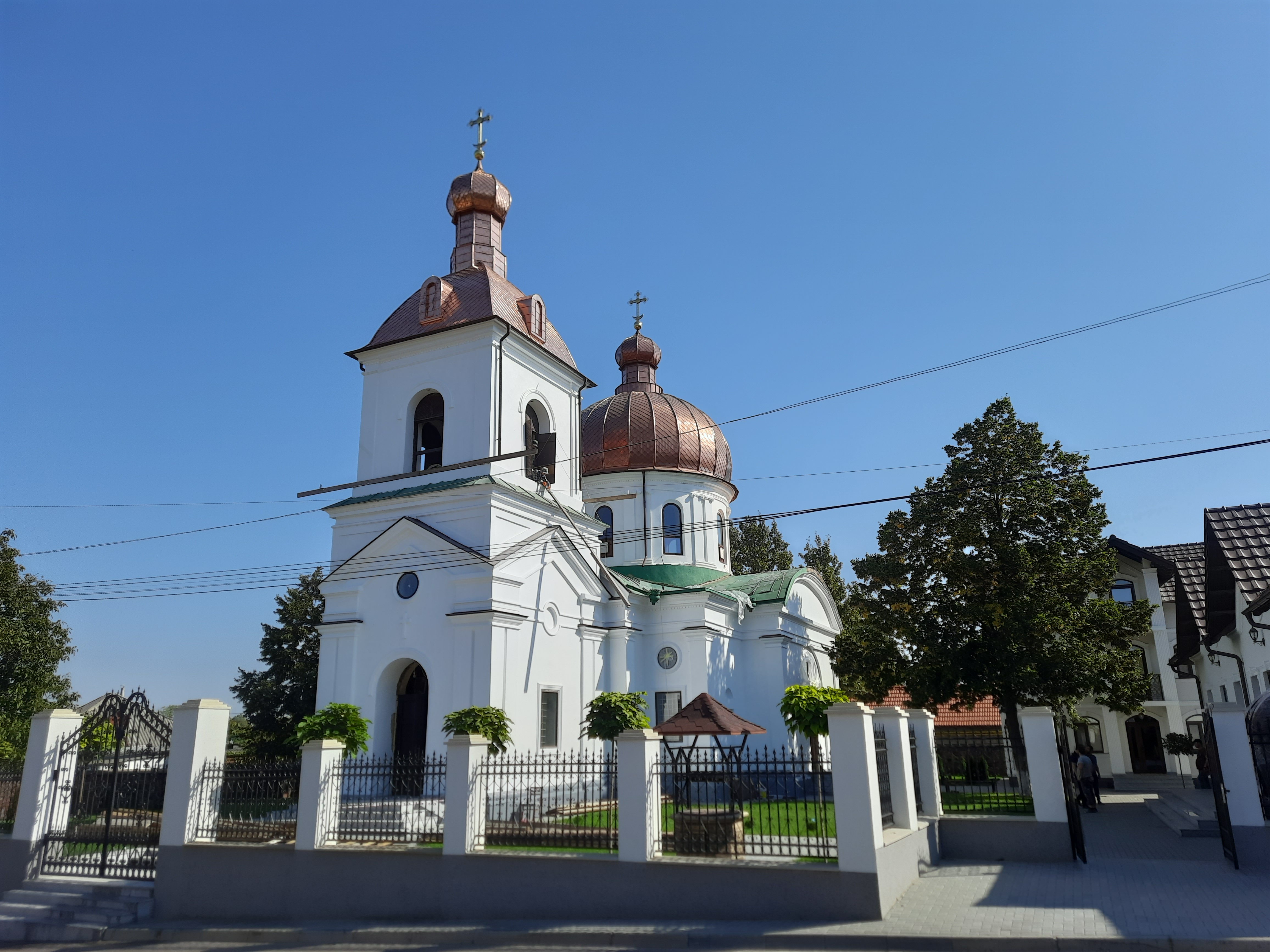
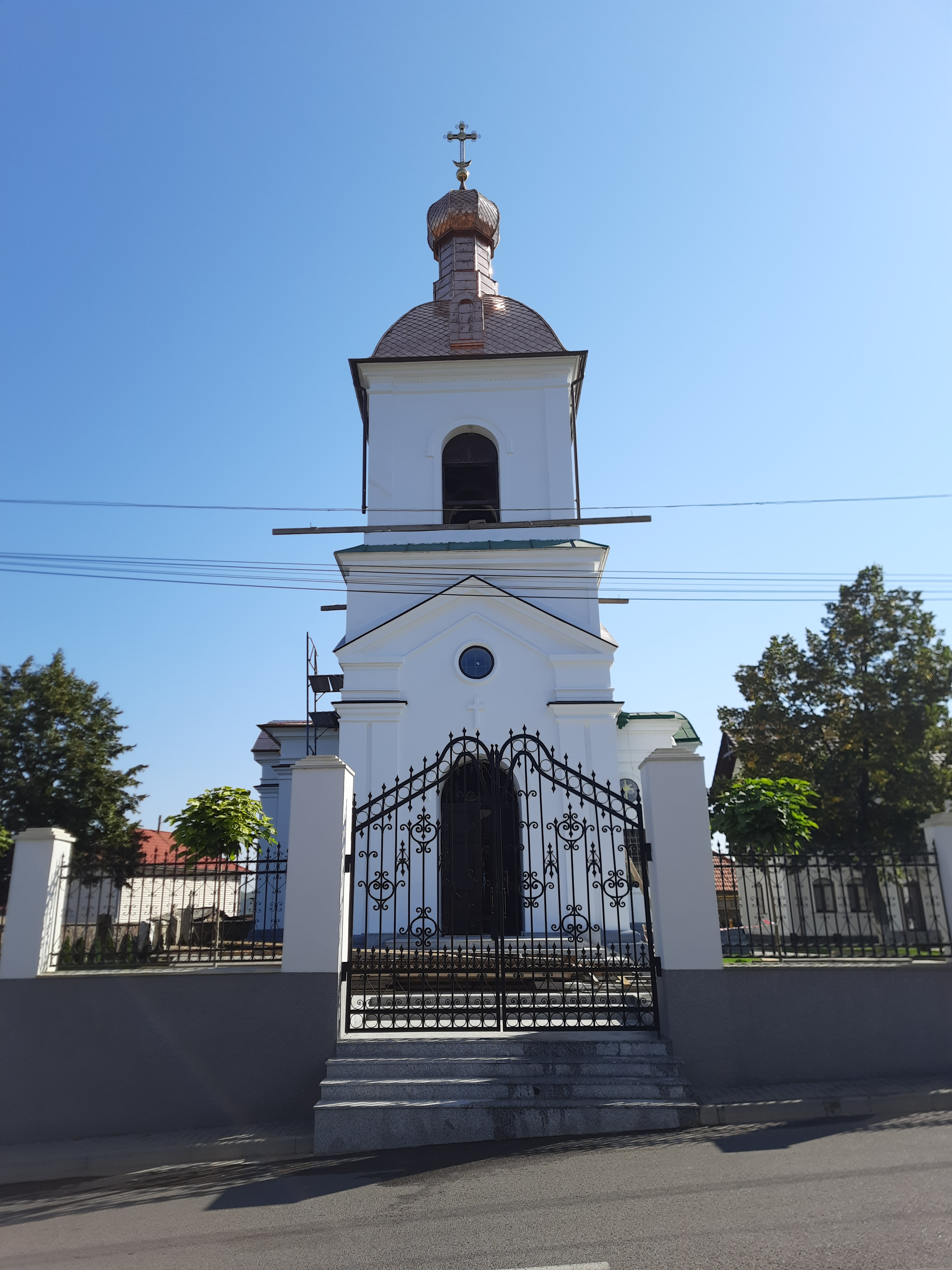
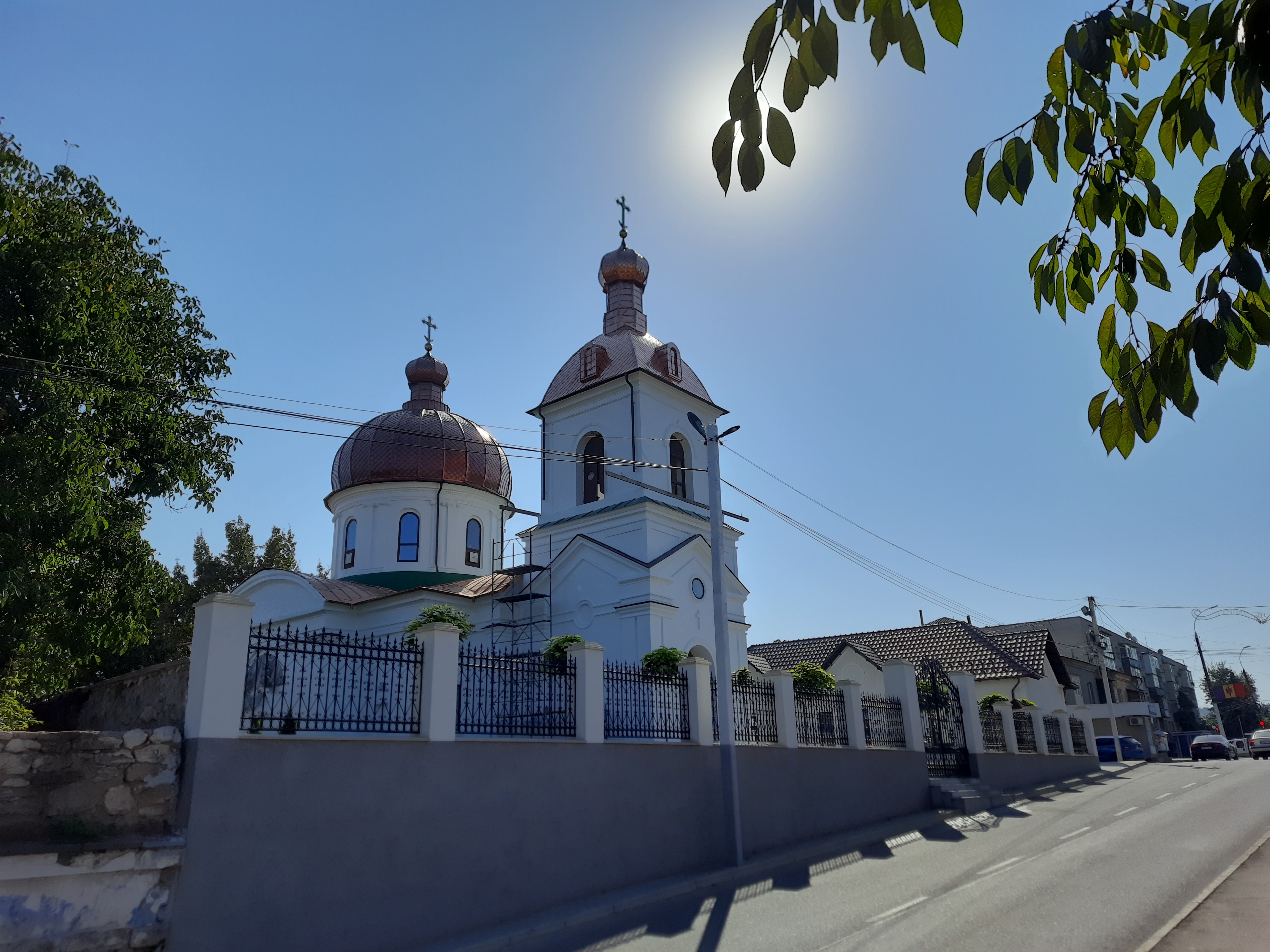
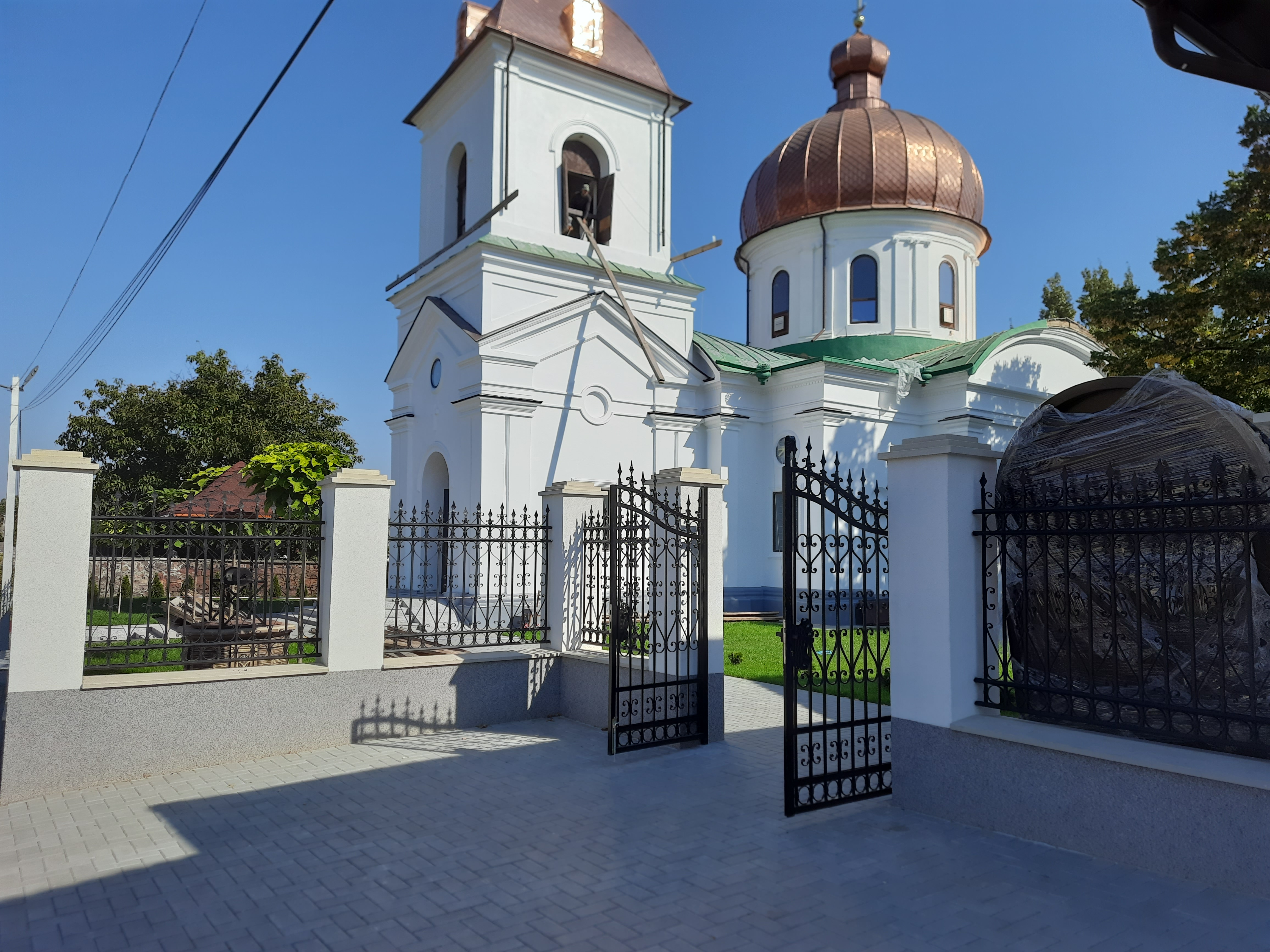
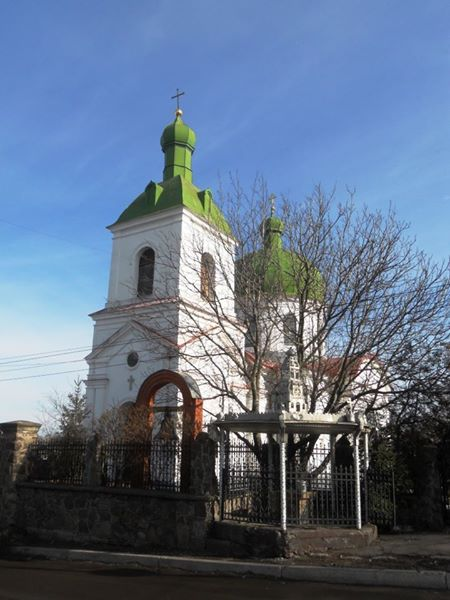
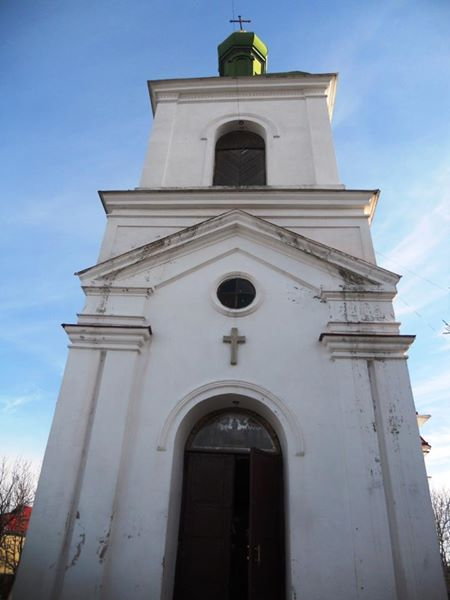

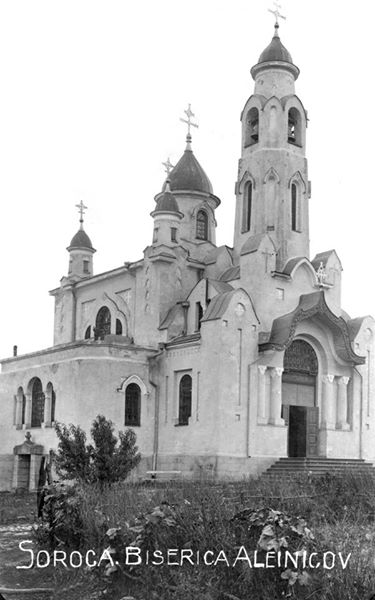
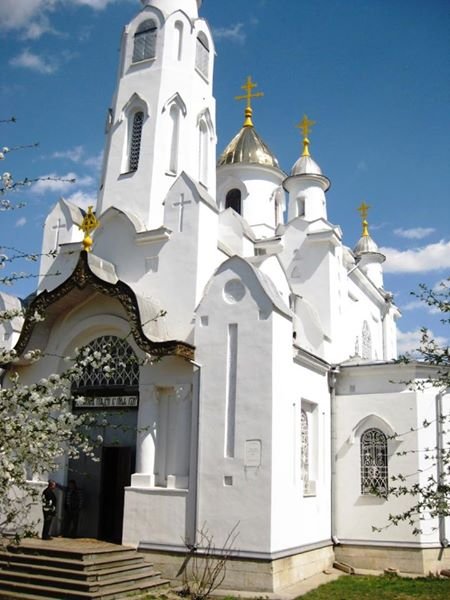
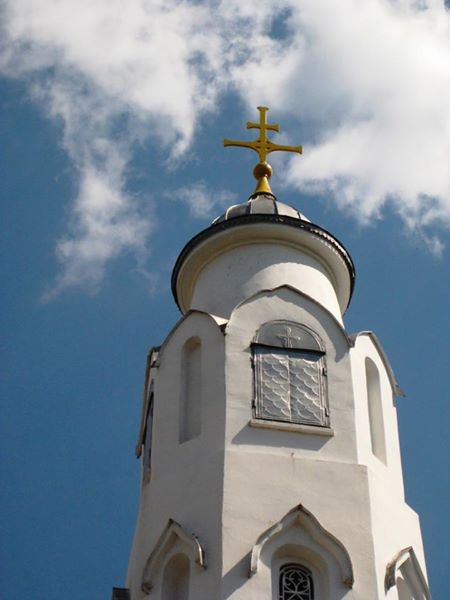
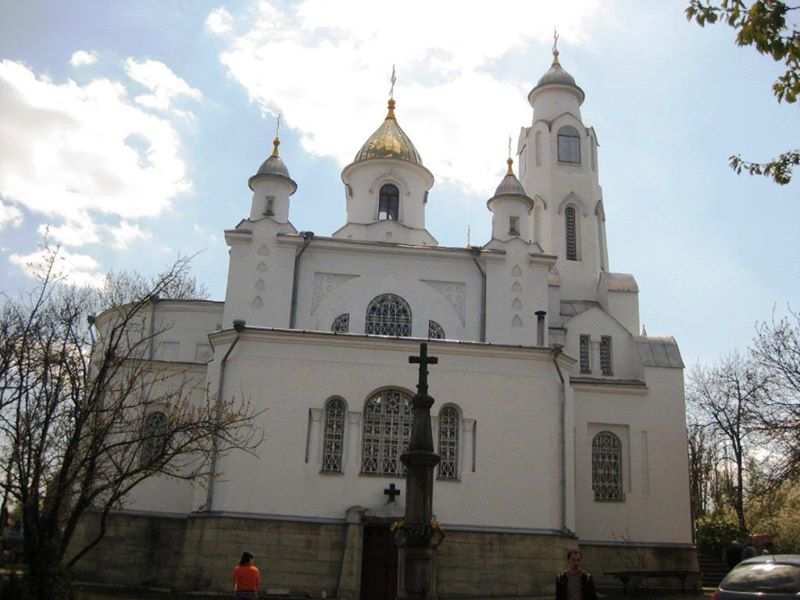
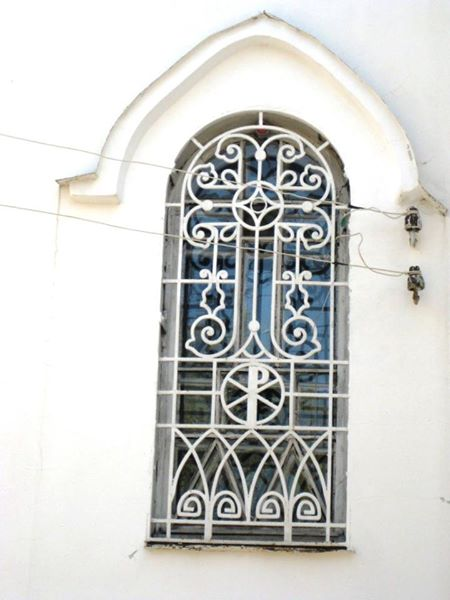
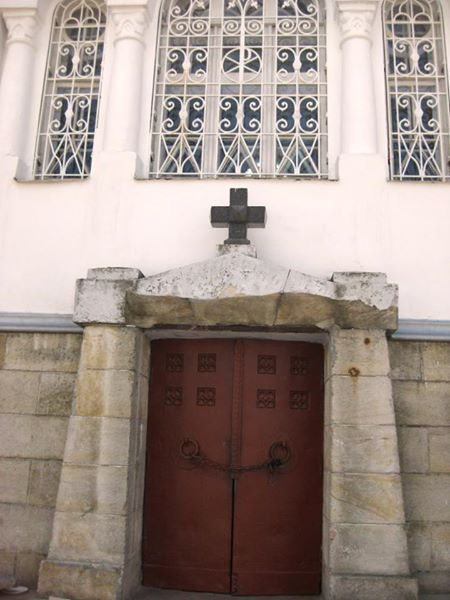

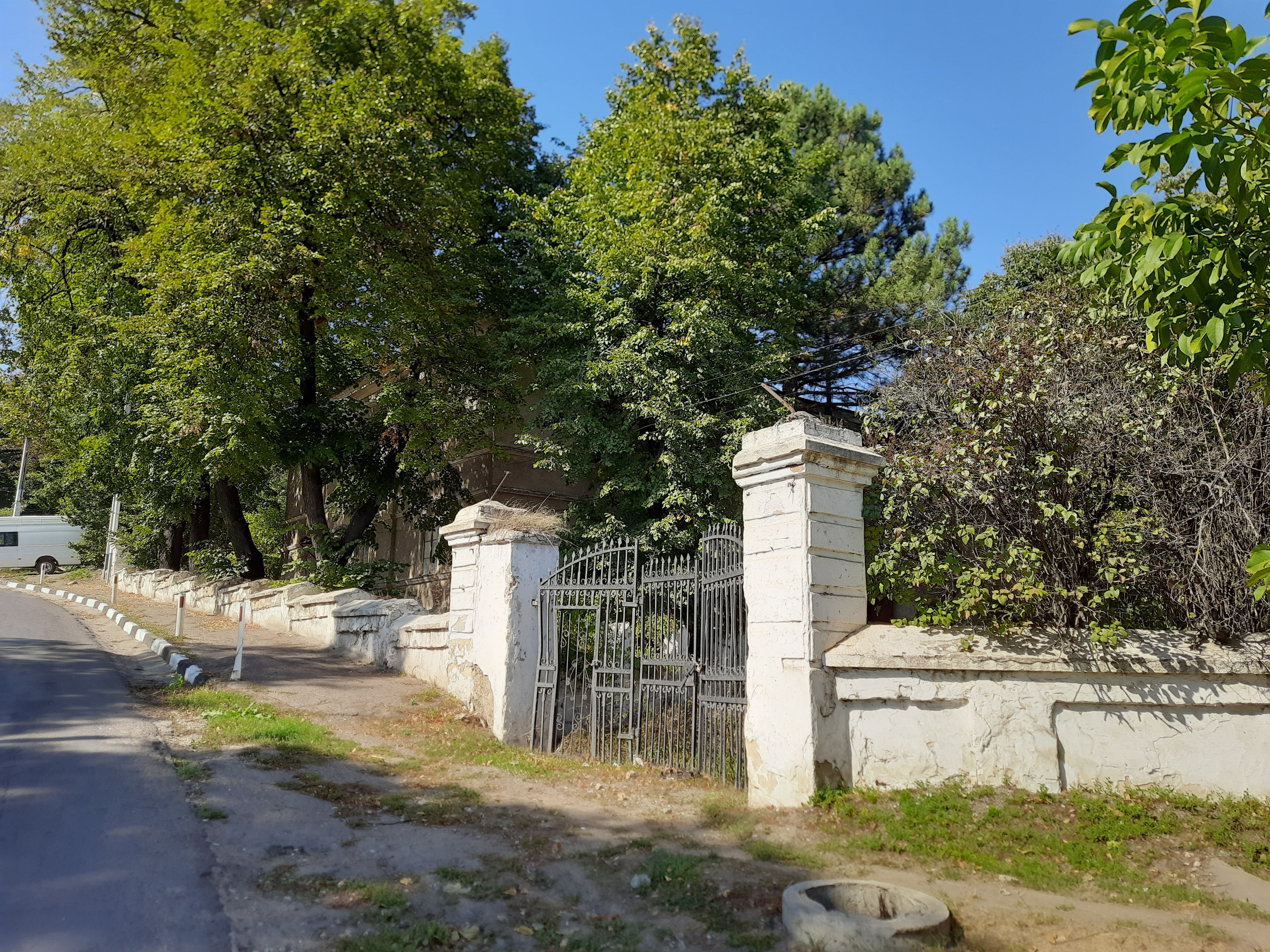
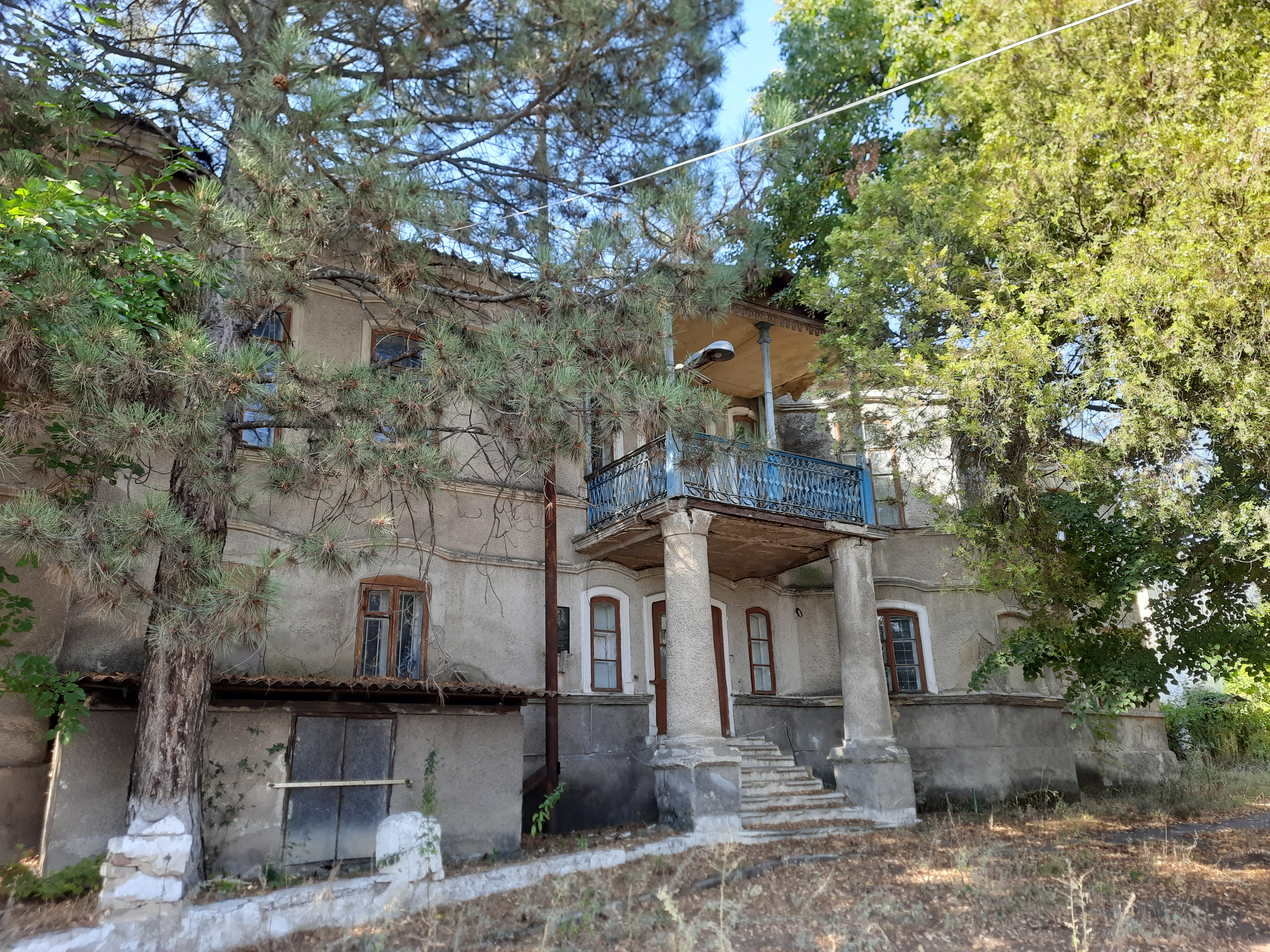
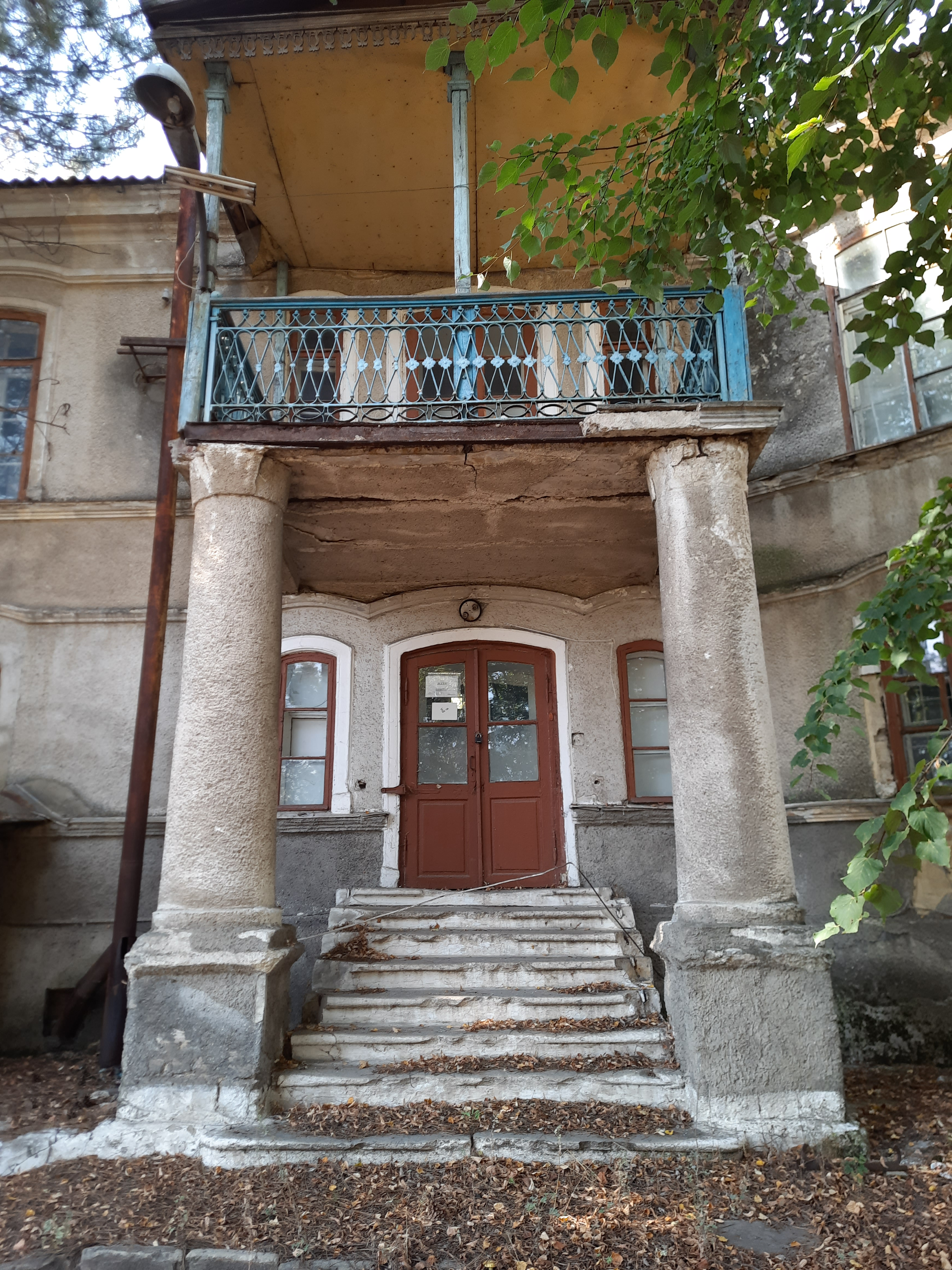
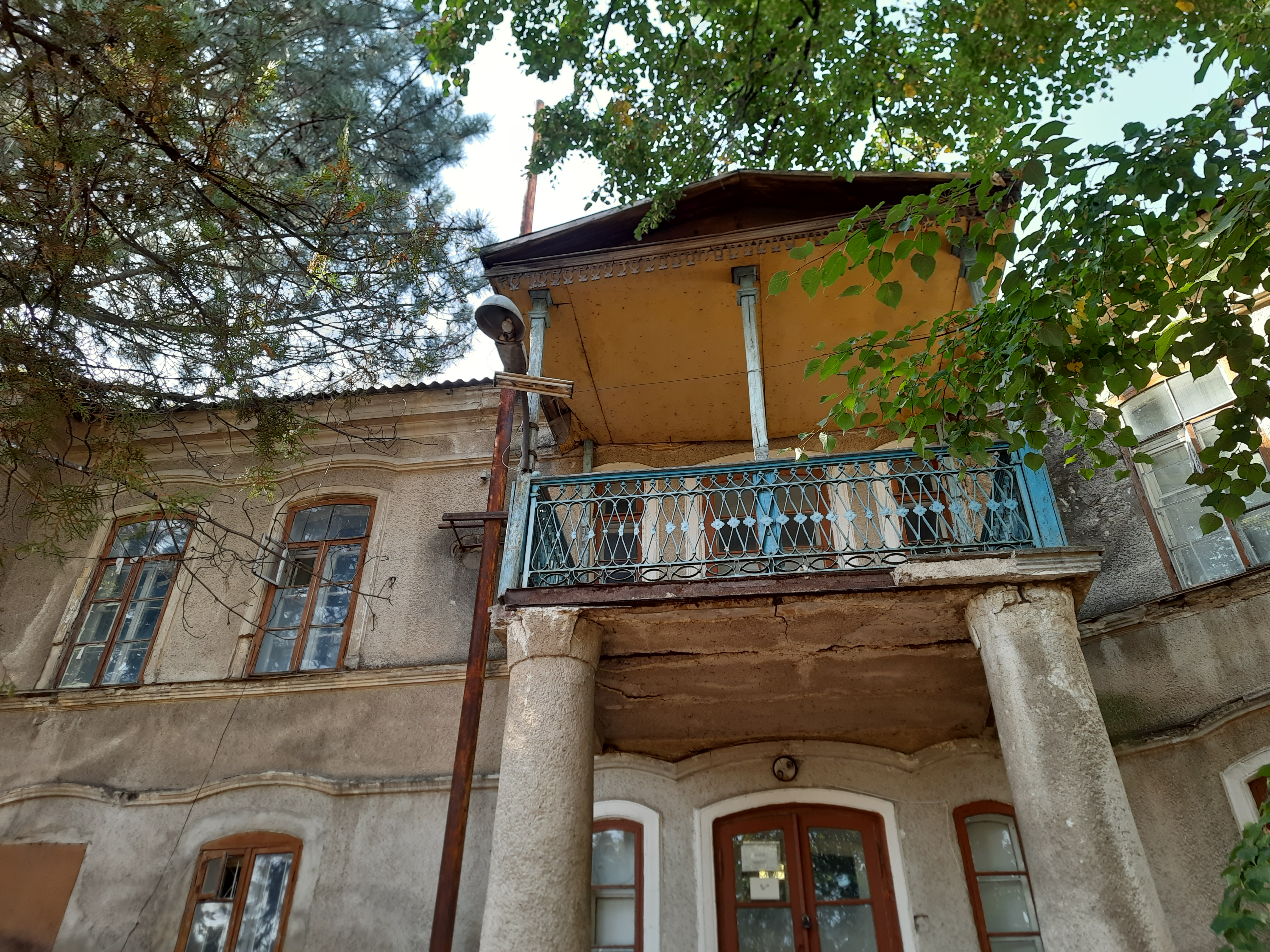
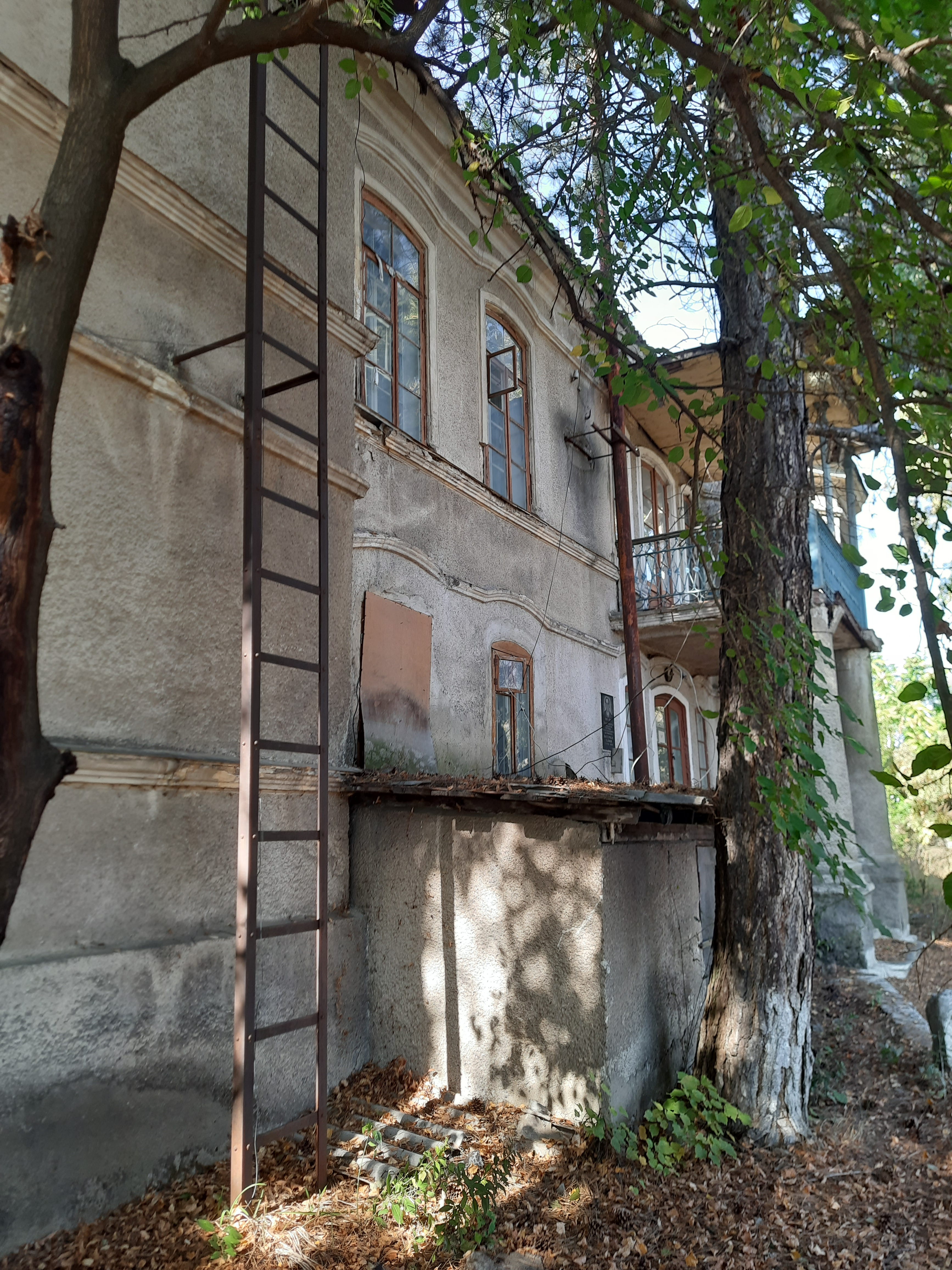
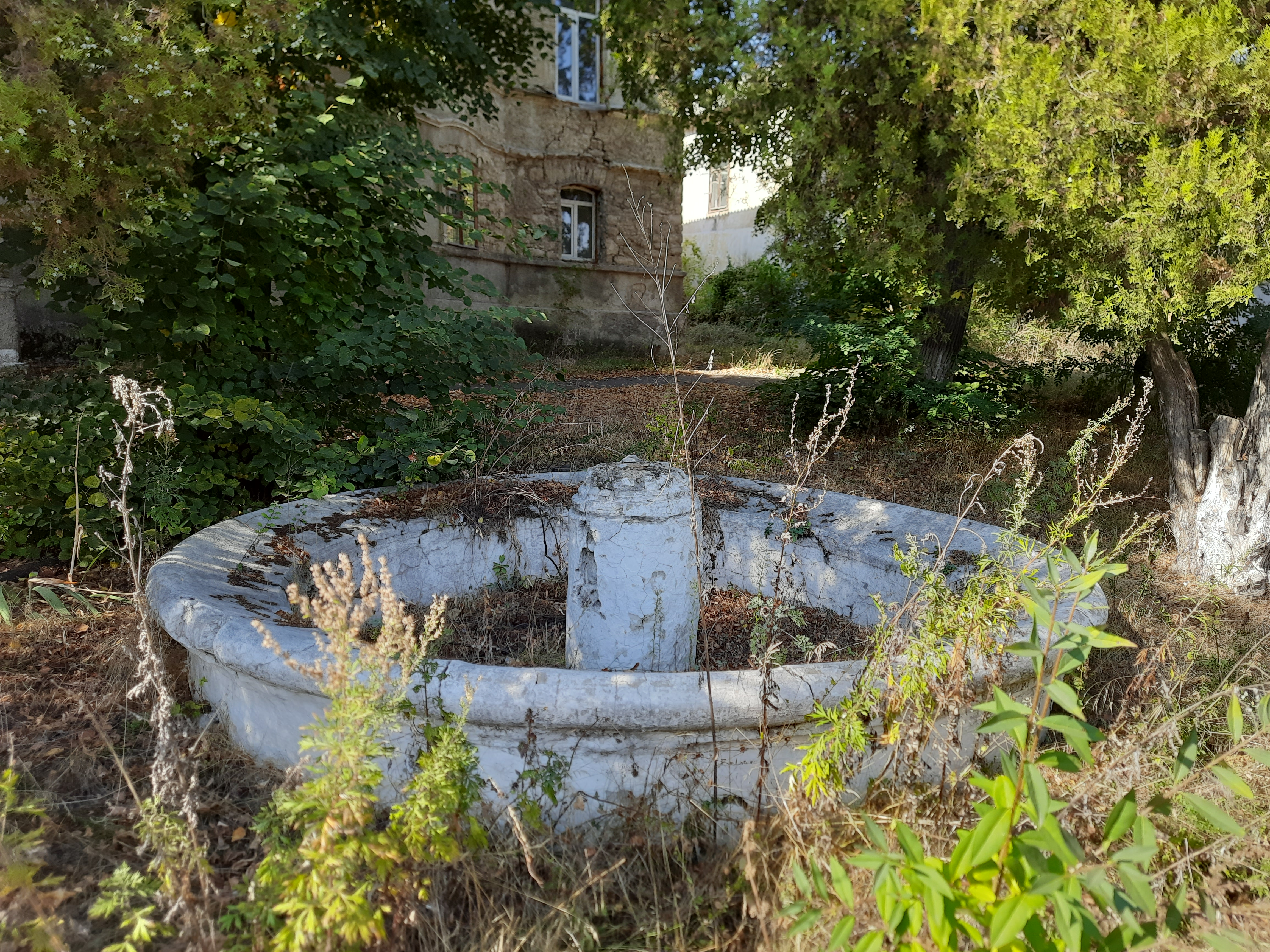

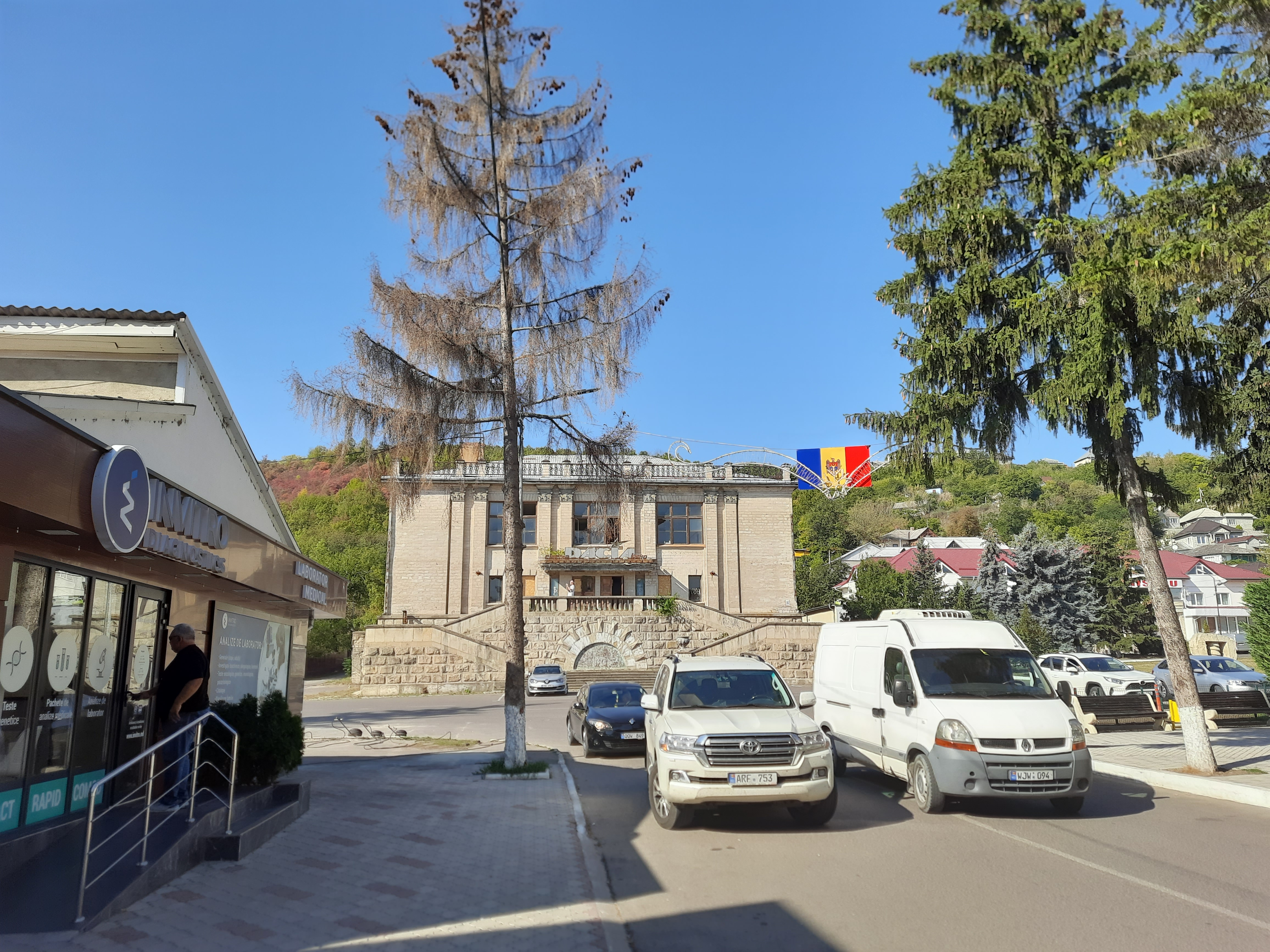
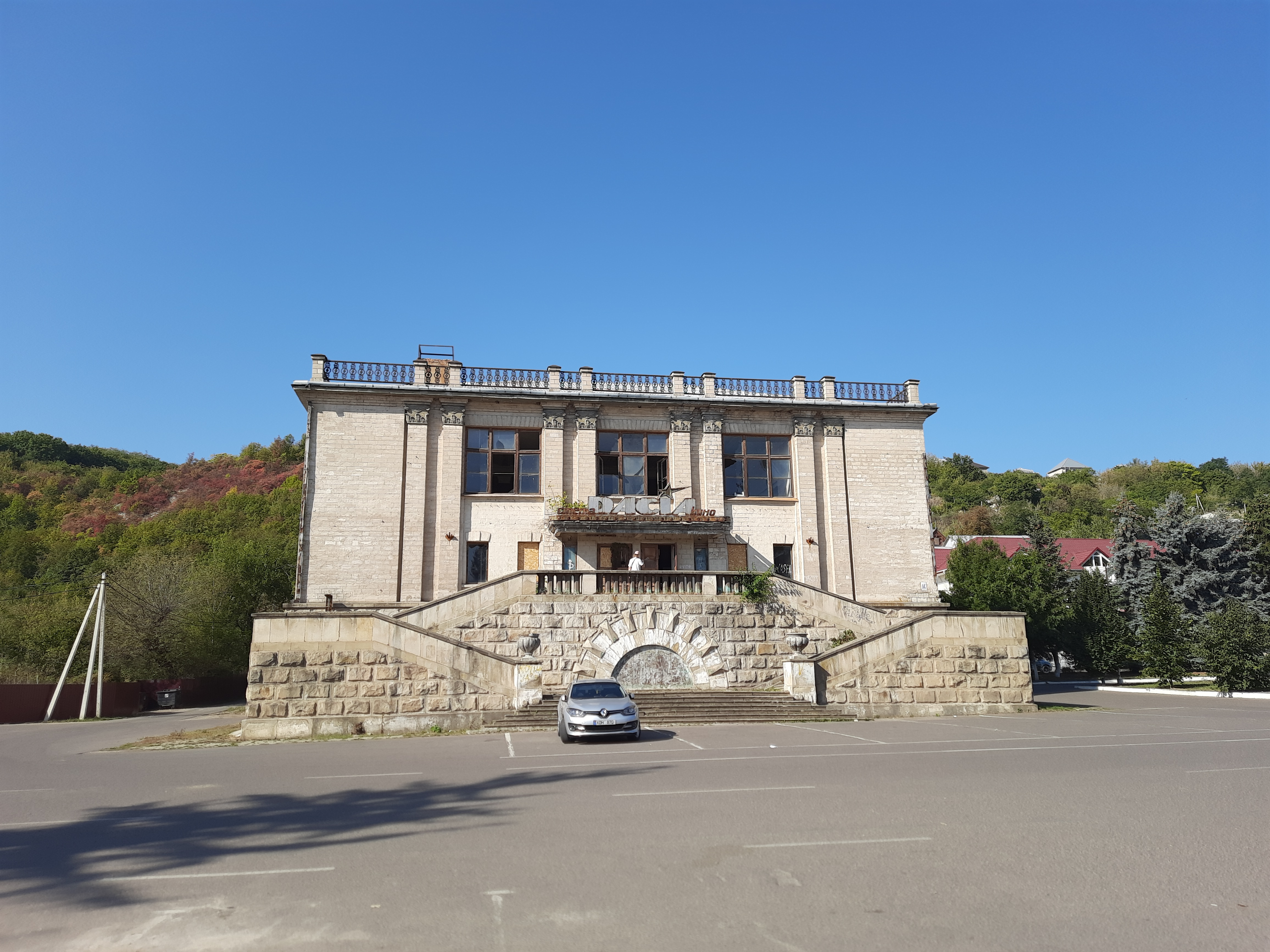
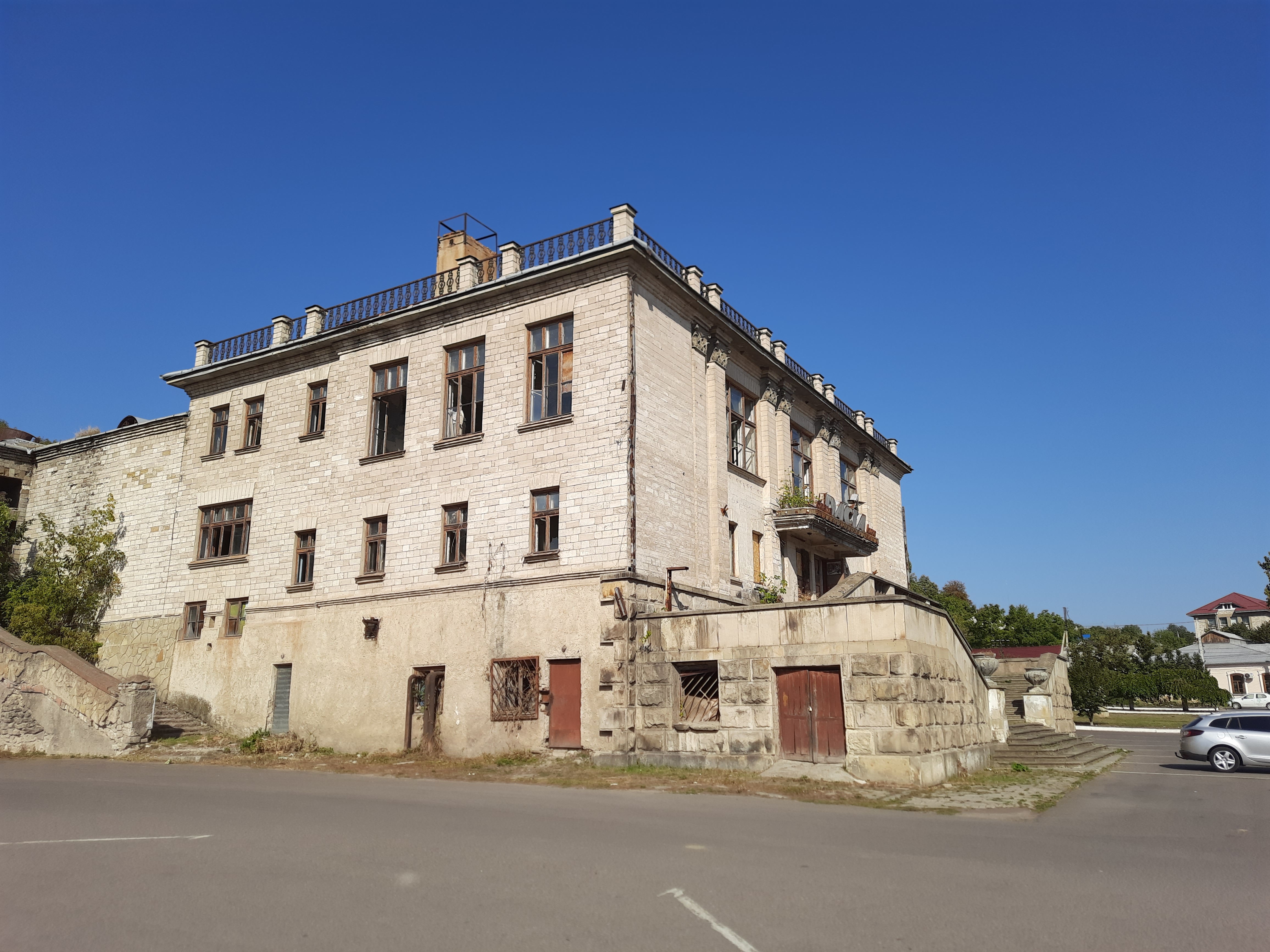
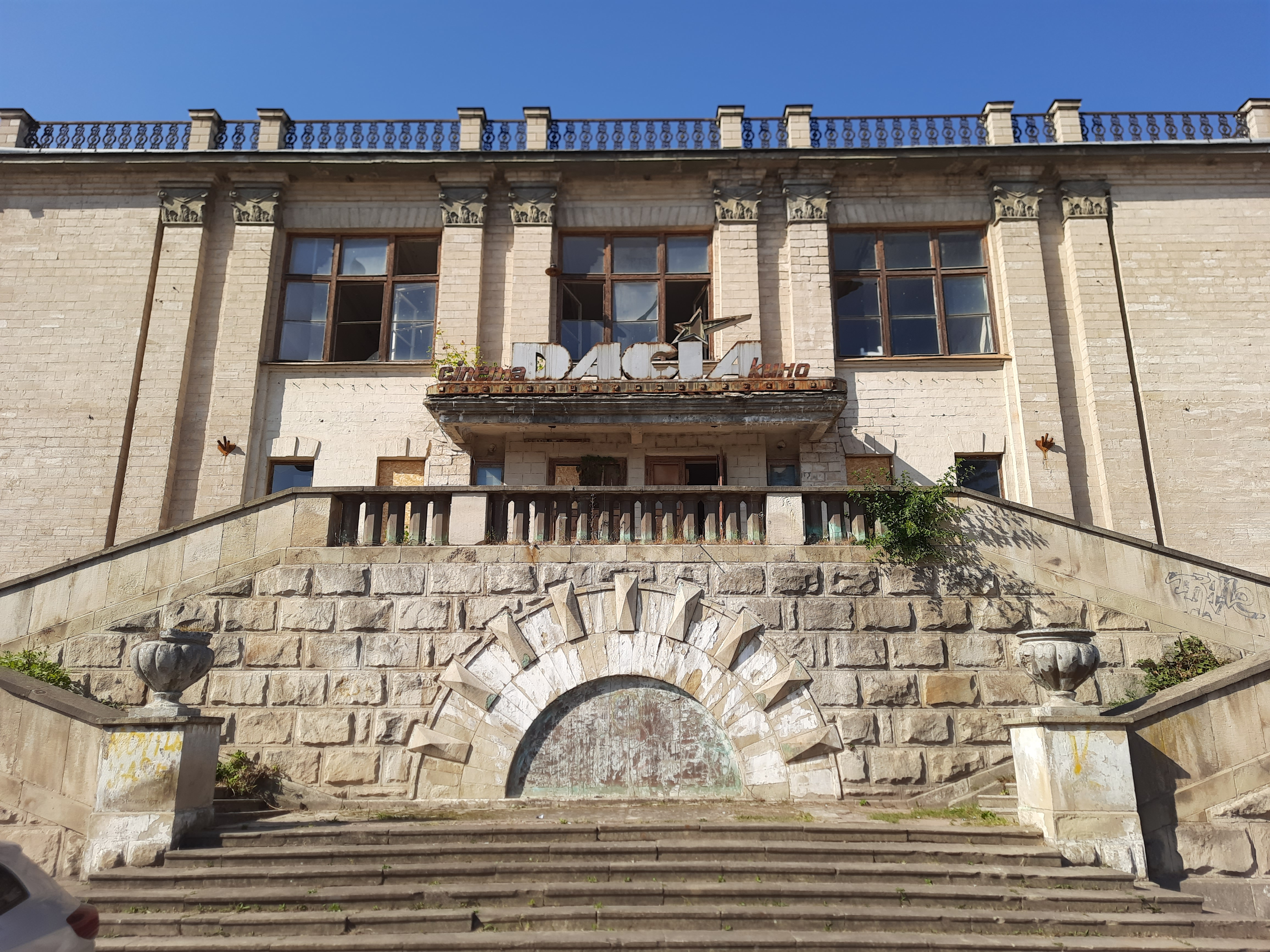
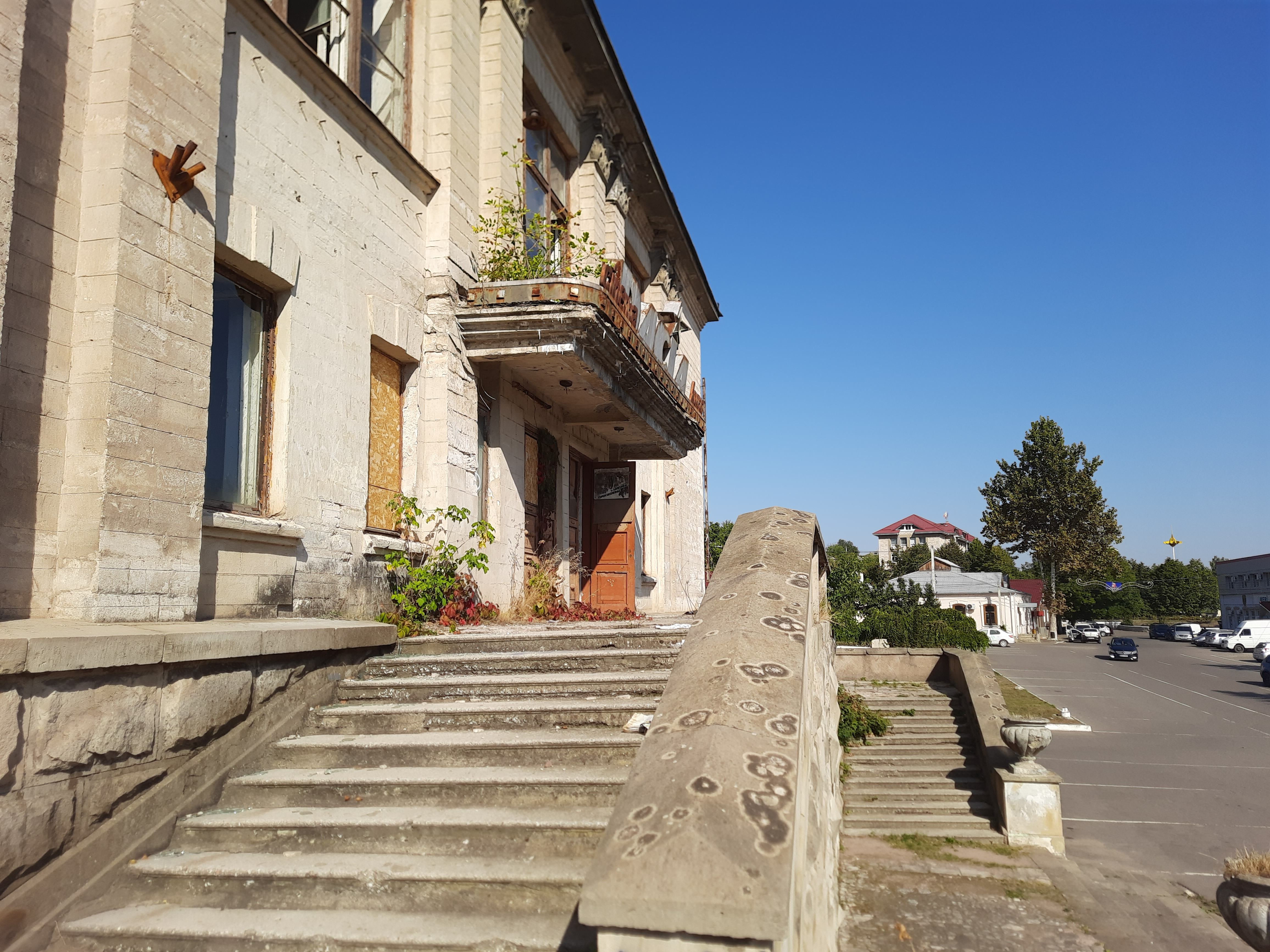
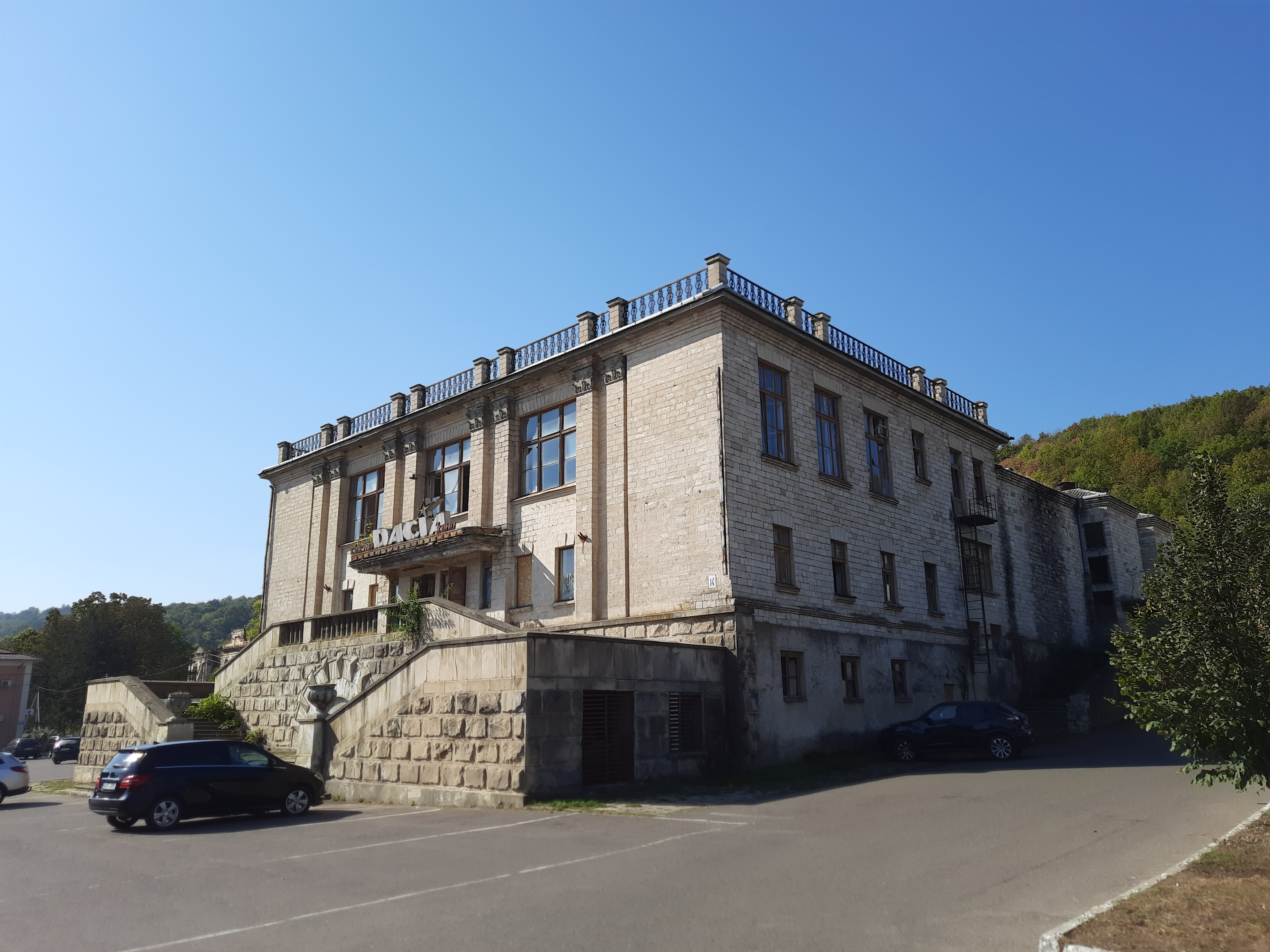

Cetatea Soroca

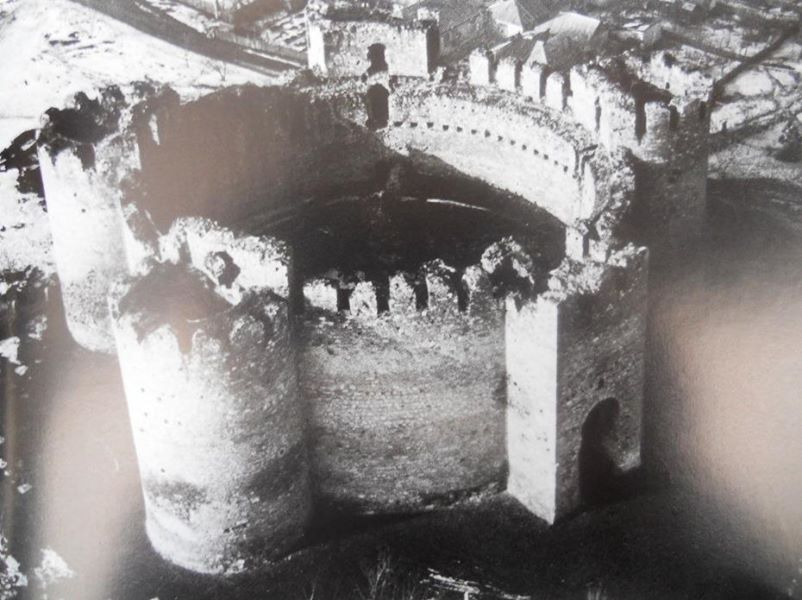
Imagine de epocă.
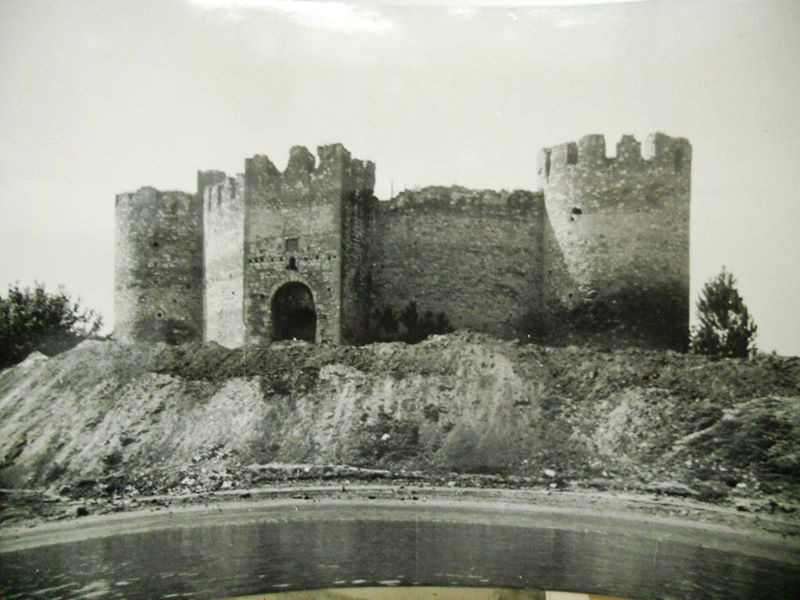
Anul 1970.
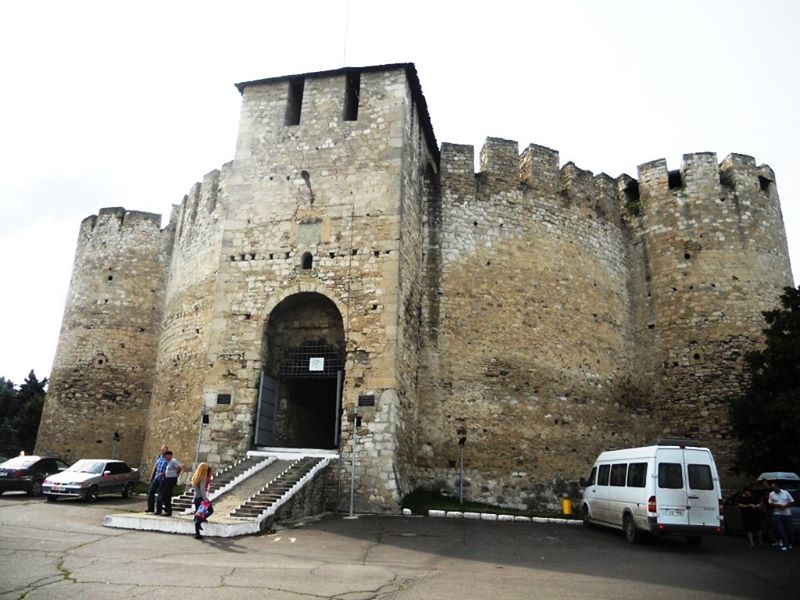
Aspect până la renovare.
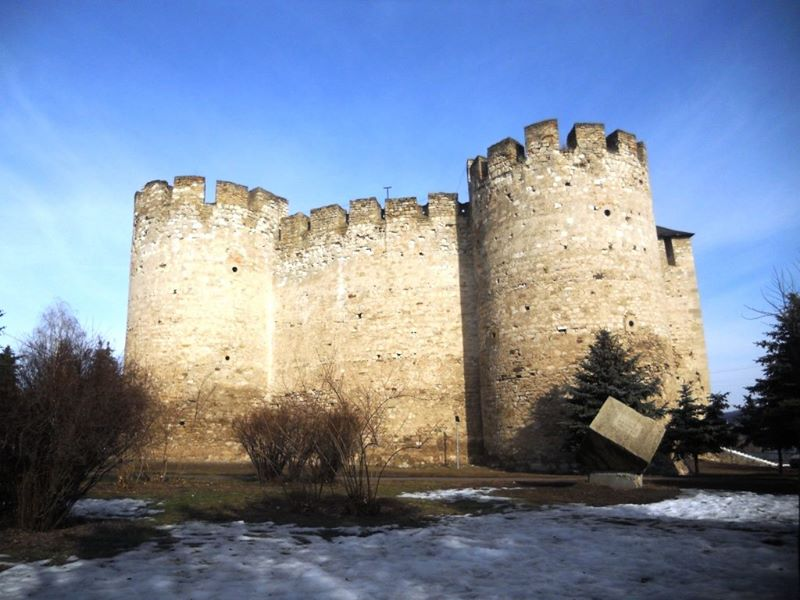
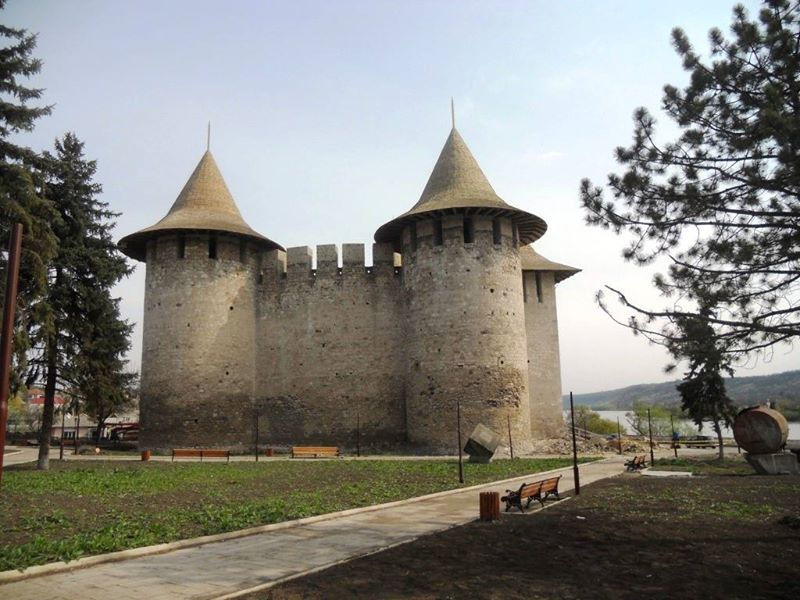
Prezent.
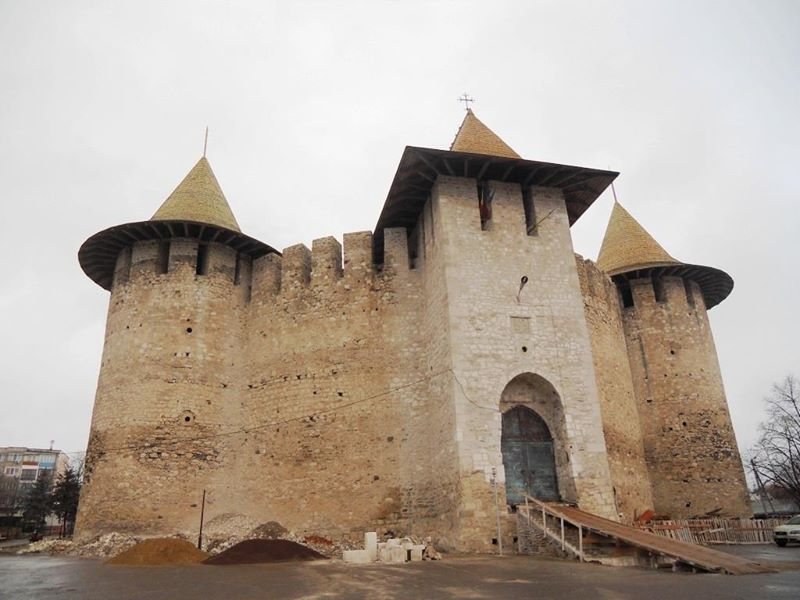
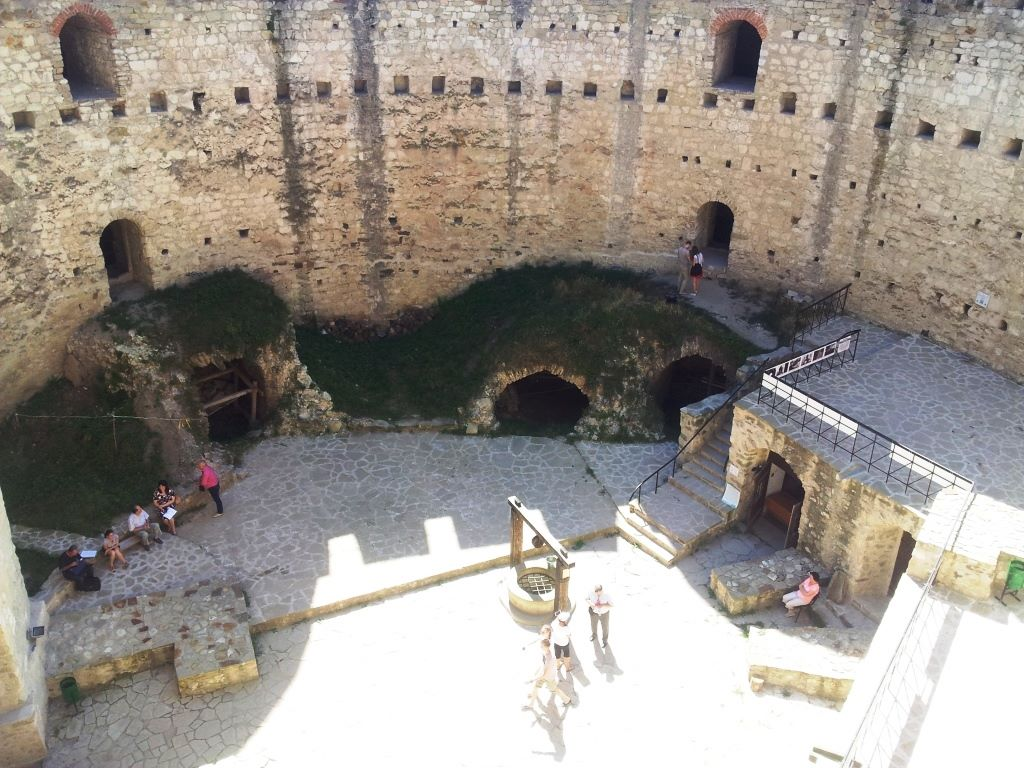
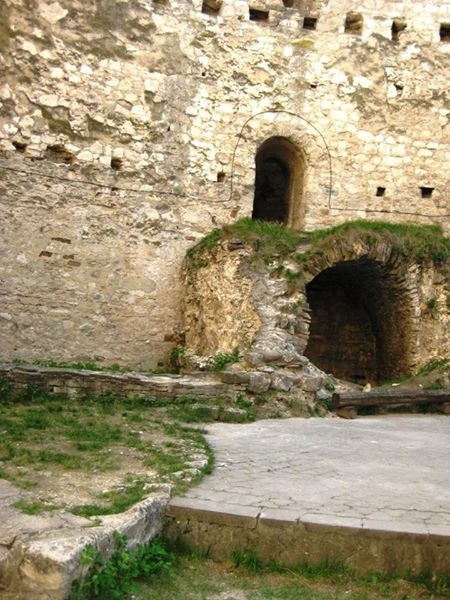
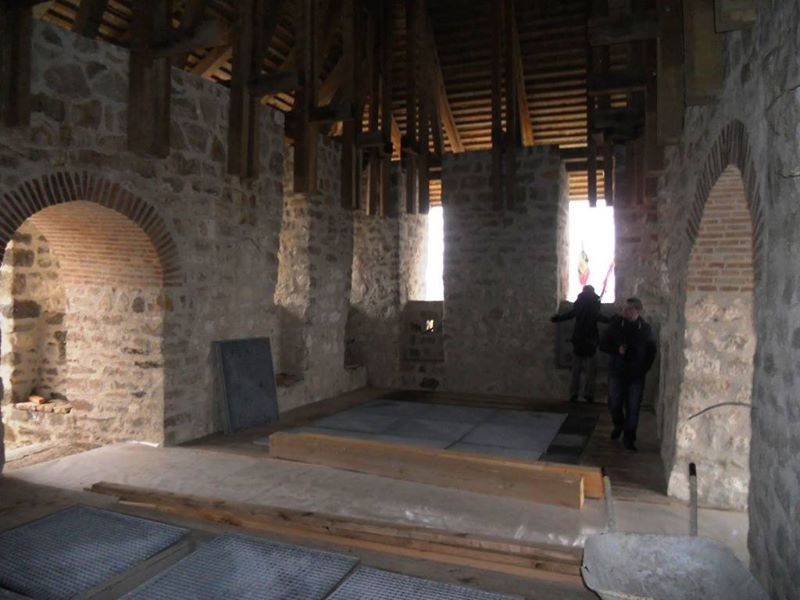
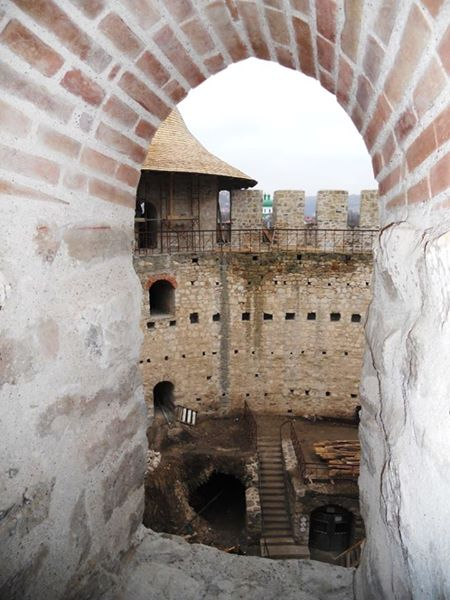

Biserica „Sf. Dumitru” (1814-27), monument ocrotit de stat.
Catedrala „Adormirea Maicii Domnului” (1840-42), monument ocrotit de stat.
Biserica „Sf. Stratulat” (1914-16), monument ocrotit de stat.
Vila lui Alexandr Aleinicov, monument ocrotit de stat.
Cinematograful sovietic „Dacia”.
Lumânarea recunoștinței

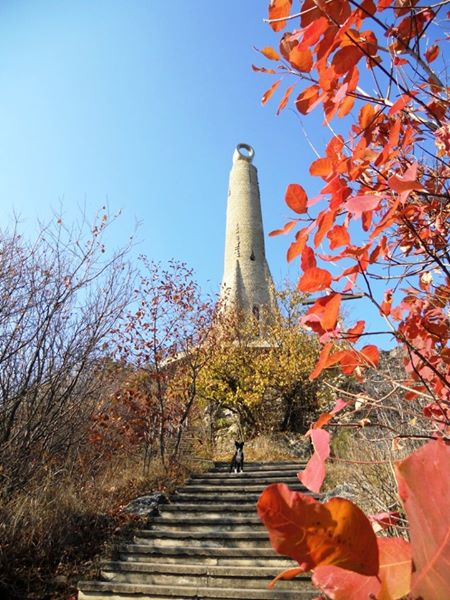
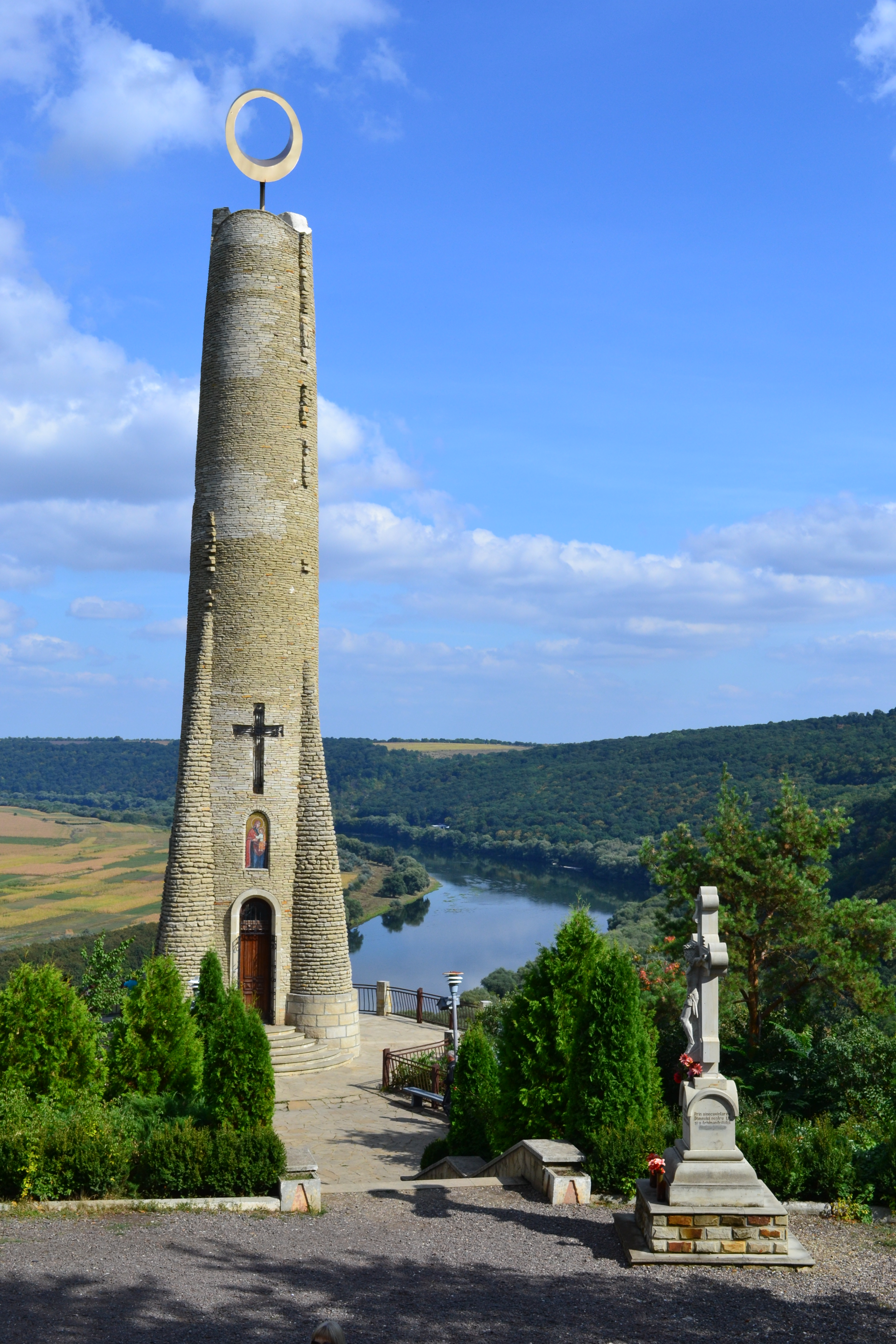
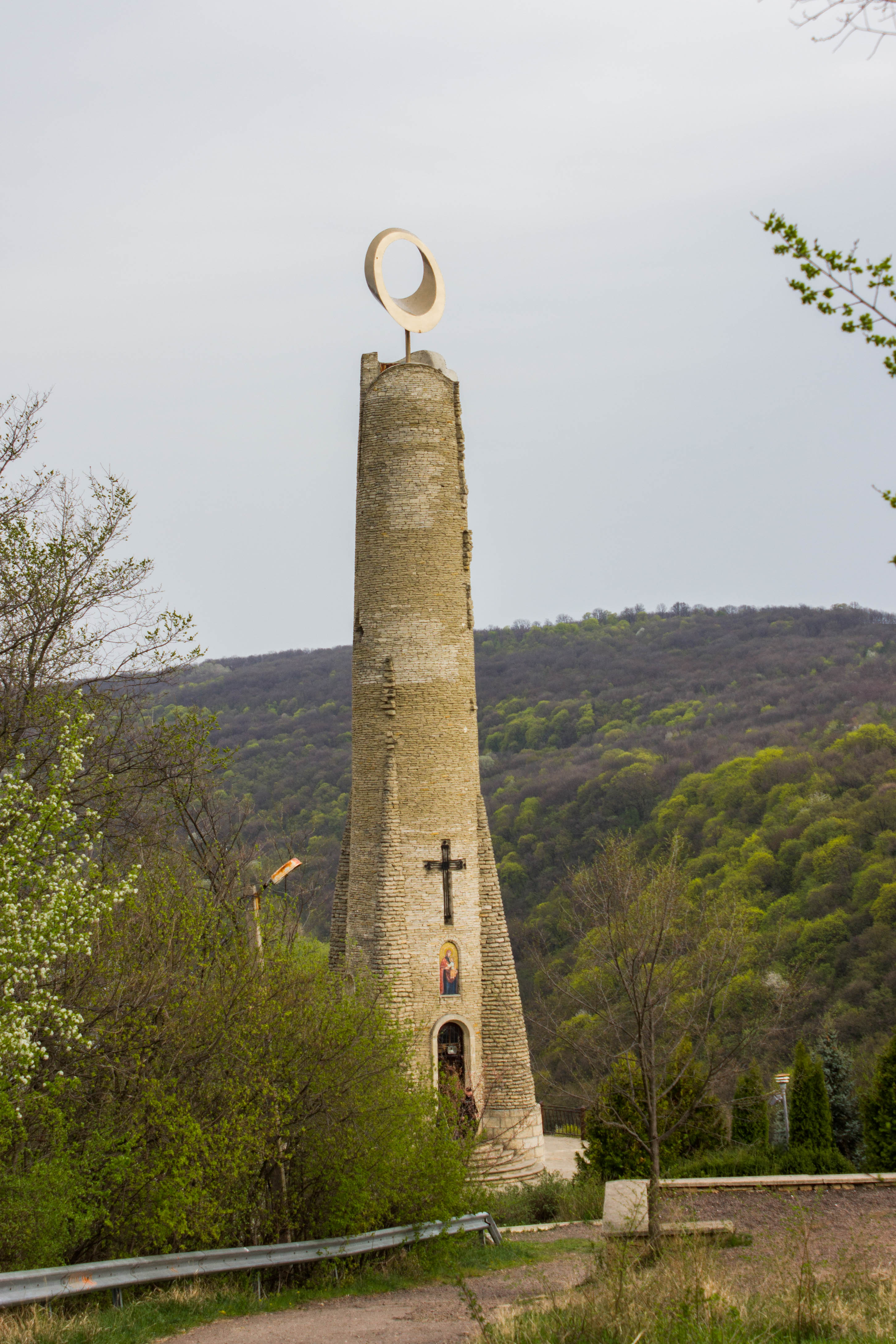
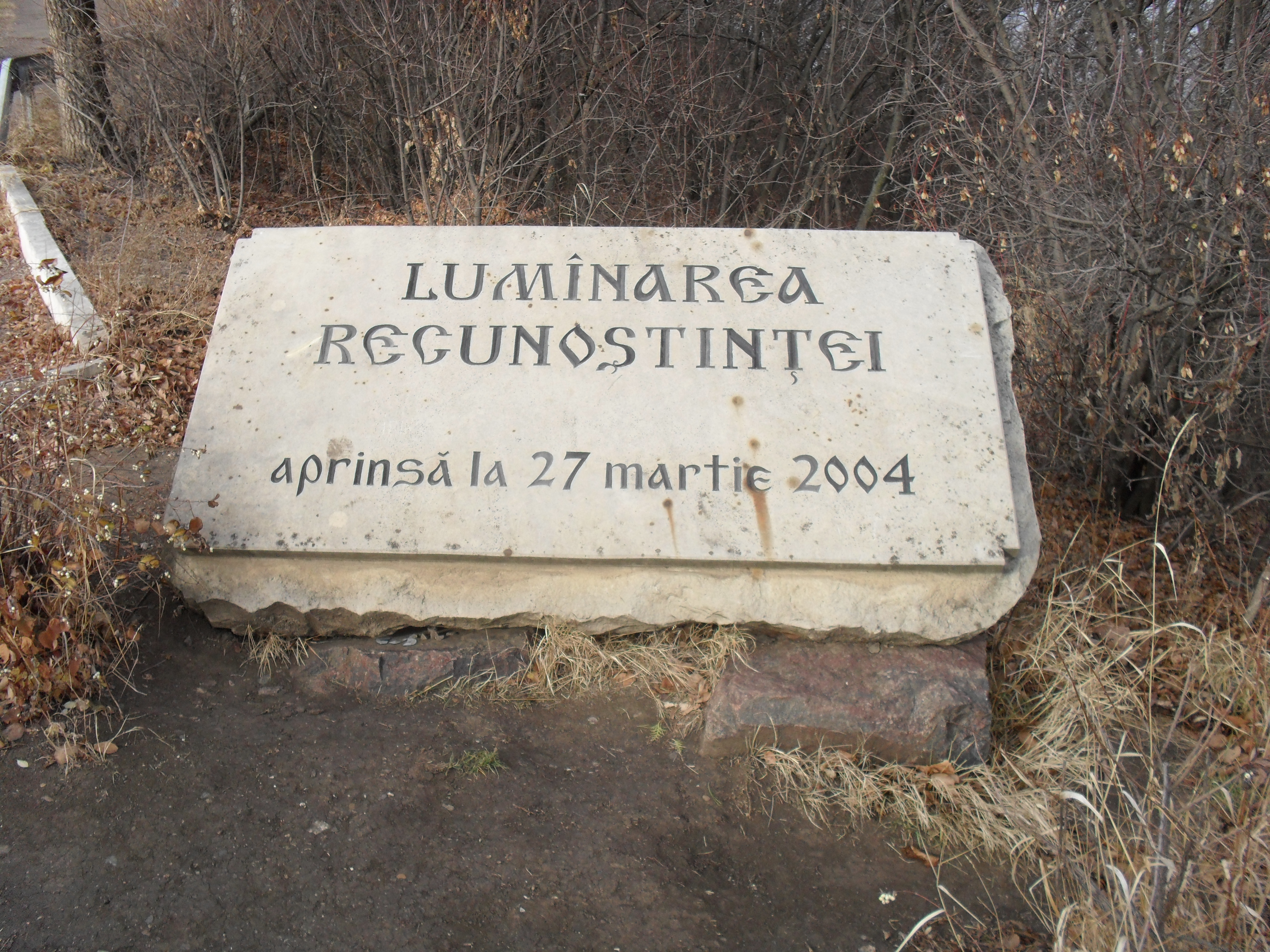
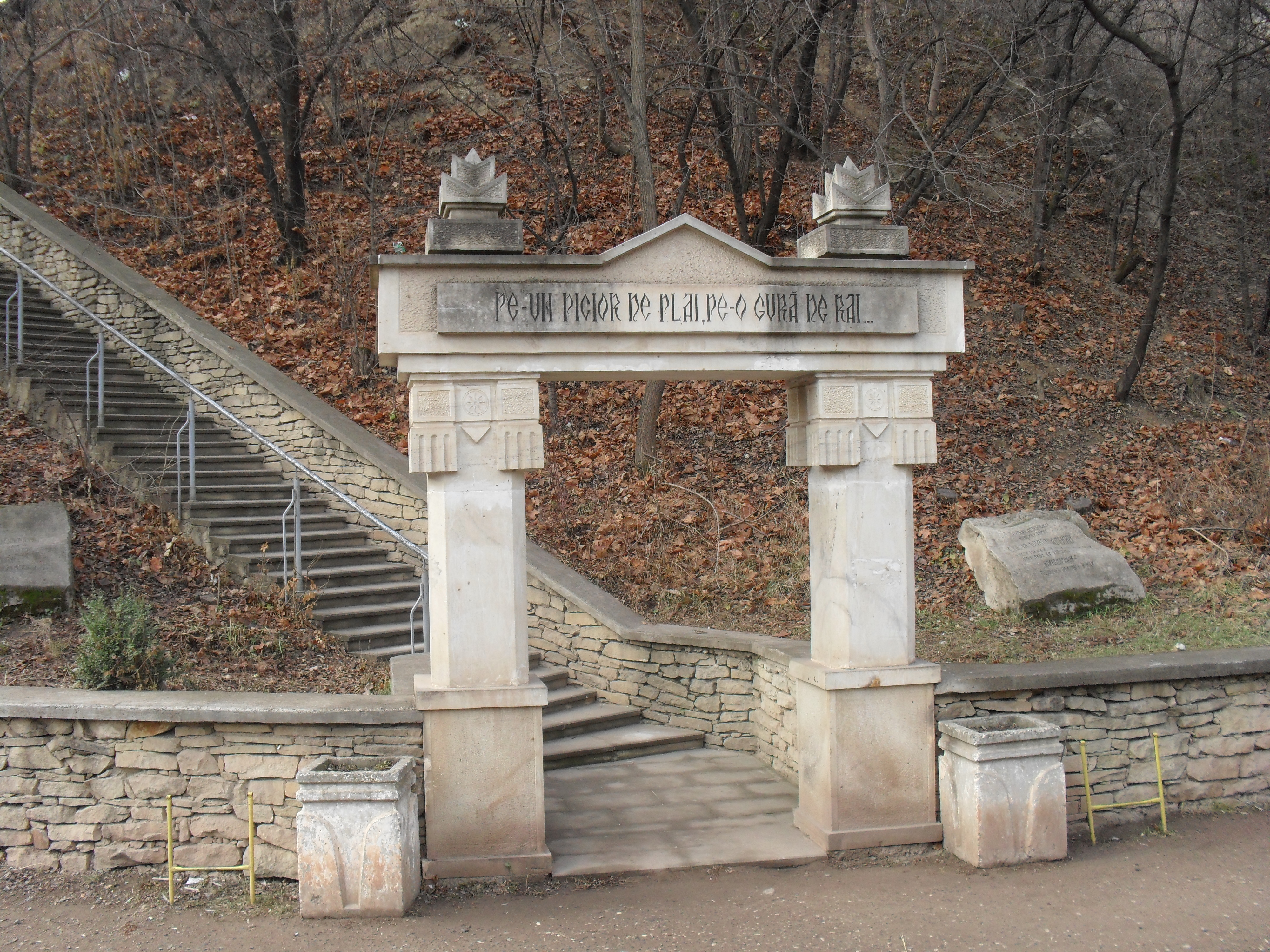
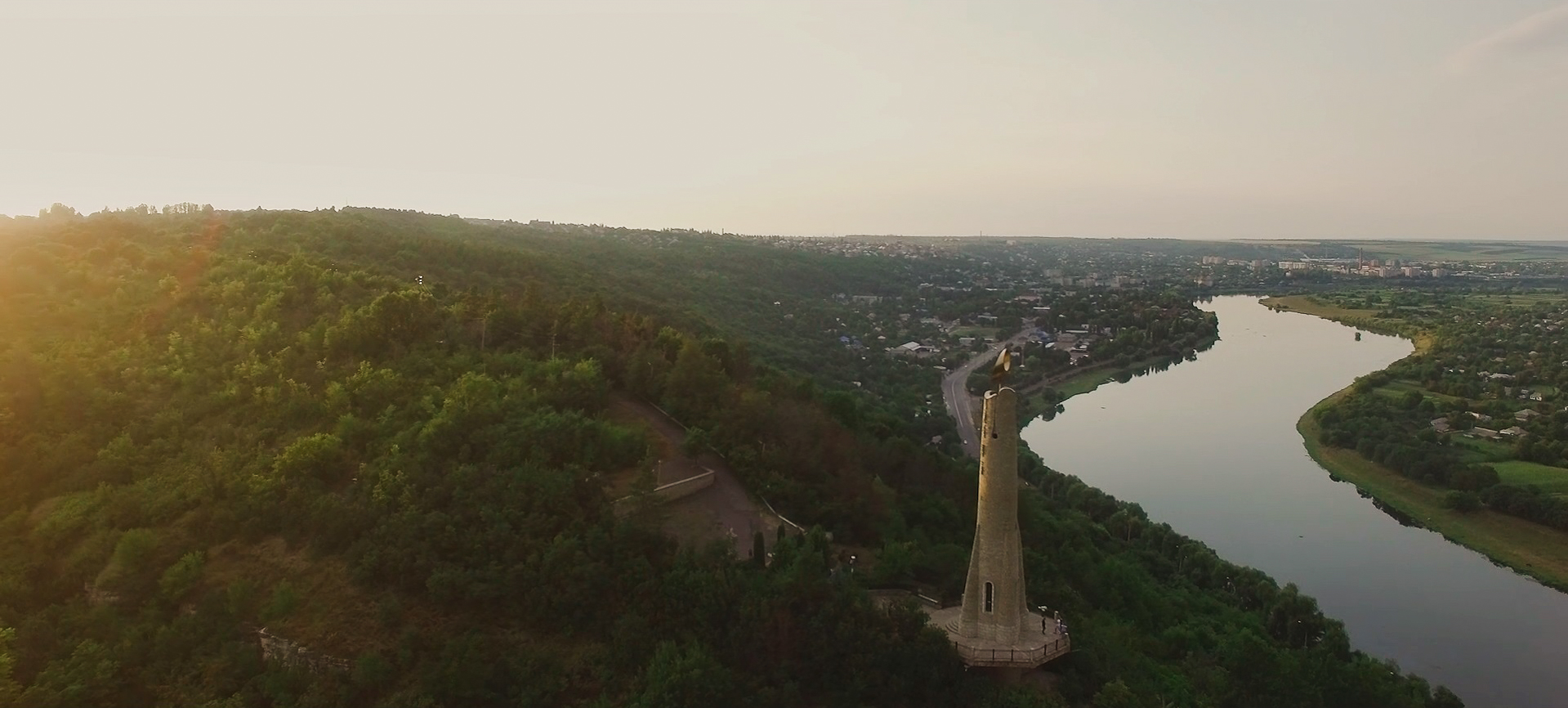
Vedere panoramică a „Lumânării” și orașului.

Monumente și memoriale

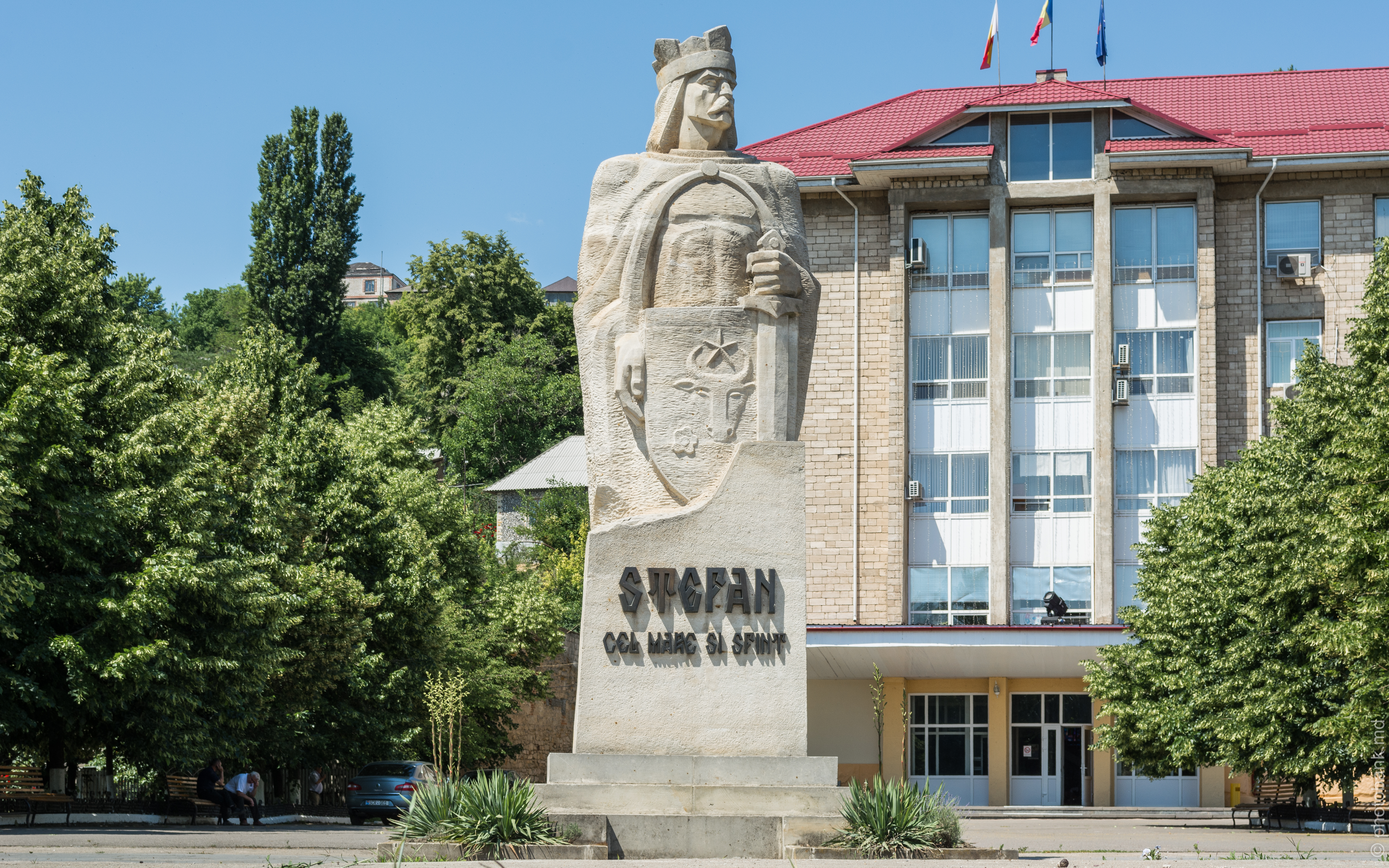
Monumentul lui Ștefan cel Mare din fața Consiliului raional.
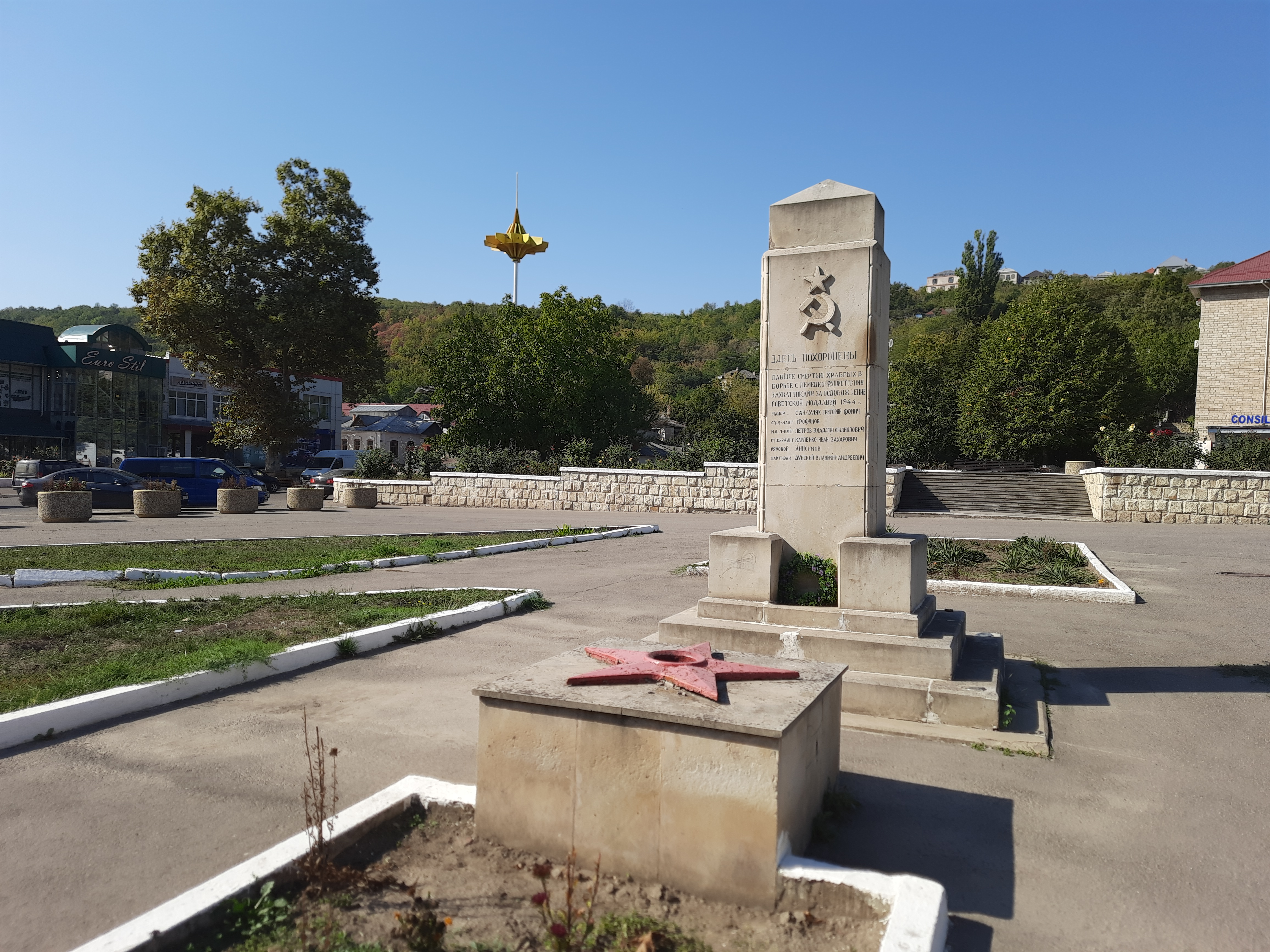
Monument în memoria celor căzuți în Al Doilea Război Mondial.
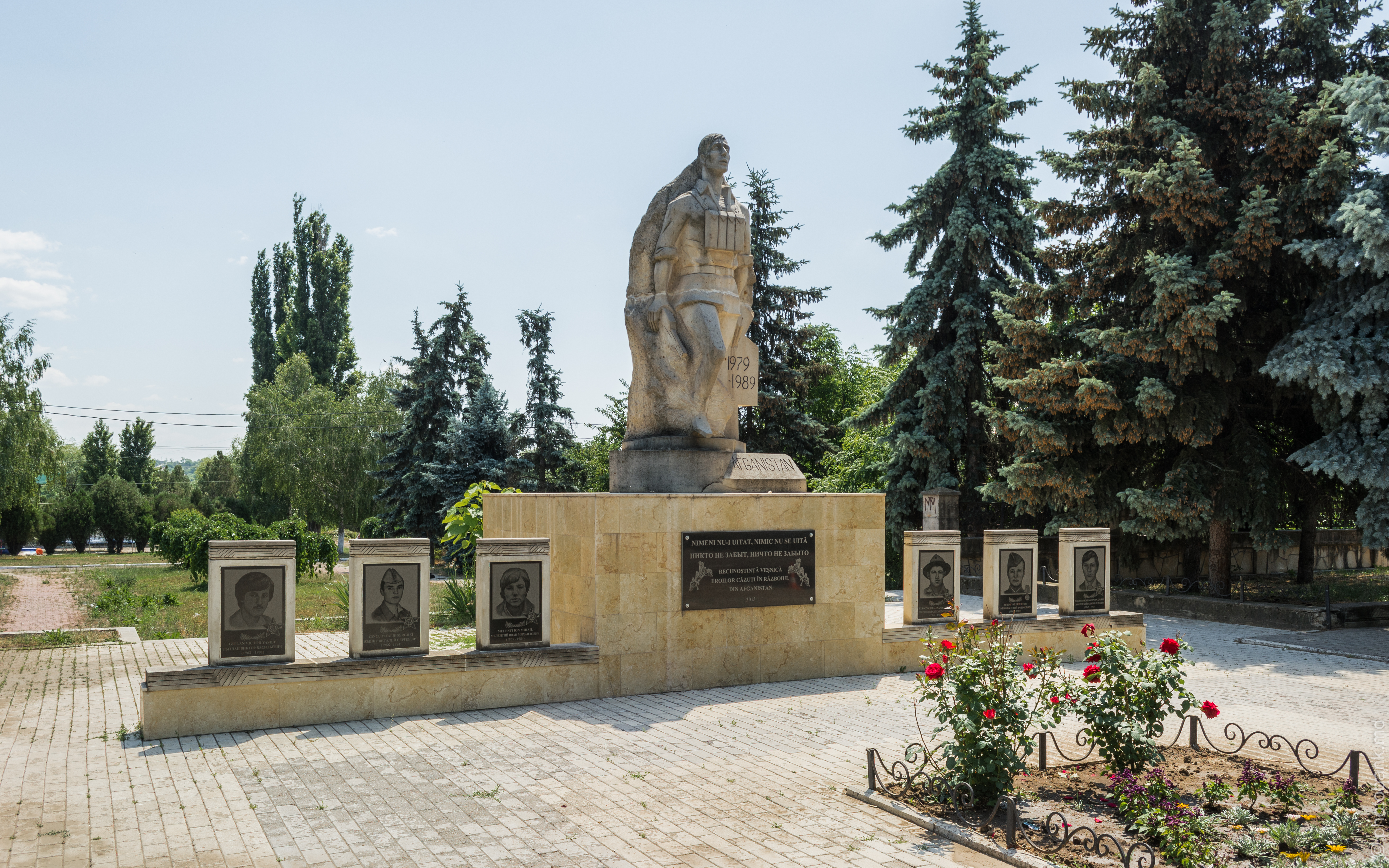
Monument în memoria sorocenilor căzuți în războiul din Afganistan.
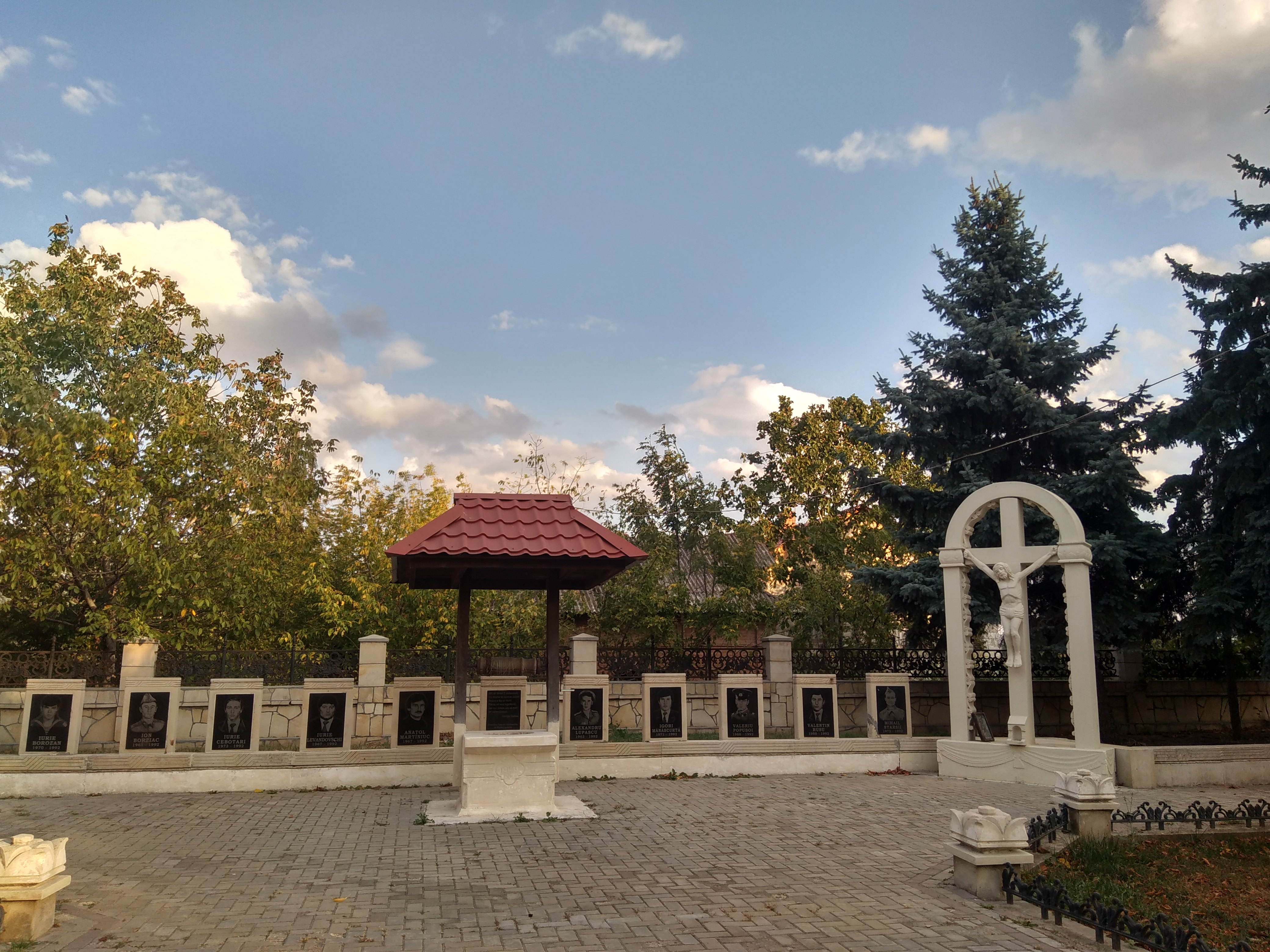
Monument în memoria sorocenilor căzuți în războiul din Transnistria.
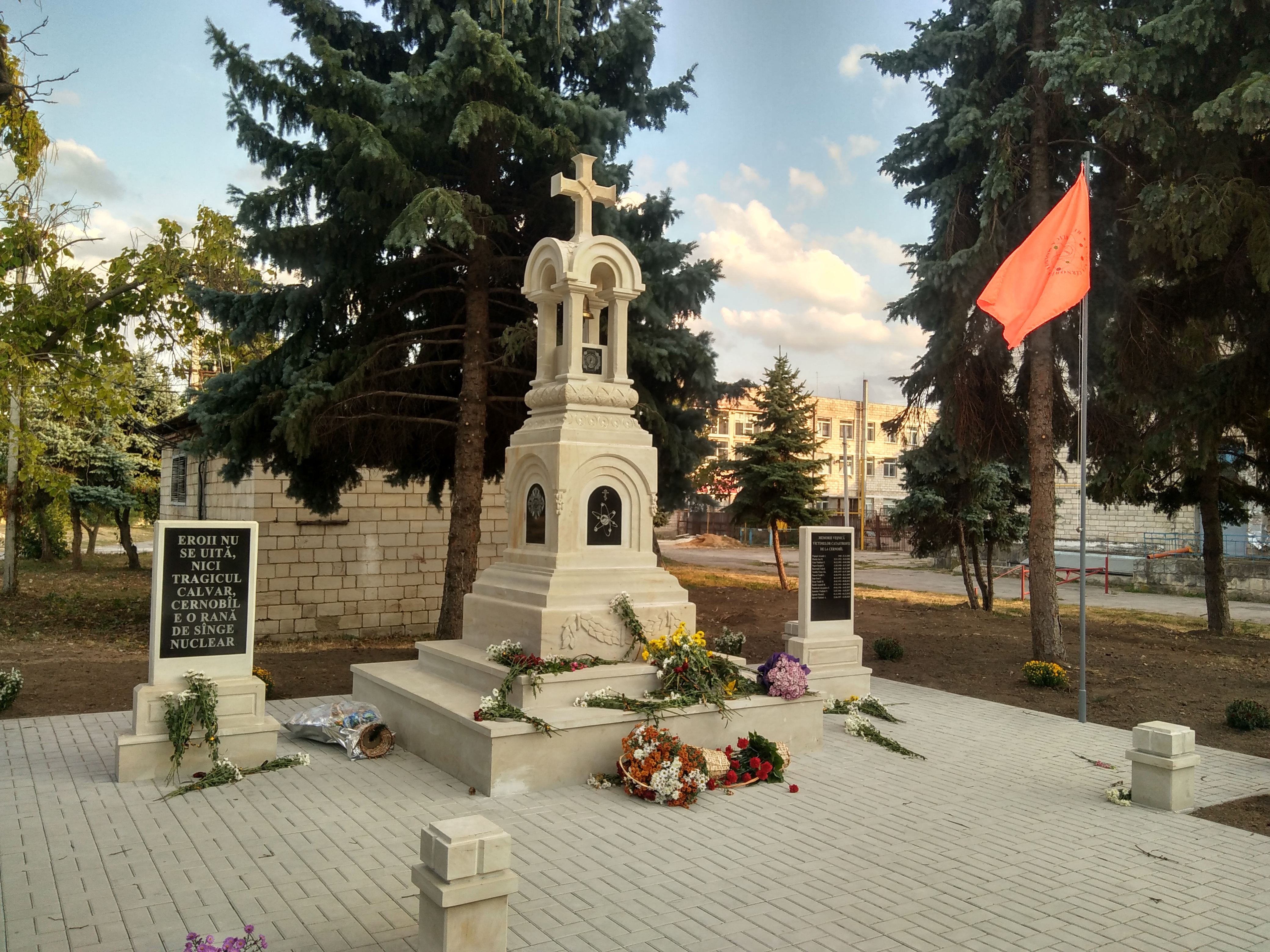
Monument în memoria victimelor accidentului nuclear de la Cernobîl.
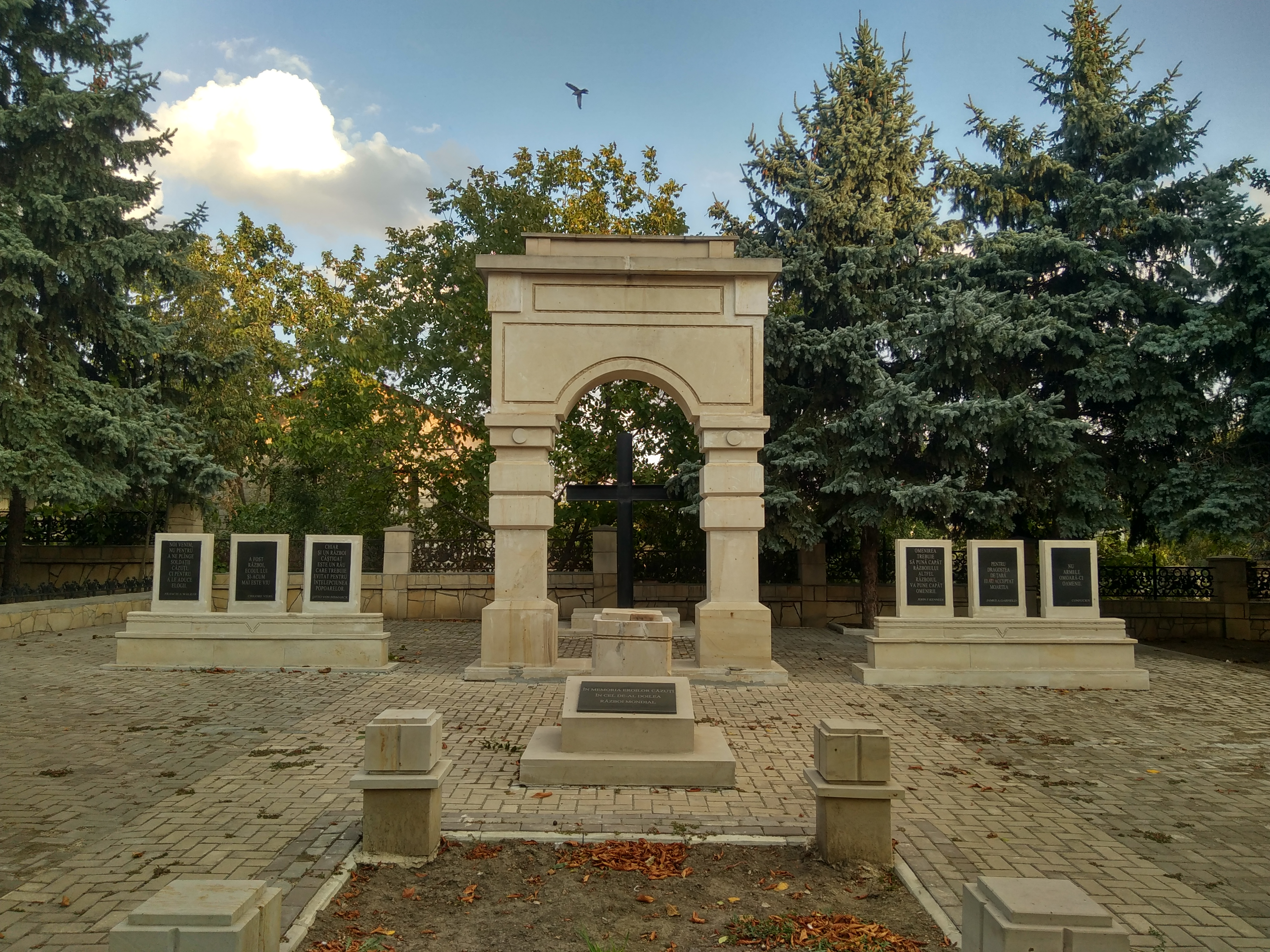
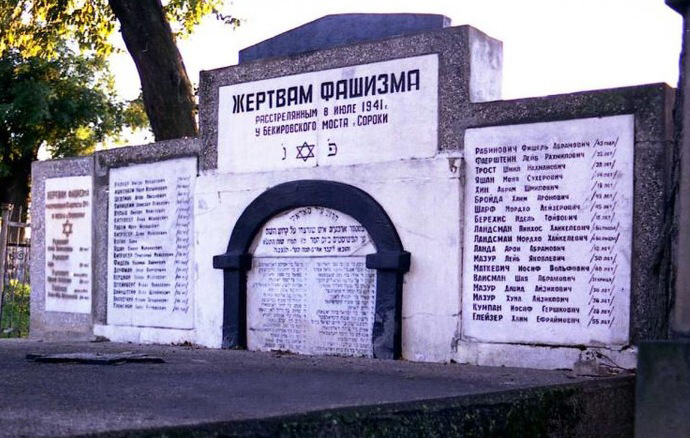
Memorialul celor 36 de evrei din Soroca executați de armata română în iulie 1941.
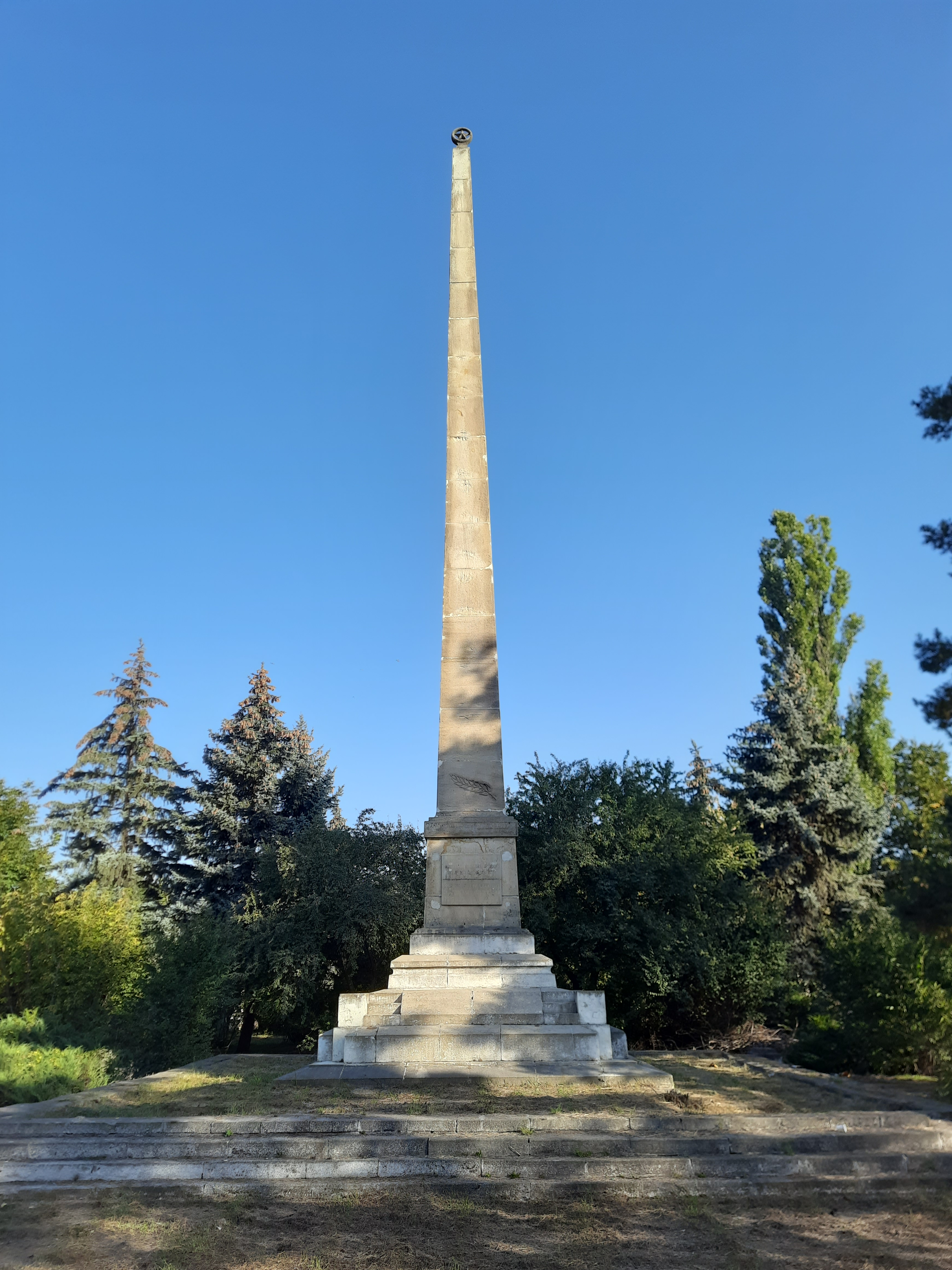
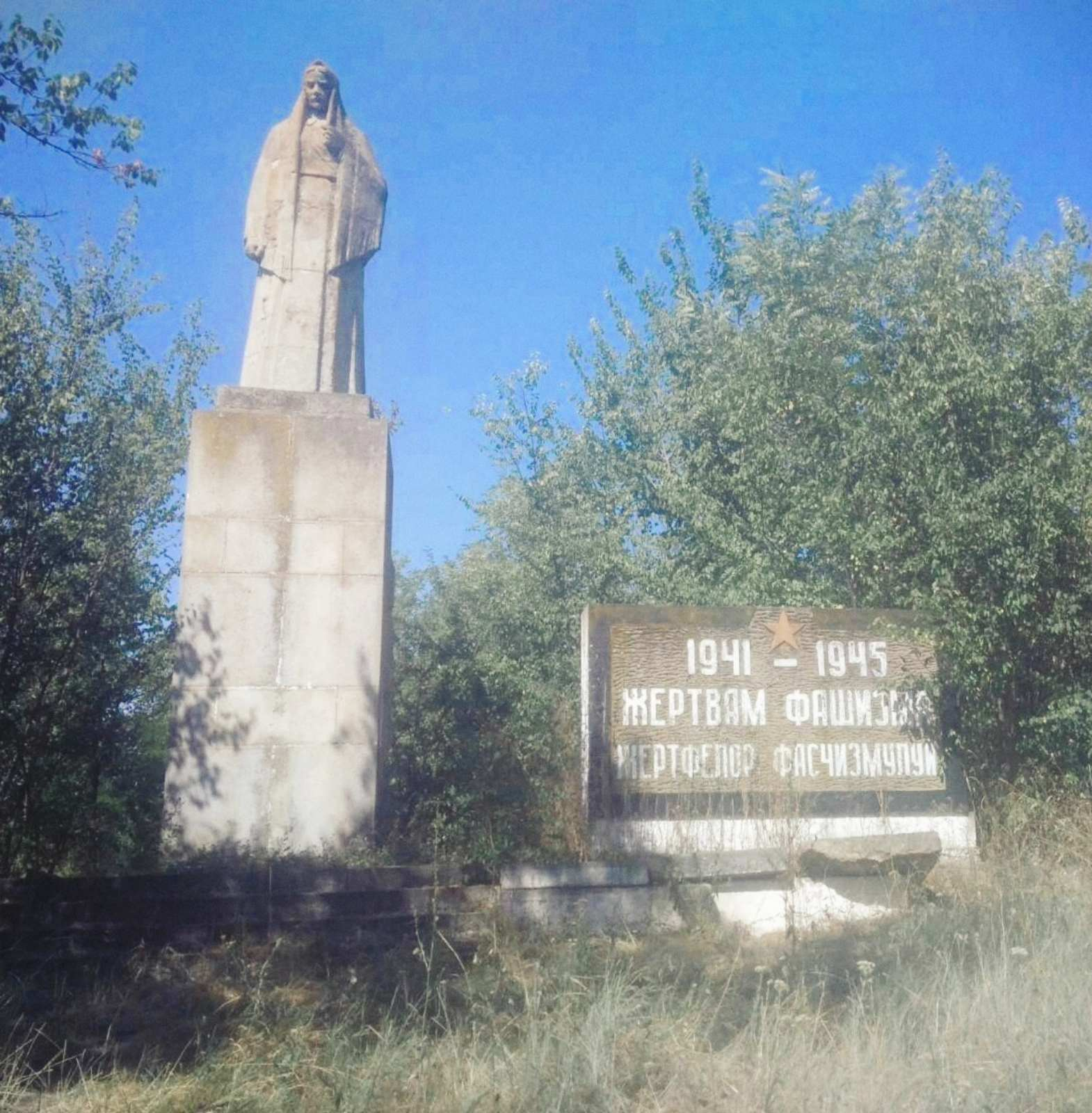

Alte locuri

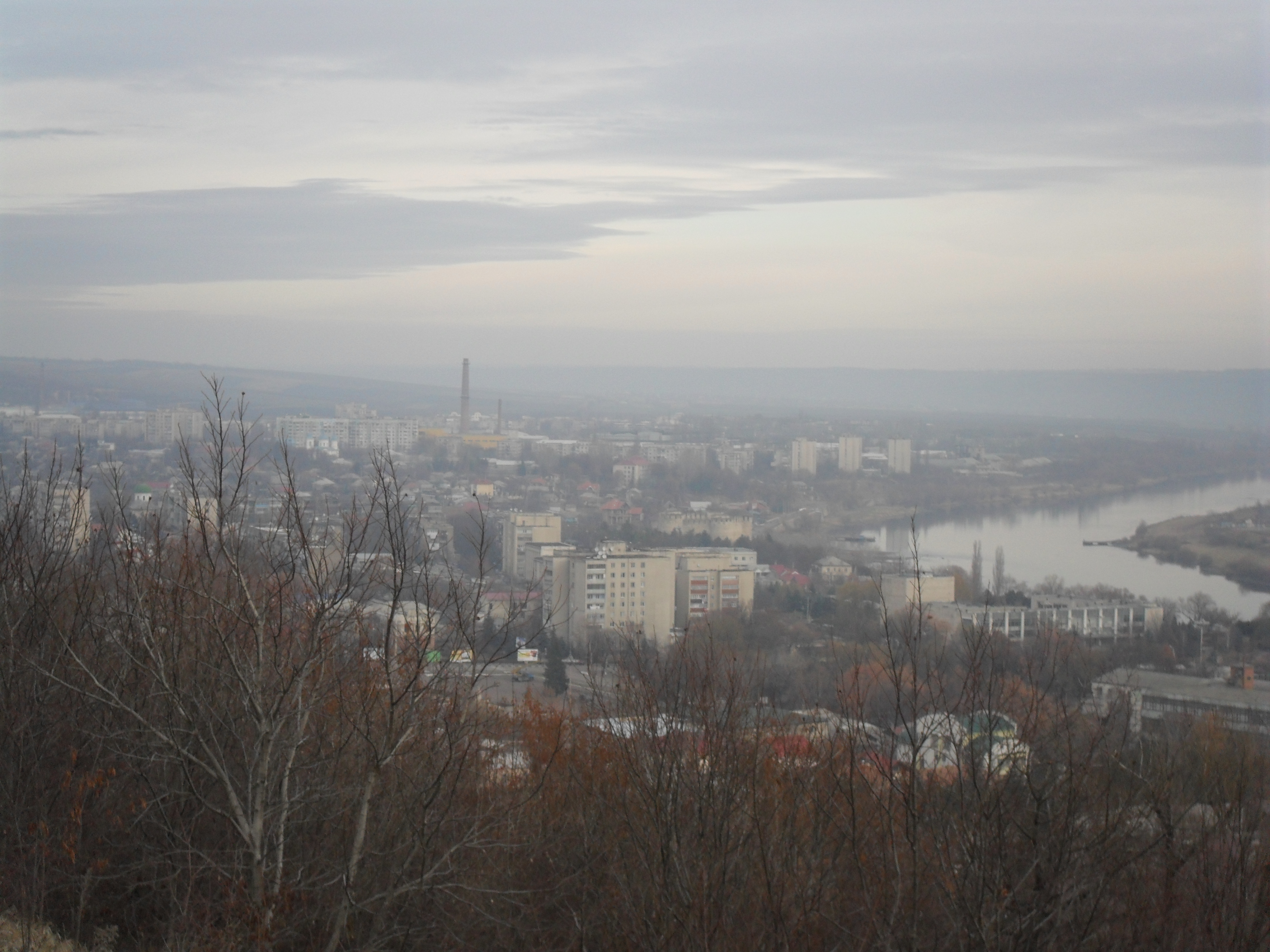
Zona centrală a orașului
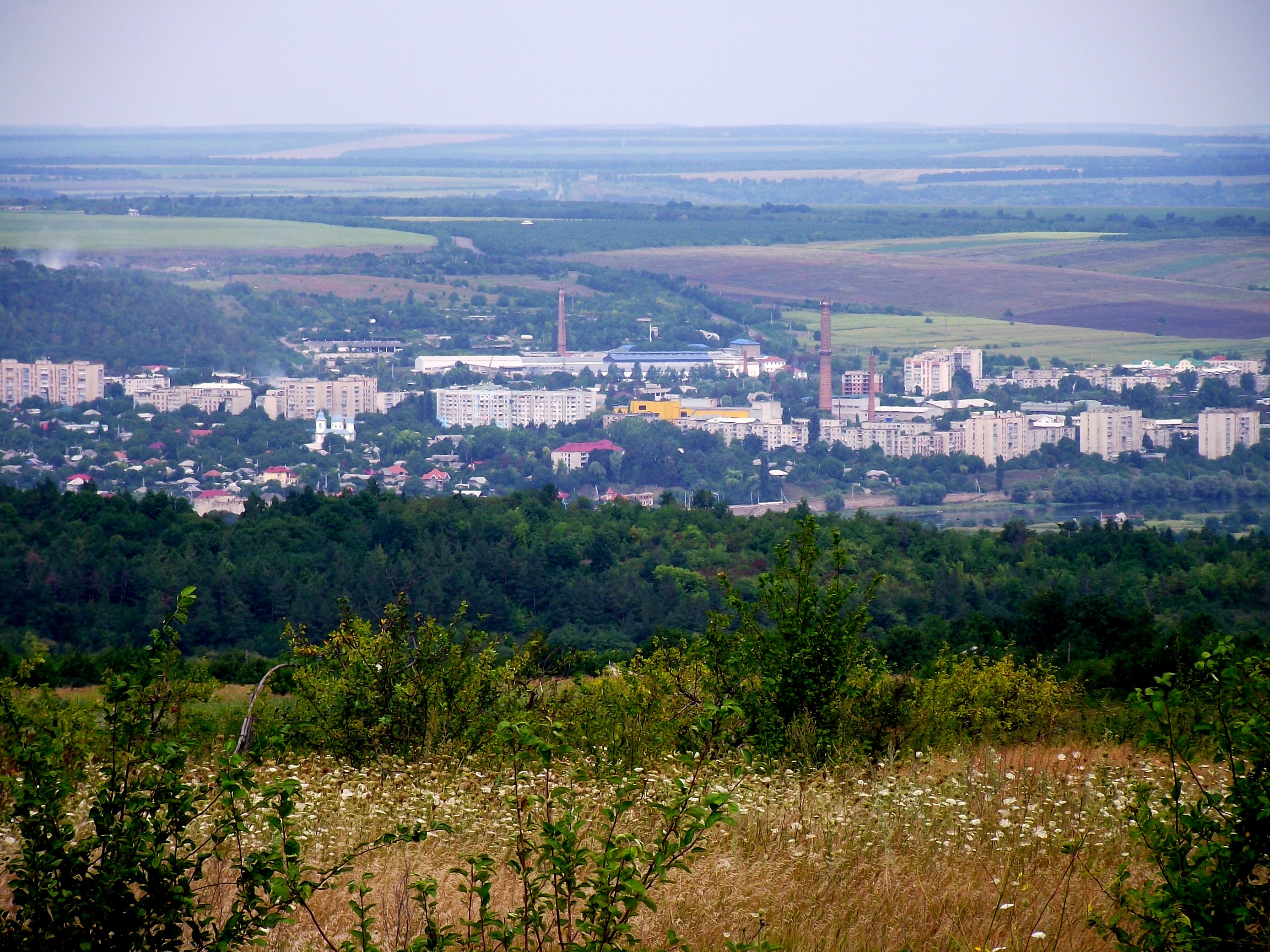
Vedere de pe șoseau de centură.
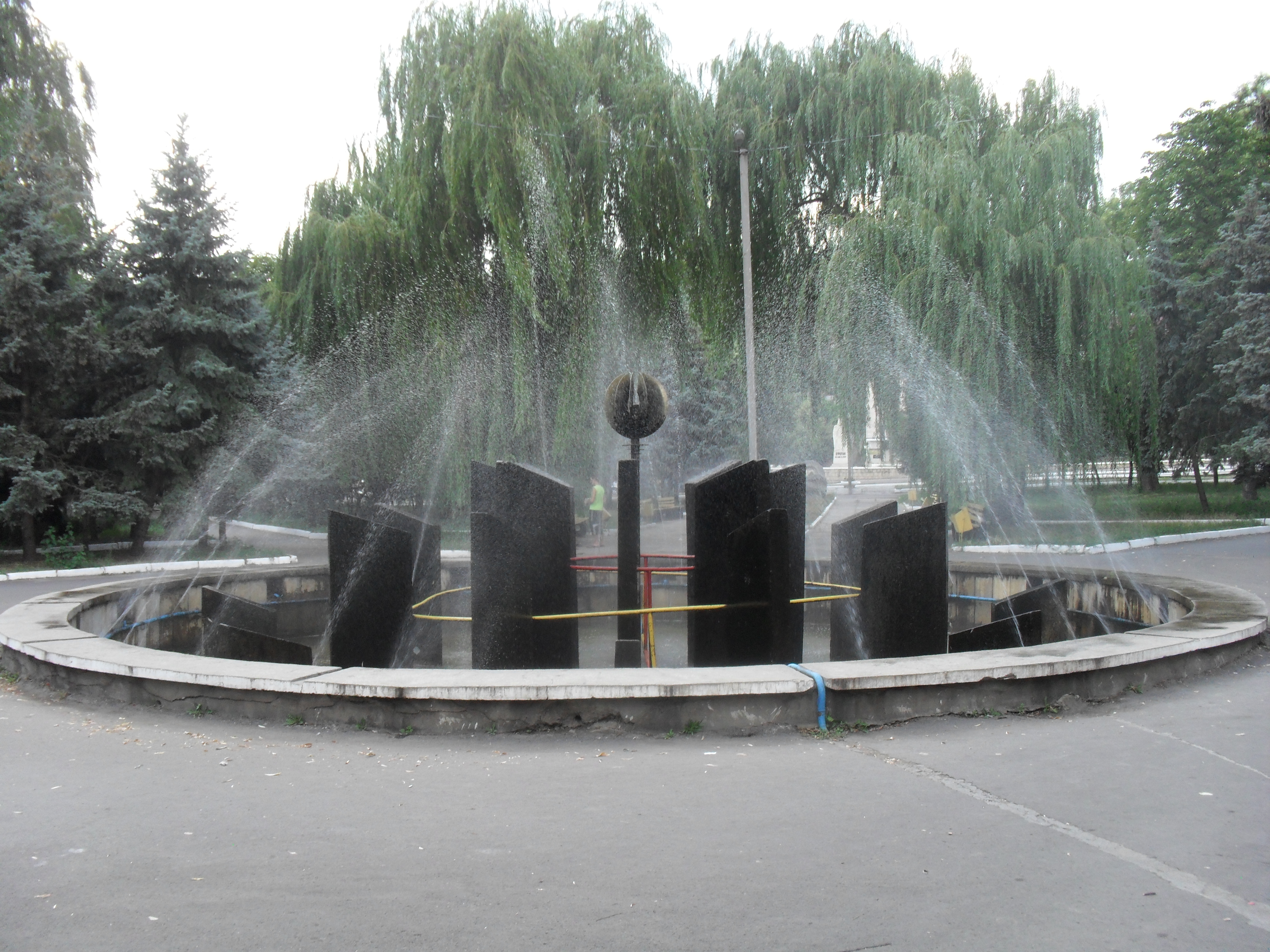
Havuz în parcul central.
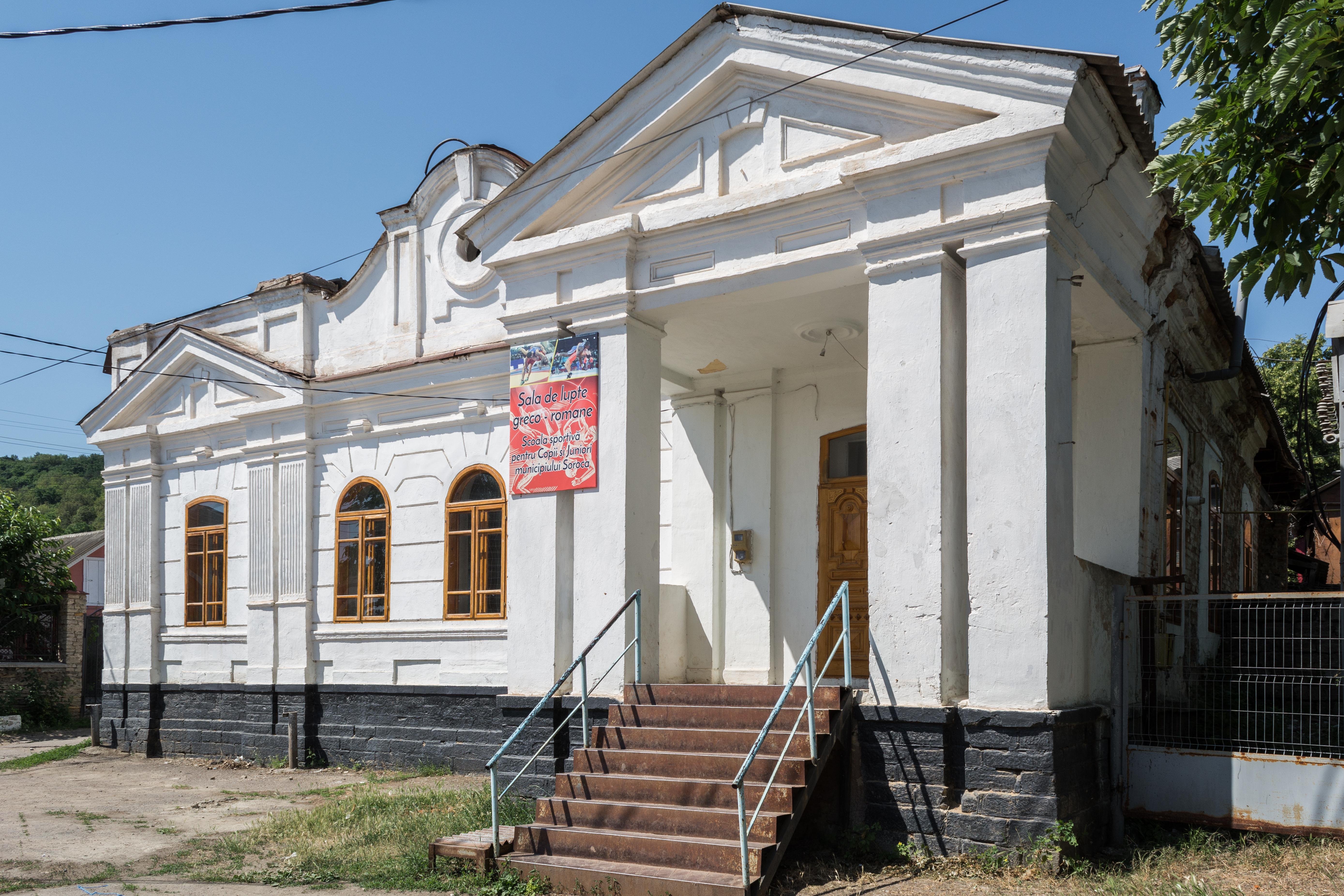
Sala de lupte din oraș
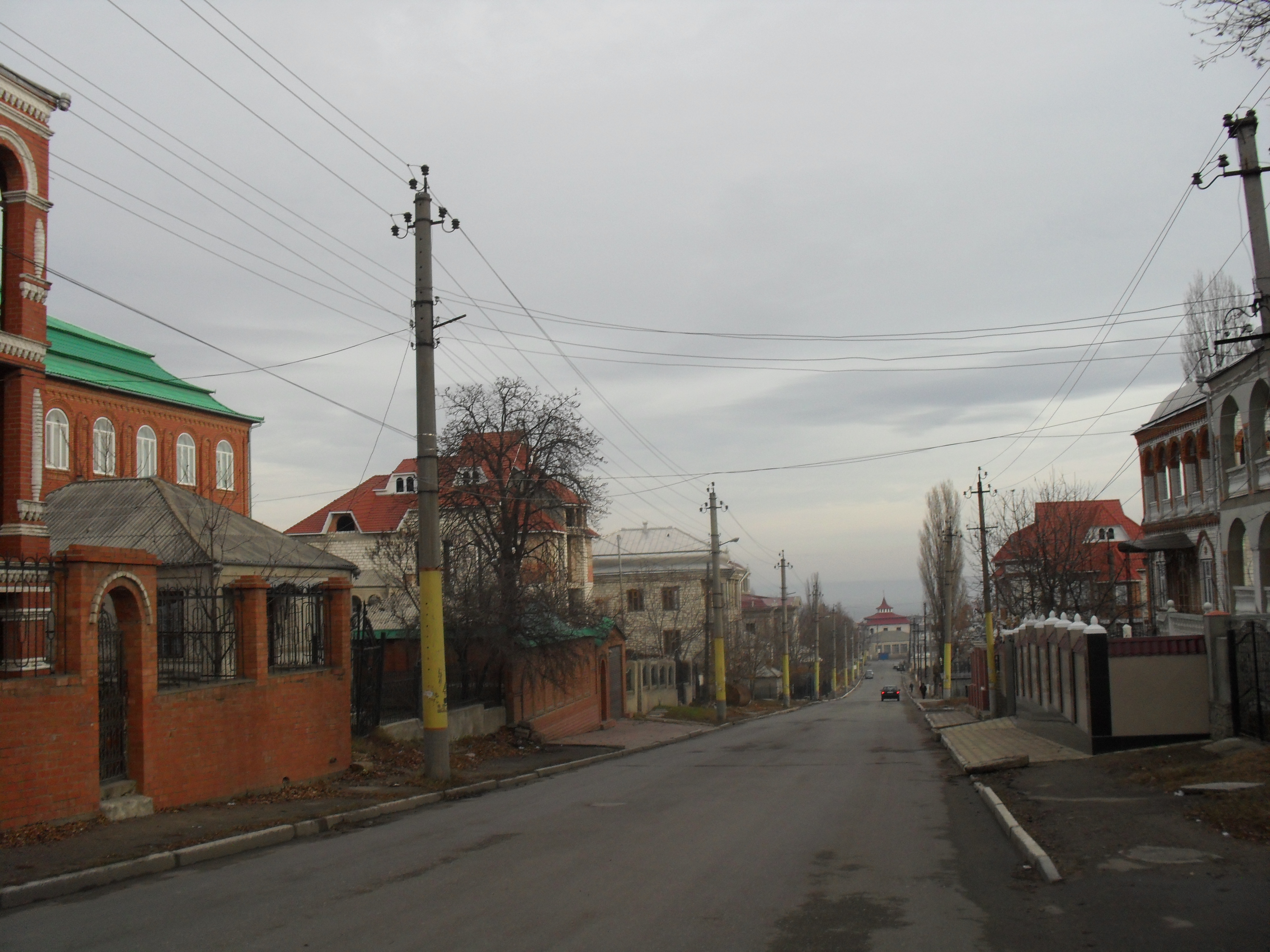
„Cartierul țigănesc”
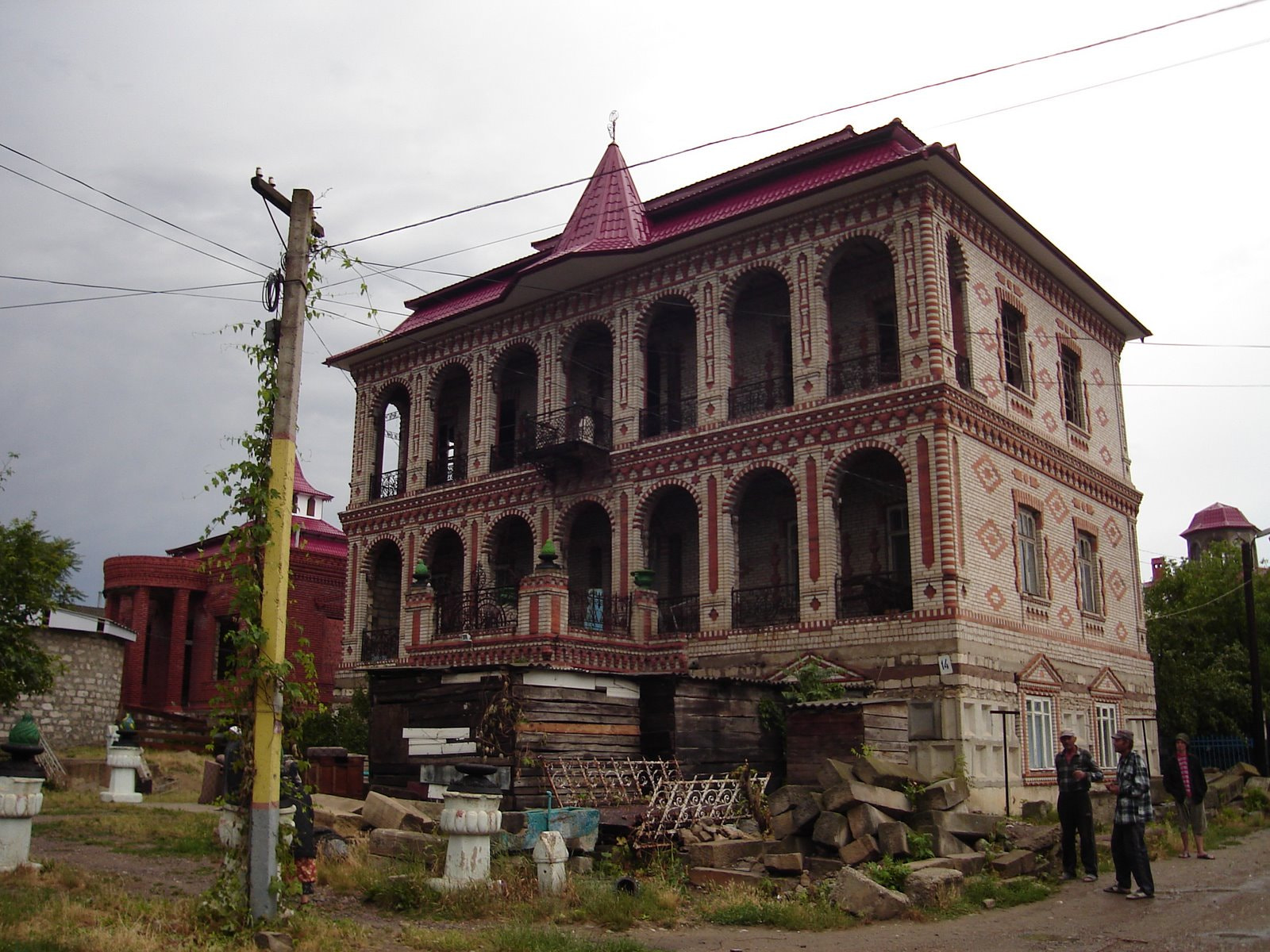
O casă țigănească
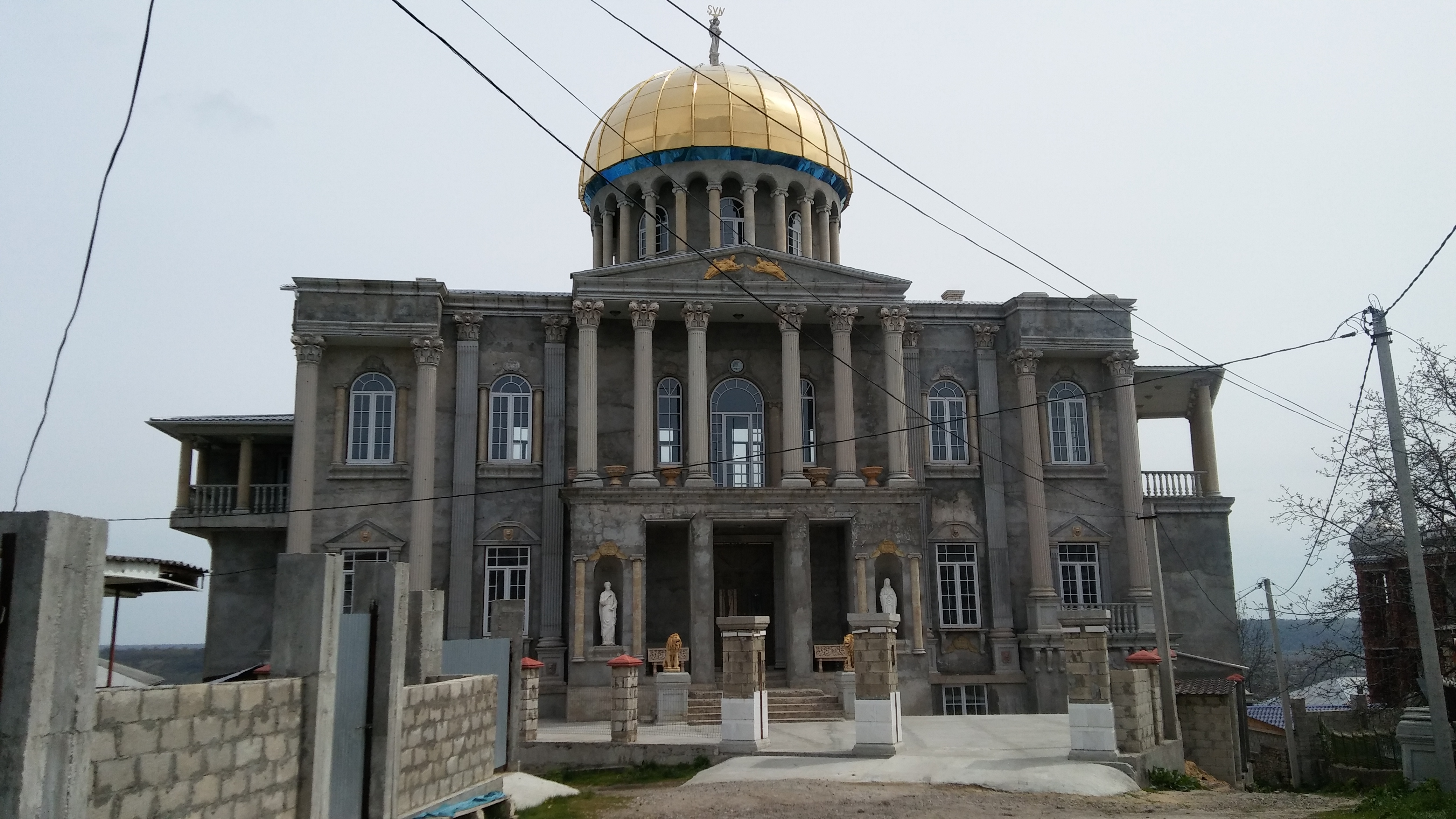
Alt edificiu țigănesc